# 三輪車
三輪車（さんりんしゃ、英: three wheelerスリーホイーラー あるいは英: tricycleトライシクル）は、三つの車輪を持つ乗り物の総称である。
三輪車という概念・用語は、二輪車や四輪車という概念・用語などと対比されているものである。英語の学術用語では「three wheeler」となる（やや硬い）。「tricycle」は広く使える表現。若者などが気軽に短縮して呼びたい場合は「英: trike　トライク」と呼んでいる。
世界的に見ると三輪車はさかんに利用されており、大人用の台数が圧倒的に多い。
フランス語では「tricycle」という用語は、1828年に omnibus tricycle（三輪バス）という用語で登場しており、1830年に三輪の voiture を指すために用いられた（なお1828年の三輪バスも、1830年の voiture も、時代ごとの技術を考慮するとどちらも内燃機関を搭載したものではなく、それぞれ馬車方式のバス、つまり乗り合い馬車のことで、1830年の voiture は（おそらく個人所有の）馬車のこと）。そのおよそ60年後の1889年にペダルでこぐタイプが「tricycle」と呼ばれた。
英語（など）で"tricycle"の語源はラテン語で「3」を意味する接頭辞の "tri" と「輪」を意味する "cyclus" に由来する。ドイツ語では ”Dreirad” と呼び、これも「3」+「車輪」という表現。

## 分類、種類
さまざまな分類法がある。ひとつは車輪の配置で分類する方法である。使用目的で分類する方法もある。駆動方式で分類する方法もある。三輪車の利用がさかんな国々では、荷台の形状や屋根の有無など、特徴的なタイプを独特の愛称で呼んで分類している。世界的に見ると、非常にさまざまなタイプがあり、簡単には分類できないほどである。
では車輪の配置による分類に話を戻すと、三輪車の車輪は基本的に車両中心に対して左右対称の二等辺三角形に配置されるが、ミニカーなど、場合によっては変則的な配置のものもある。左右対称に配置されたものは前輪が一つのデルタタイプ（英: delta）と、後輪が一つのオタマジャクシタイプ（タッドポールタイプ）（英: tadpole）などと分類する
駆動する車輪が後輪のタイプと、前輪のタイプがある。
エンジン付きのタイプと、エンジン無しのタイプがある。さらに言うと、電動モーターを搭載したものもあり、純粋に電動モーターだけで動くタイプと、ペダルと電動モーターの両方を備えた電動アシストタイプがあるので、分類は複雑である。
車体を左右に傾けられないのが一般的であるが、左右に傾けること（リーン）が可能な三輪車をen:Tilting three-wheelerと分類する。（ただの実験的車両だけでなく、量販型でも）ここ数十年、エンジンつきで左右に傾けることができるタイプが販売されている（ヨーロッパのメーカーのものが先行し、近年になり日本のメーカー製のヤマハ・トリシティやヤマハ・NIKENが登場した）。

現代のさまざまな三輪車
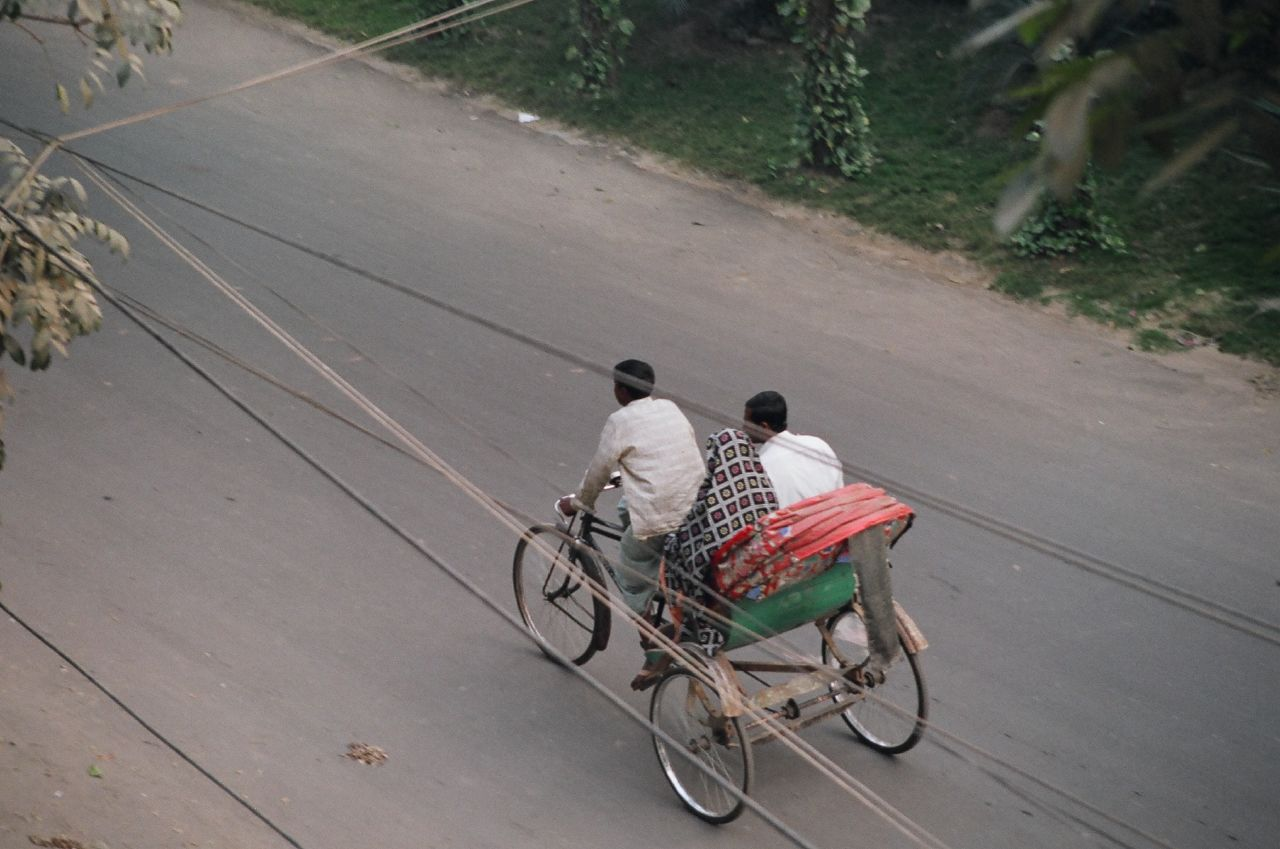
バングラデシュを走行する三輪車（2005年）
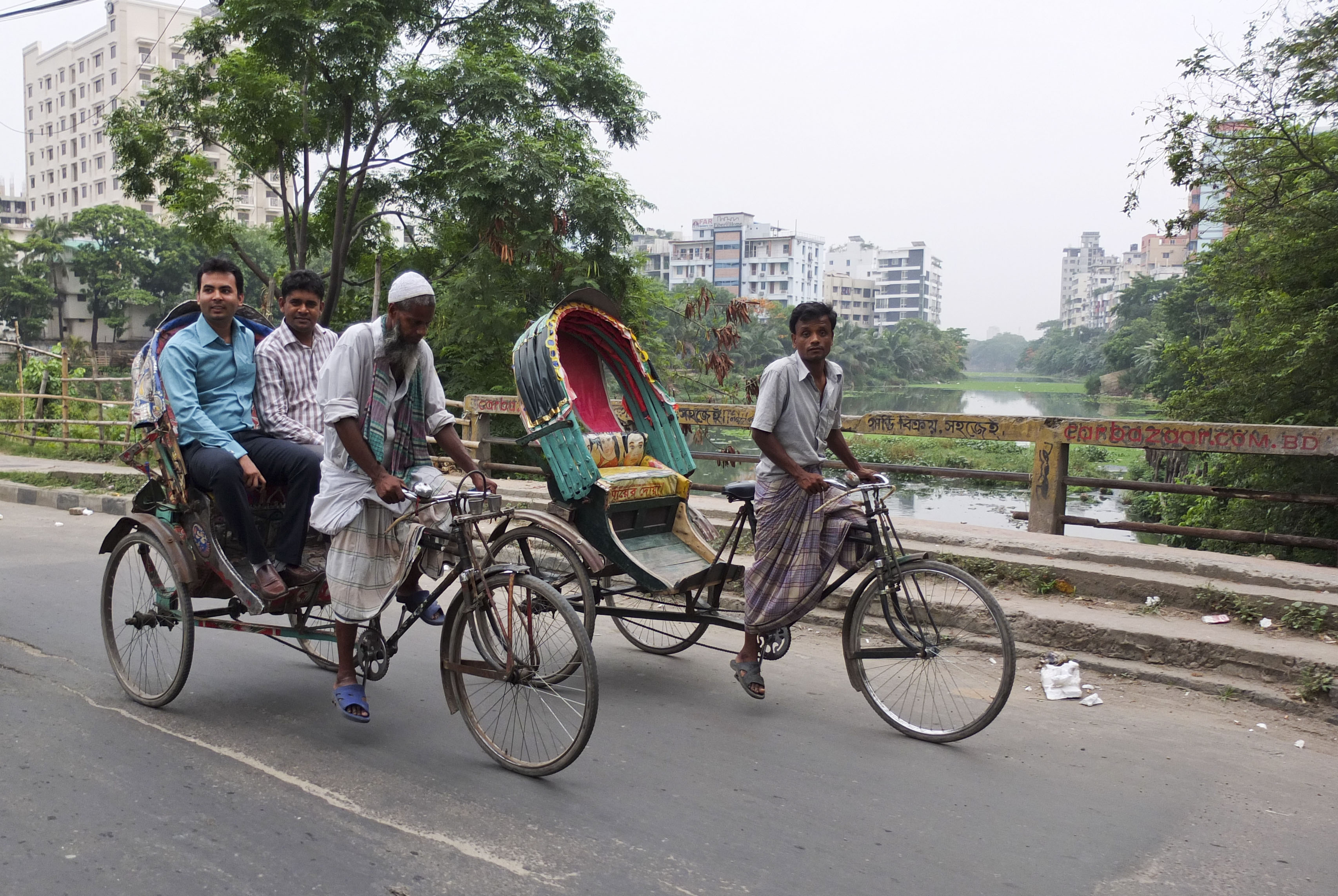
三輪車（バングラデシュ、ダッカ、2014年）
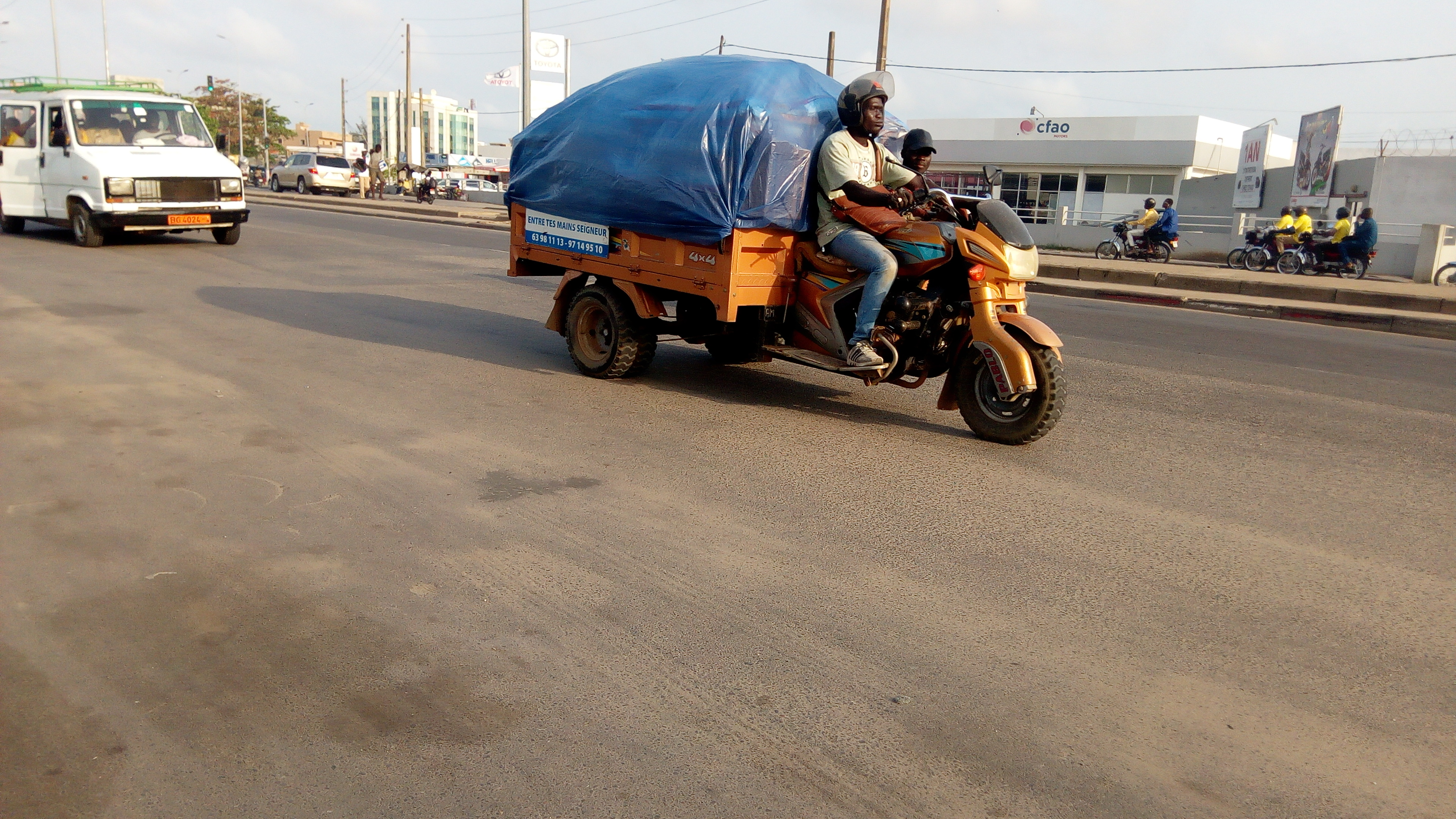
ベナンを走行する三輪車（2020年）。
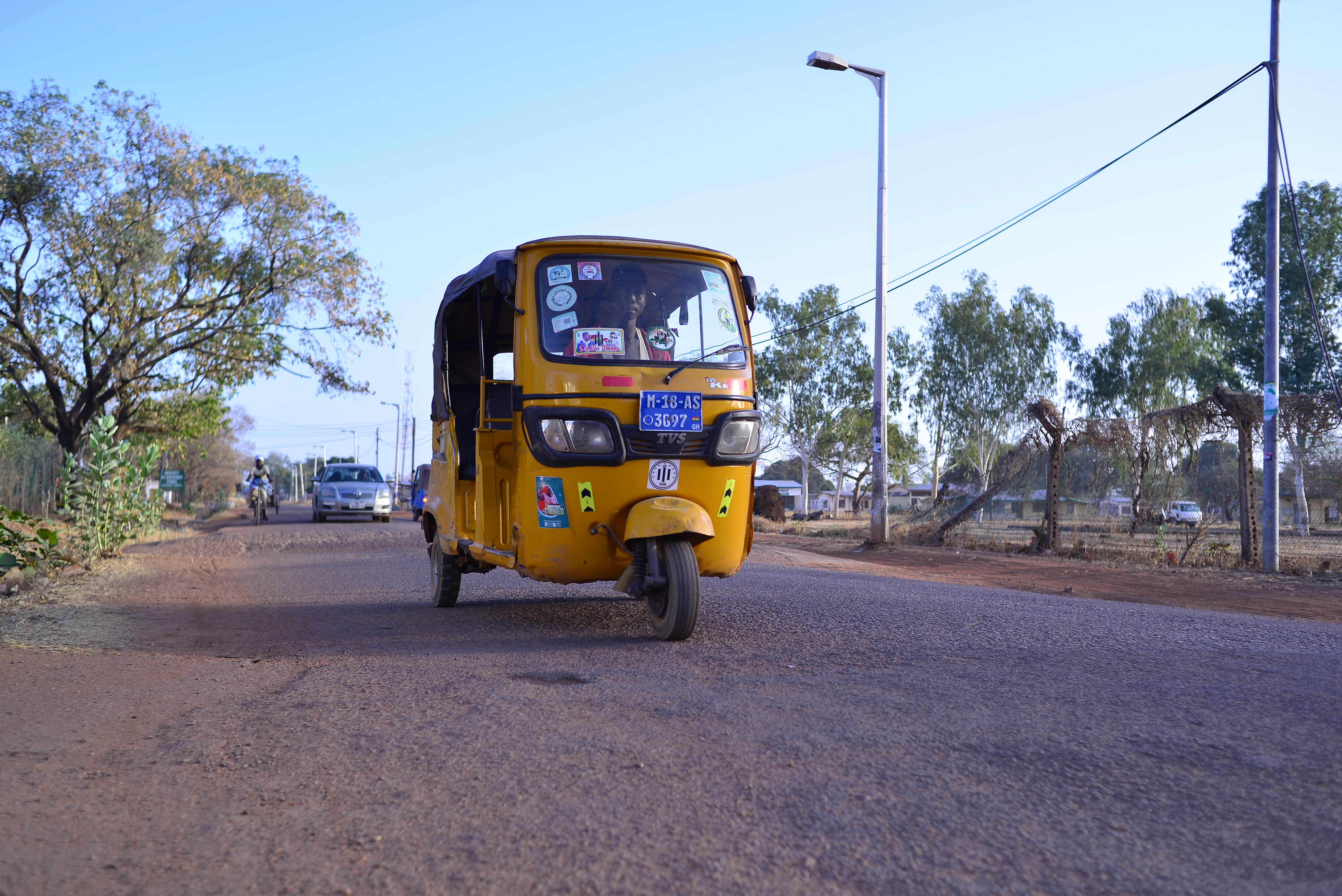
ガーナ北部で普及しており、現地で便利な足として重宝がられている三輪のタクシー(2020年）
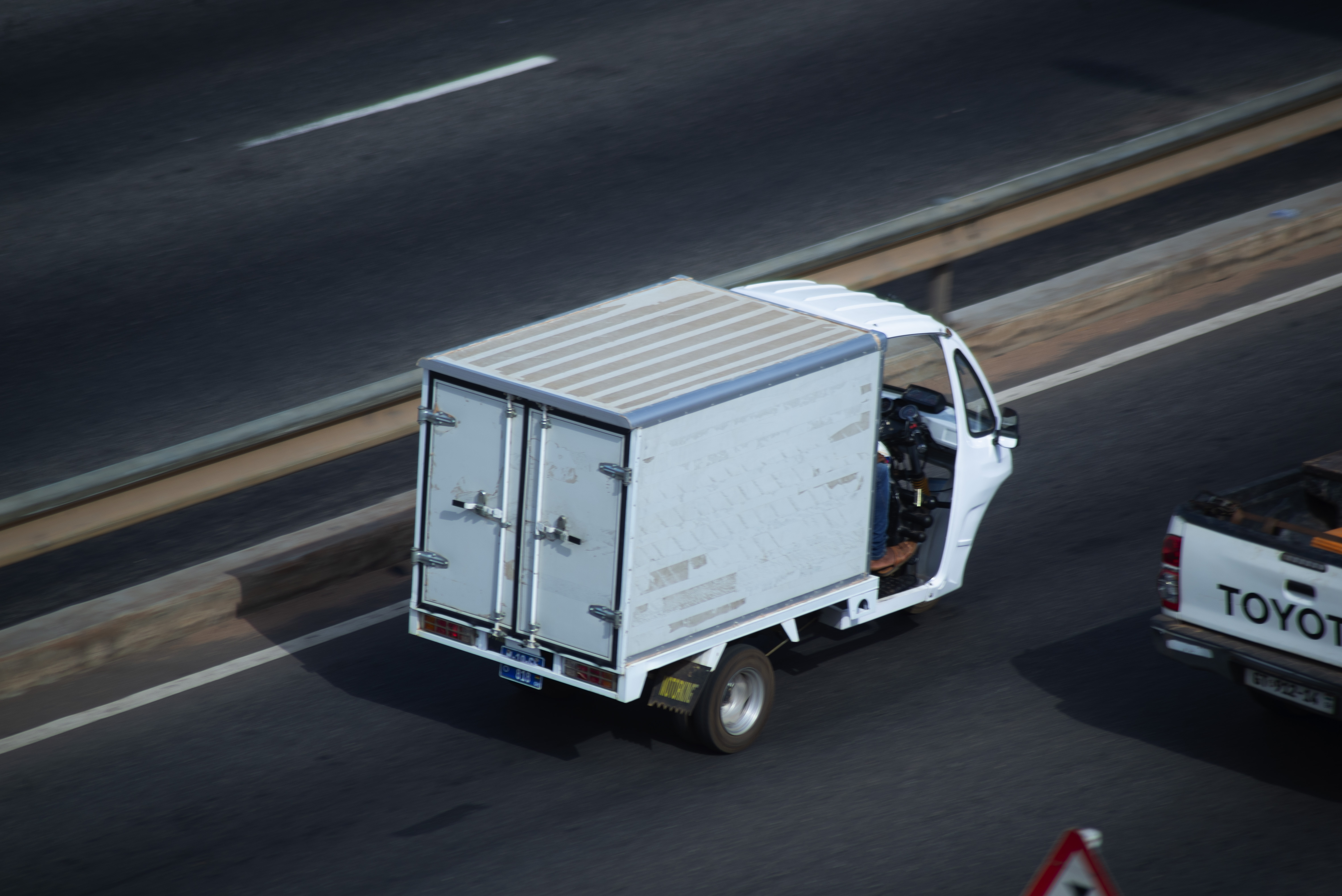
ガーナの三輪車。商品運搬に使われているもの（現代）。
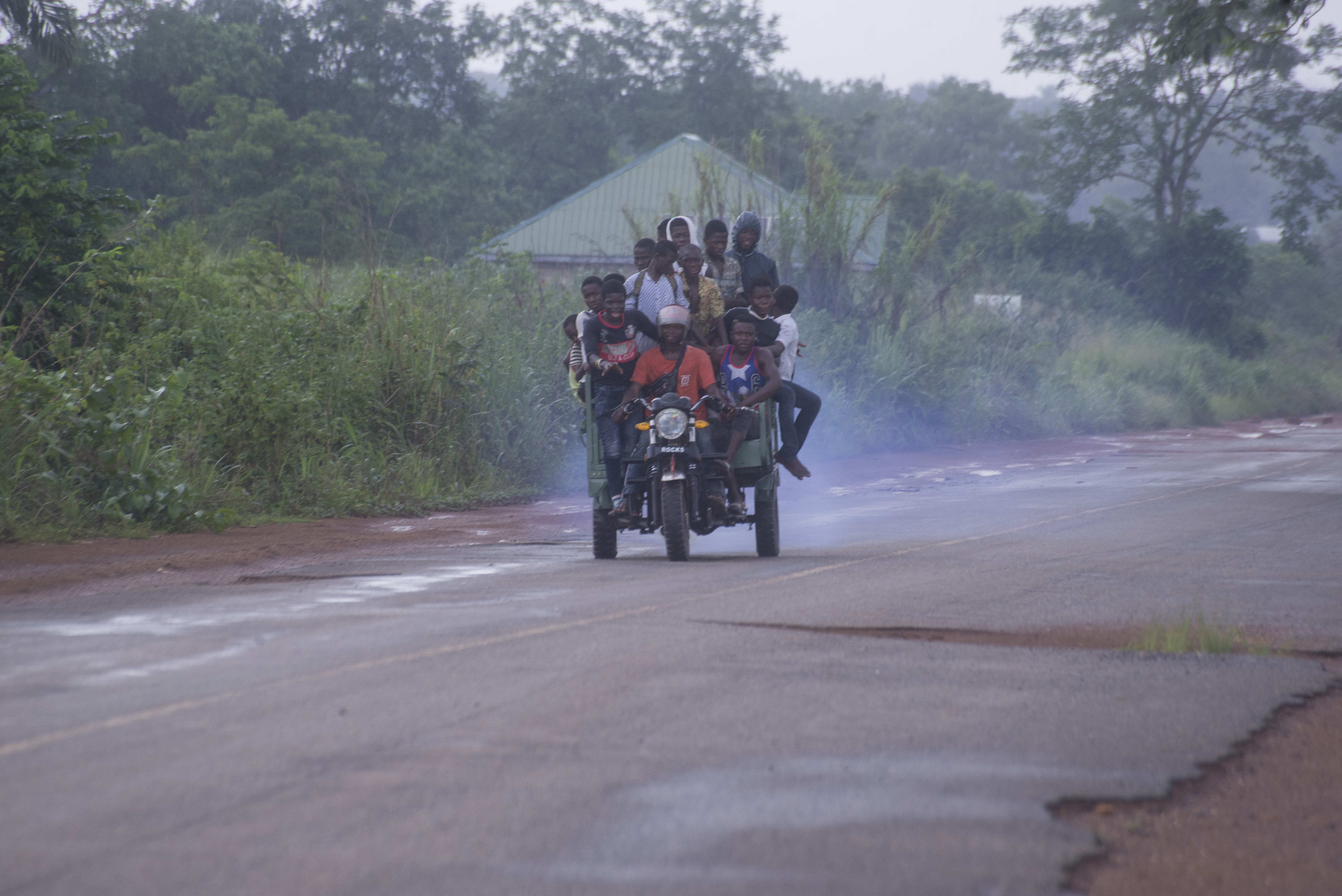
ガーナで大人数が乗って走っている様子（2019年）
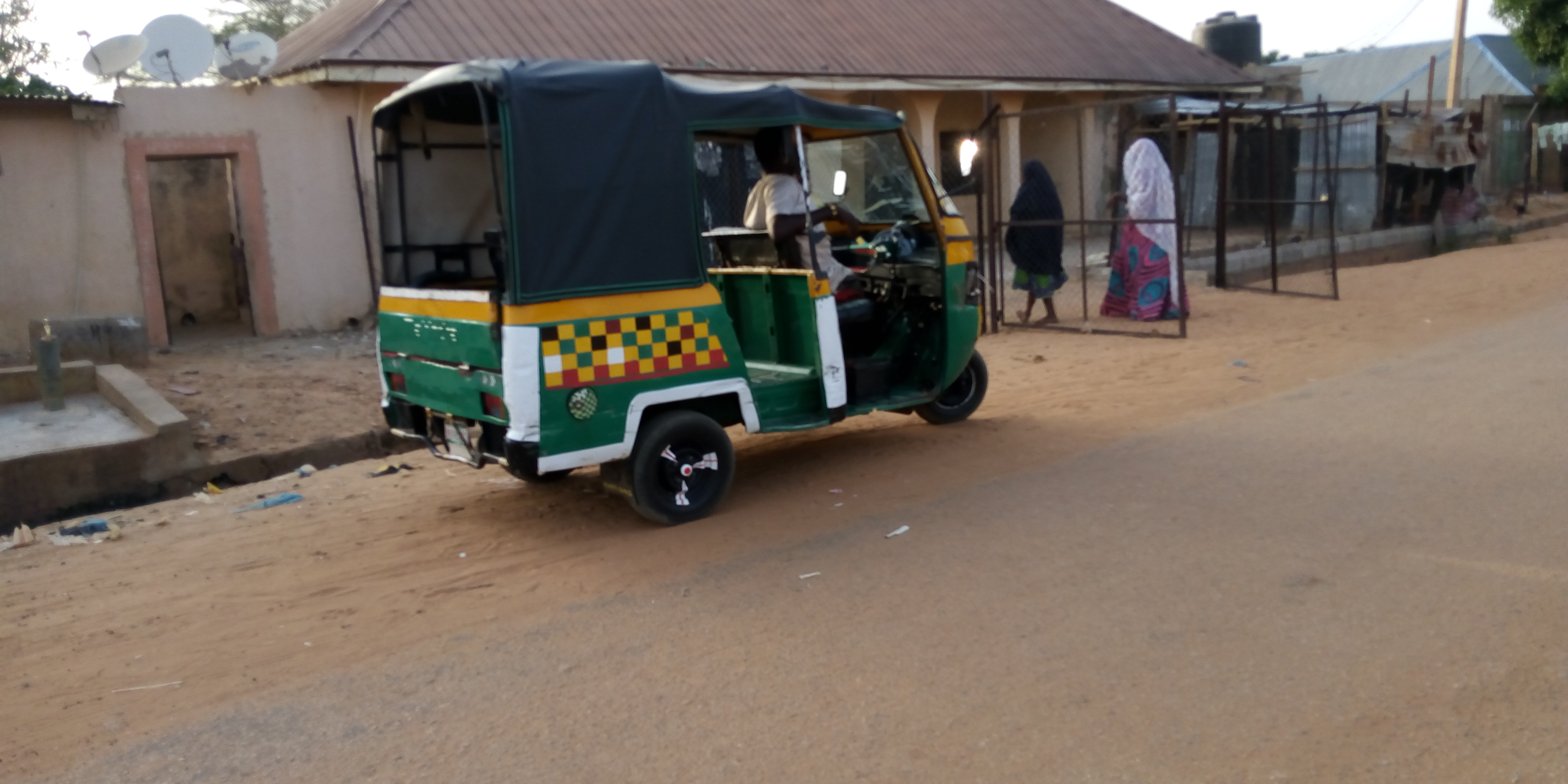
ナイジェリアの三輪車（2020年）。
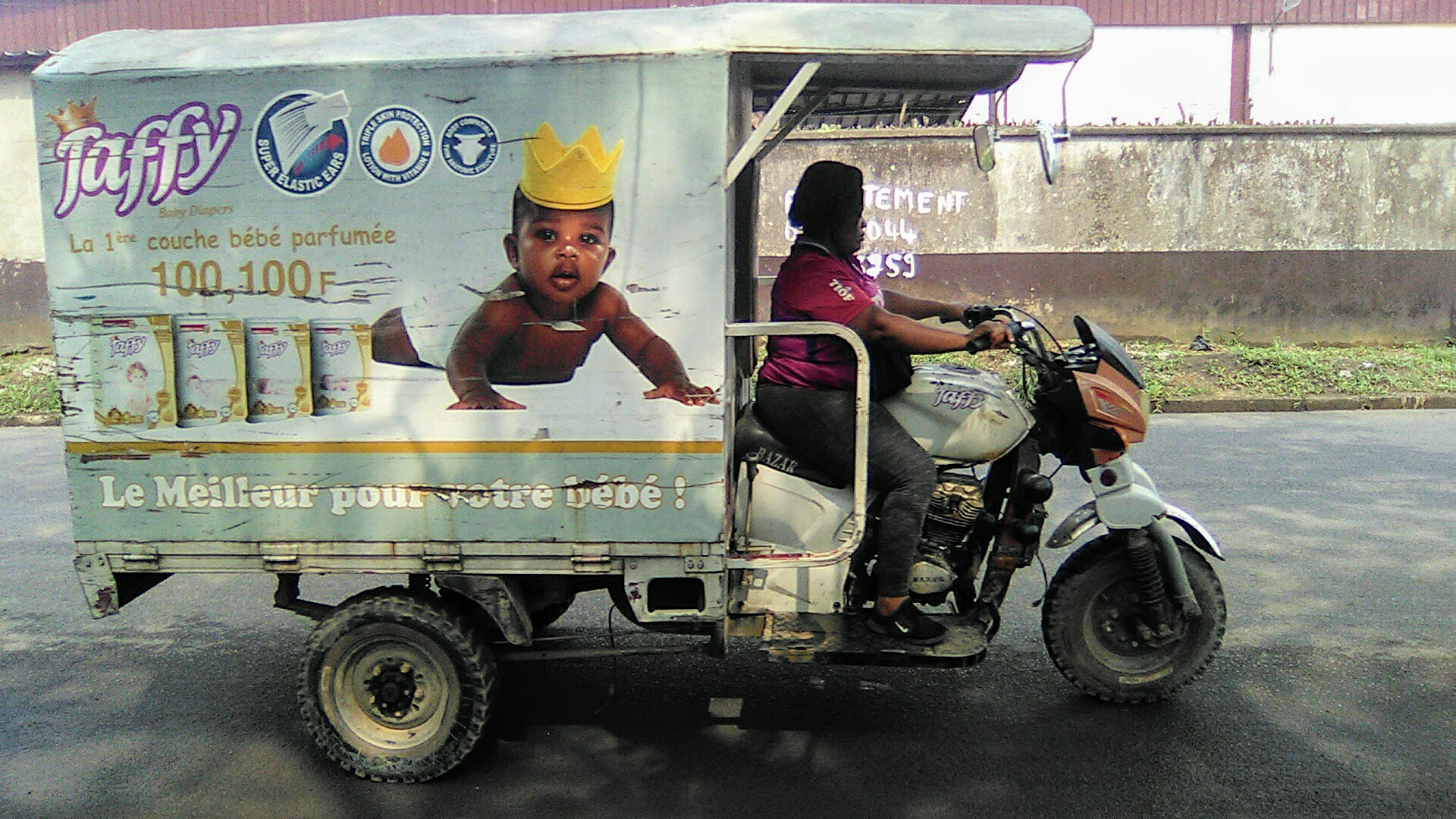
ドゥアラで活躍している三輪車。商品の配達に使っている（2020年）
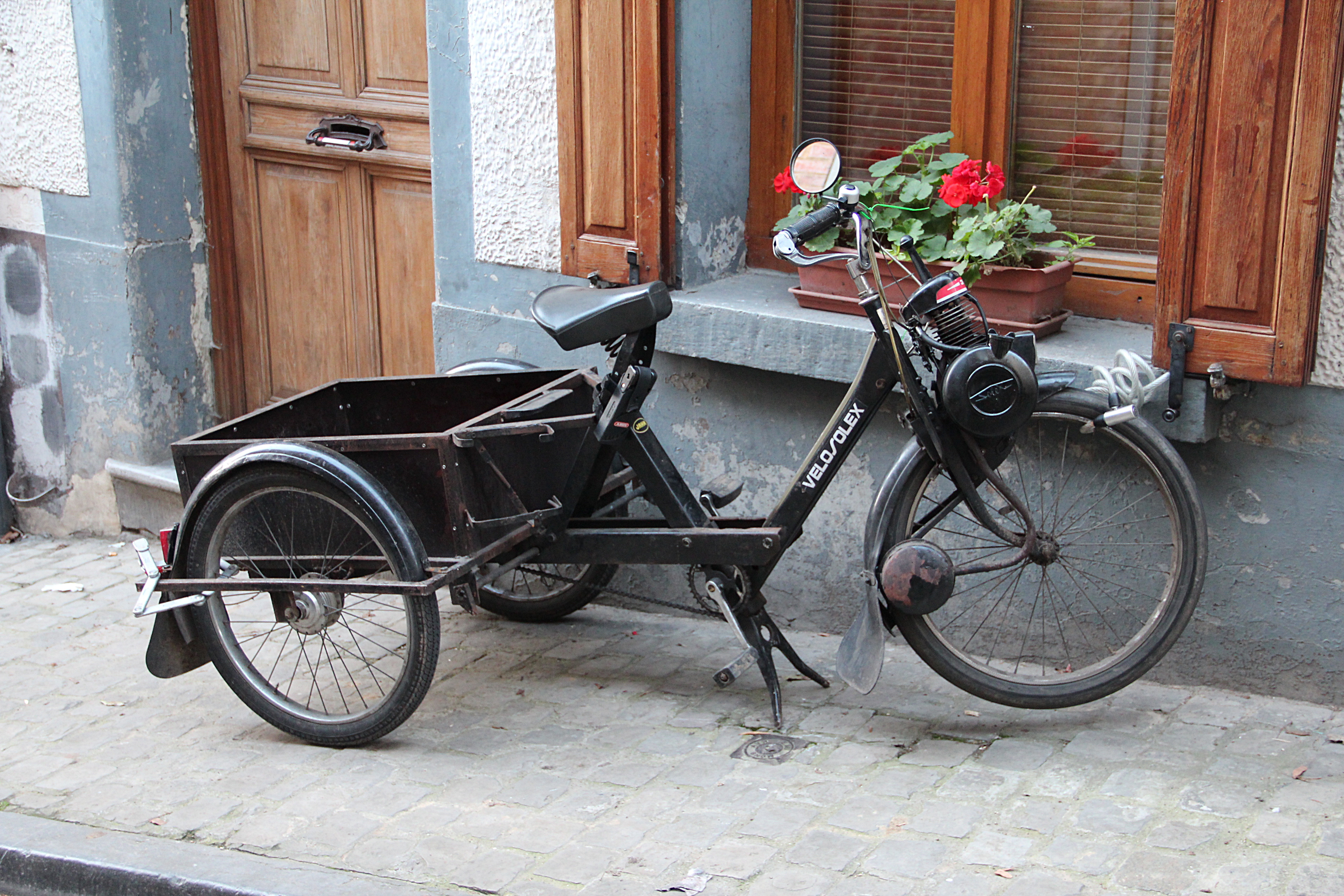
三輪車（フランス、現代）。モペット方式で、小型エンジンが前輪を直接駆動。
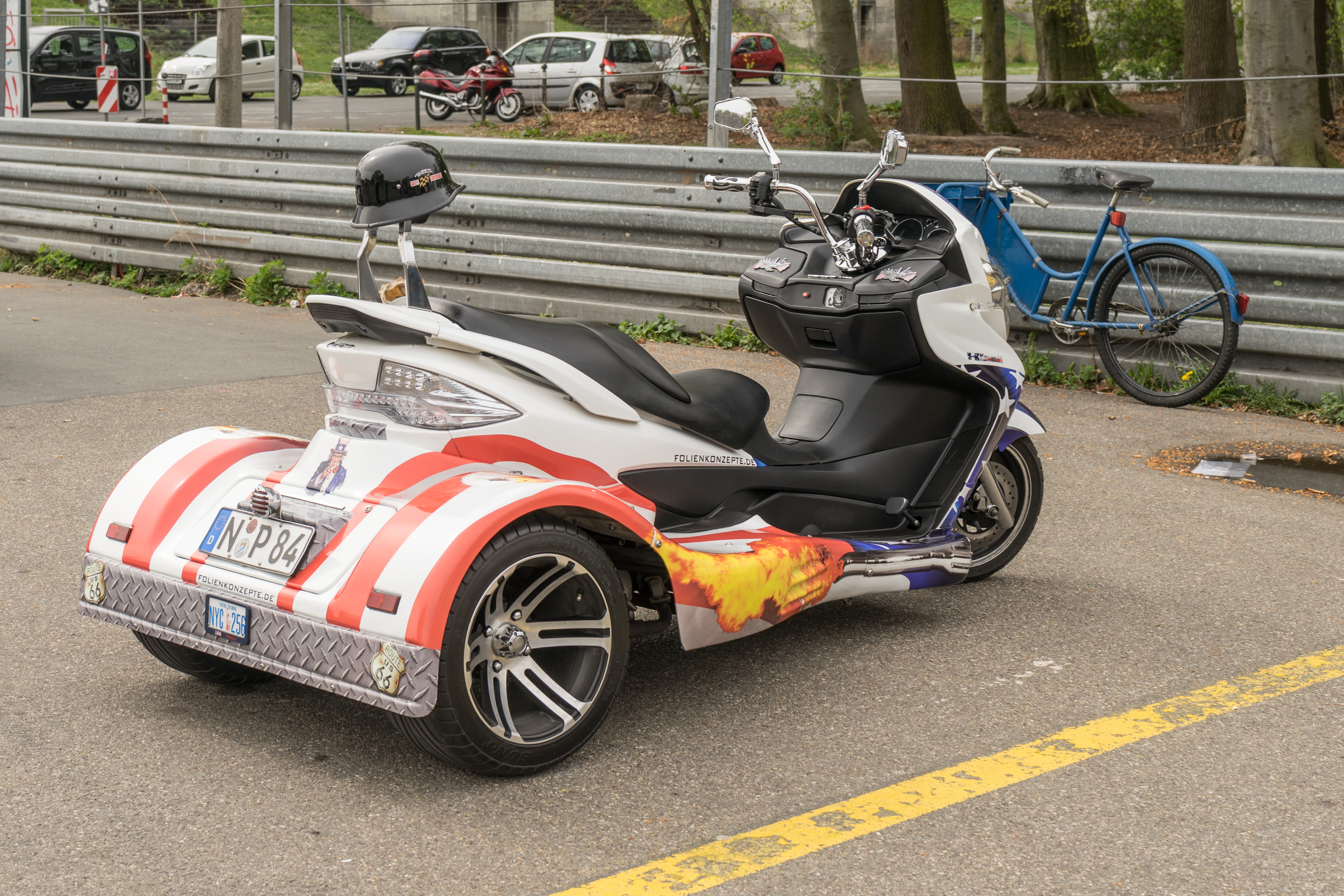
ドイツ、ニュルンベルク近くの街の三輪車（2015年）後輪駆動
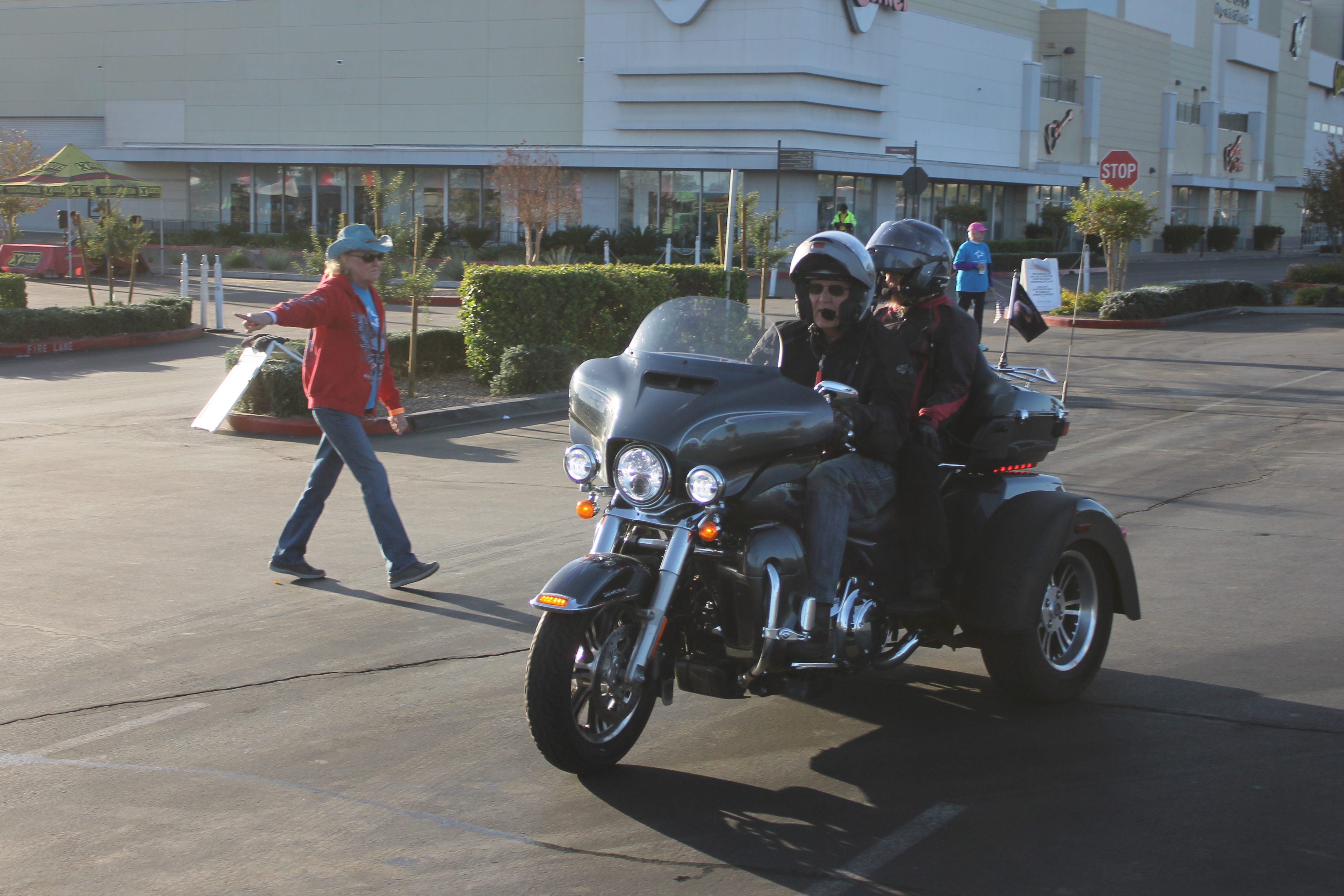
三輪車（米国、ラスベガス、2019年）後輪駆動
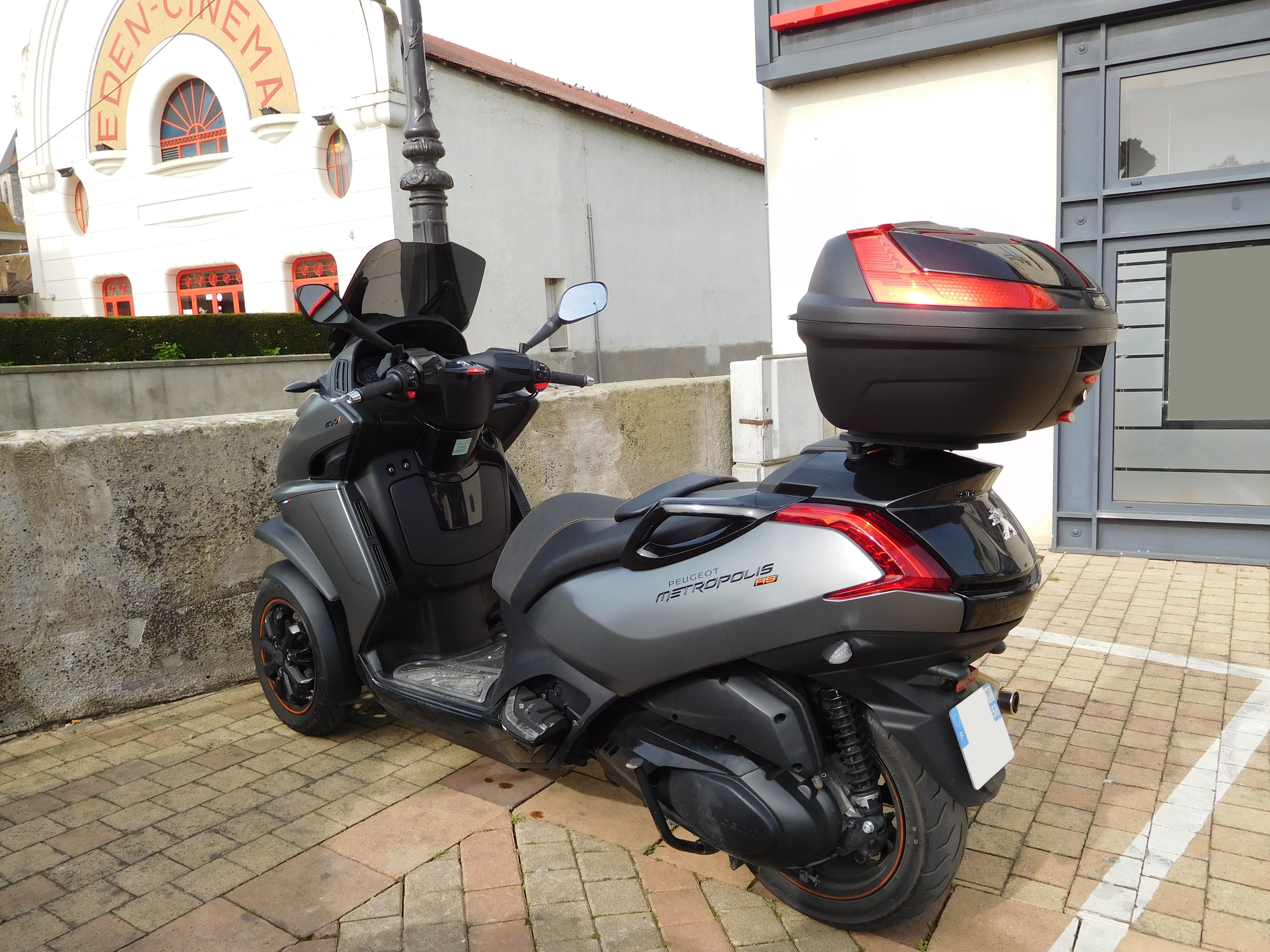
プジョー・メトロポリス400（英語版）（フランス、2018年）。後輪駆動。走行時に車体を左右に傾けることができる。
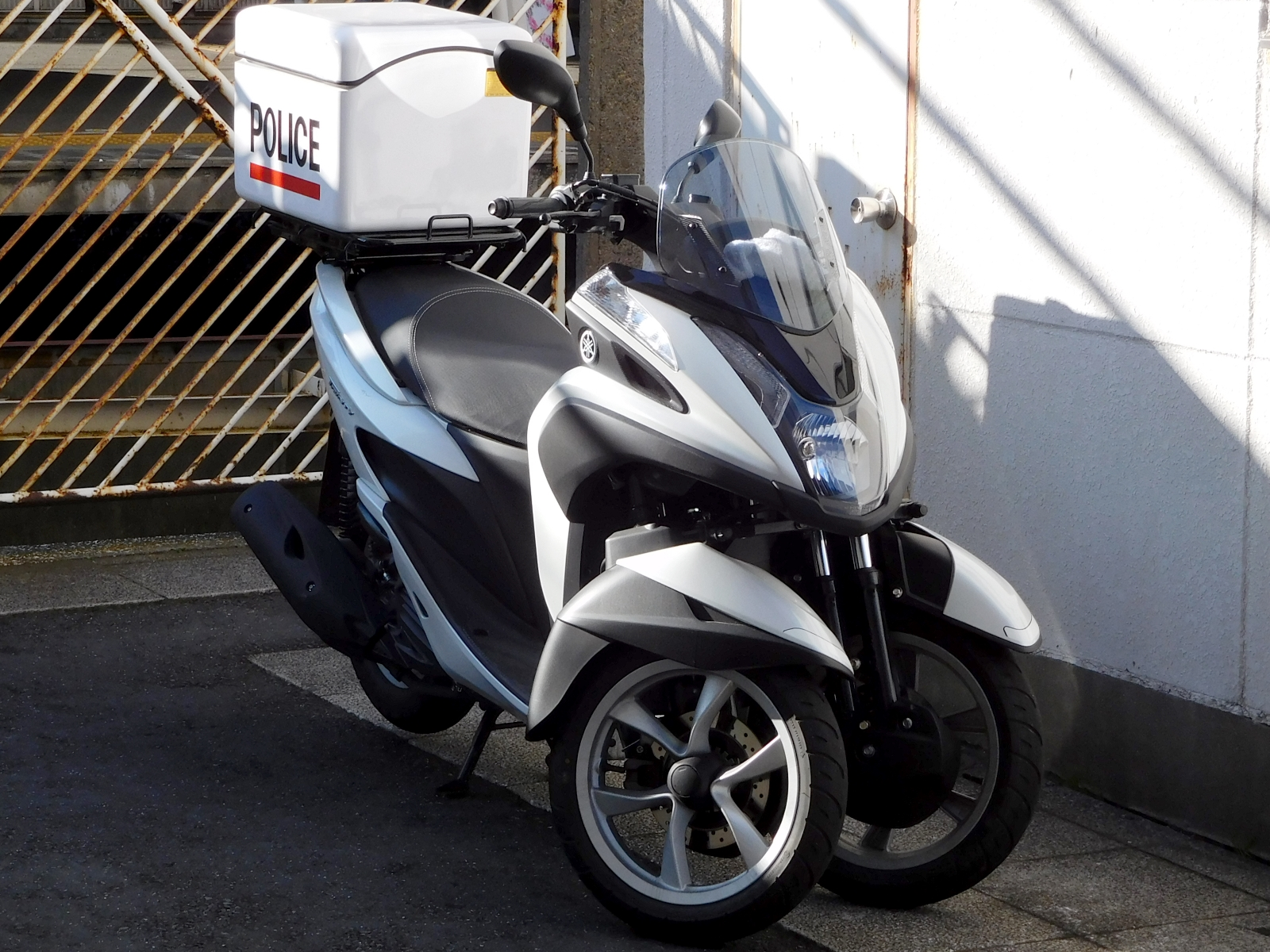
ヤマハ・トリシティ（日本、2017年）後輪駆動。走行時に車体を左右に傾けることができる。
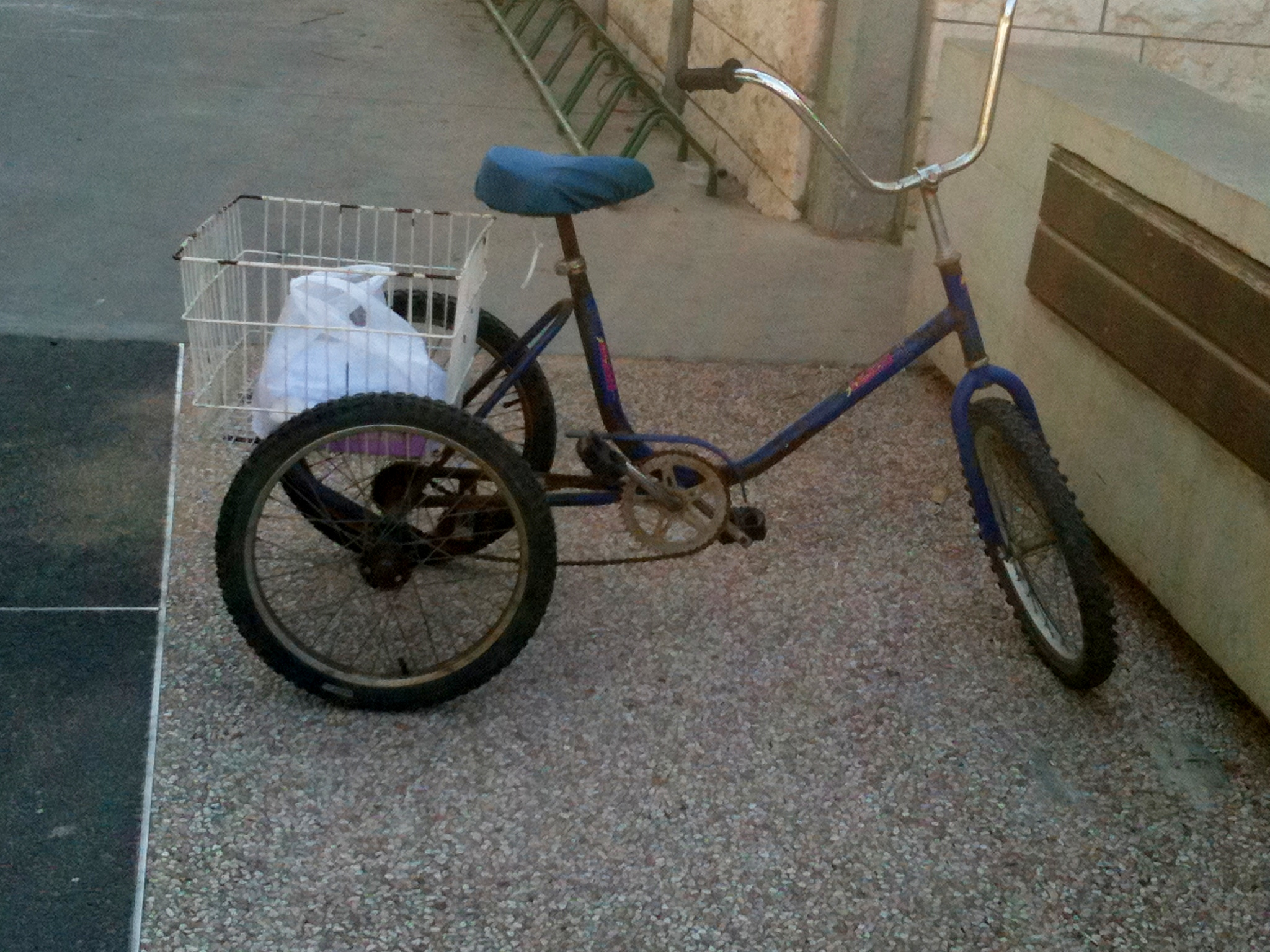
三輪車（イスラエル、2011年）
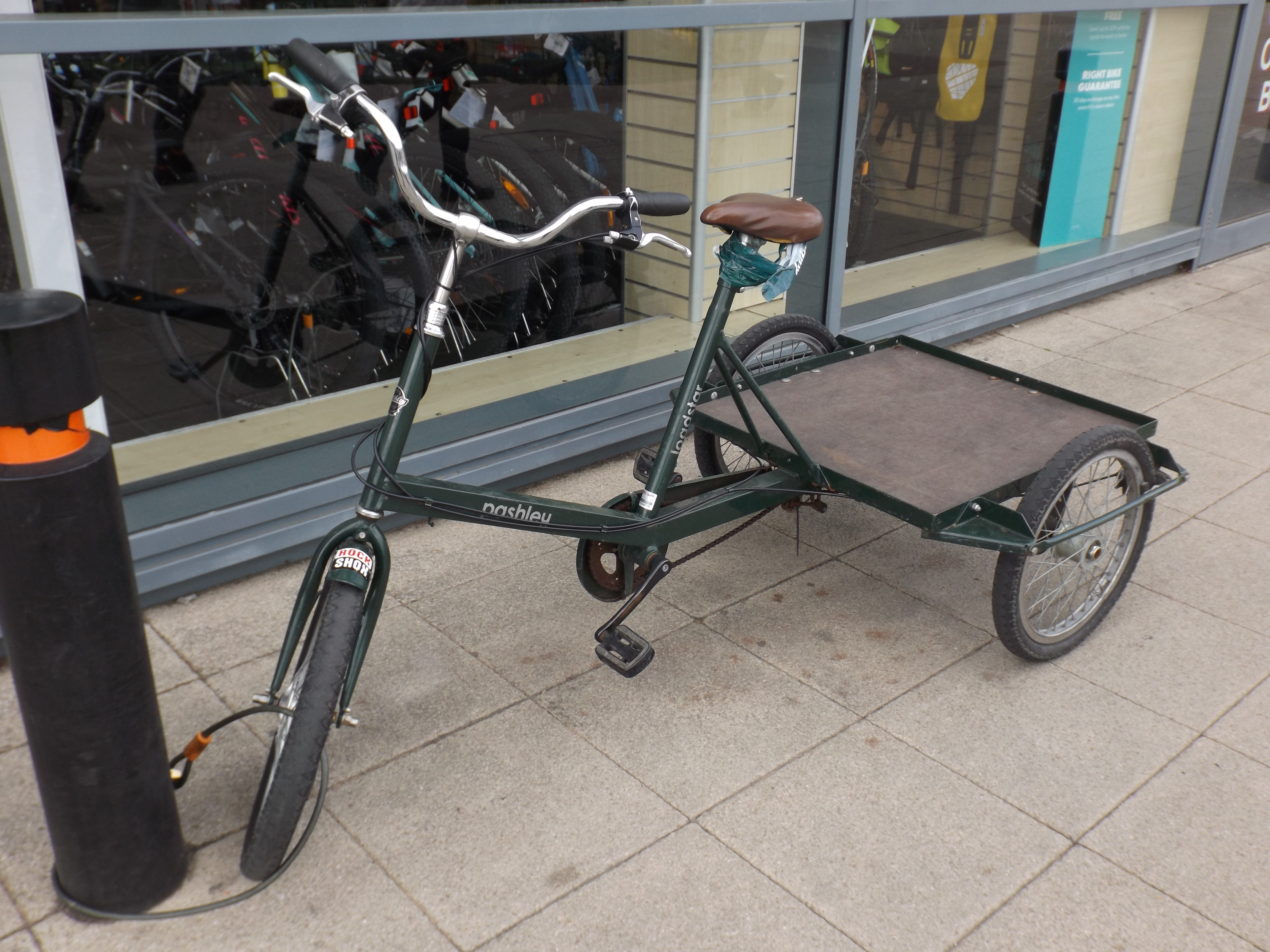
三輪車（イギリス、カッスルフォード、2018年）
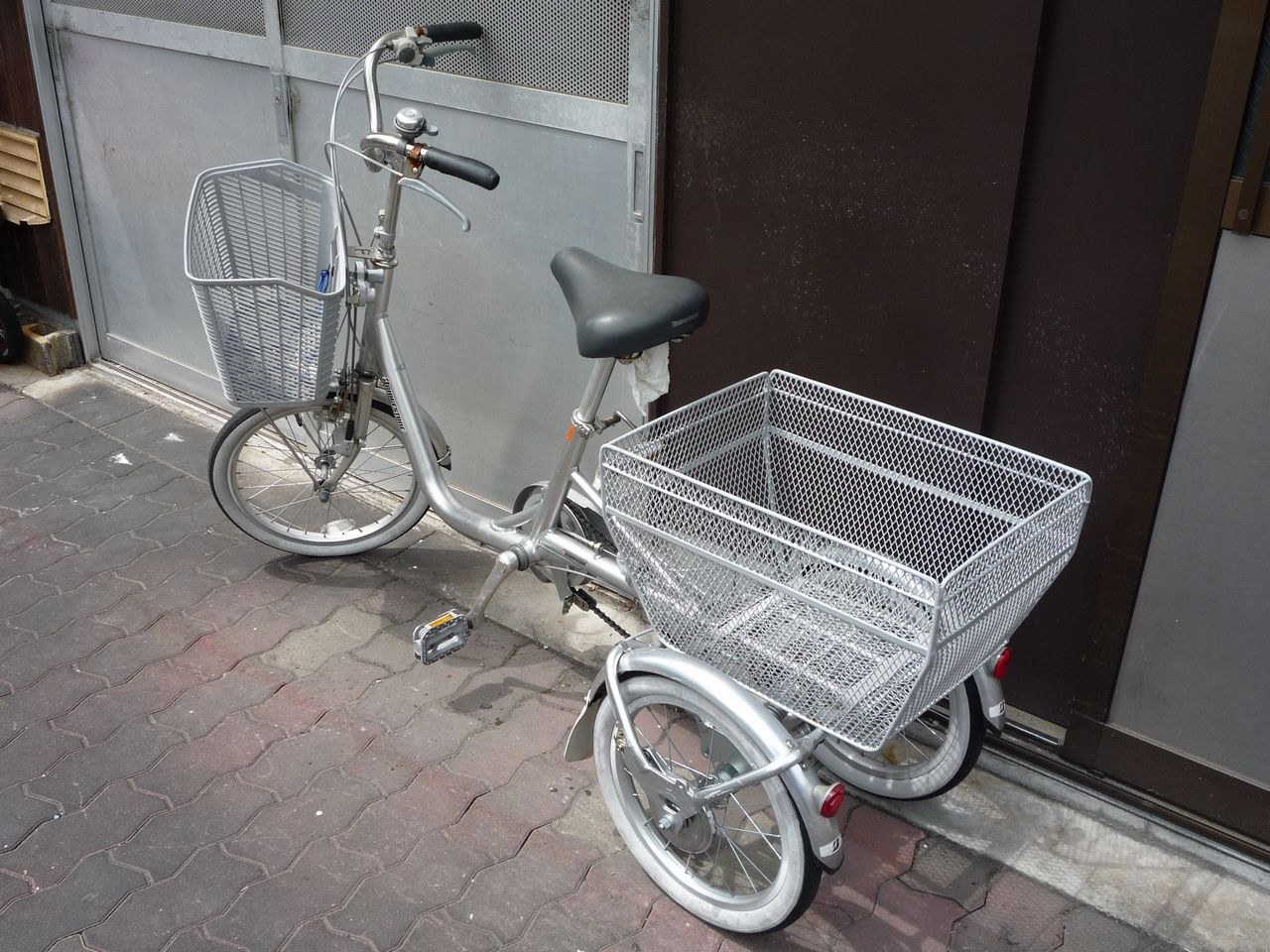
三輪車（日本、2008年）
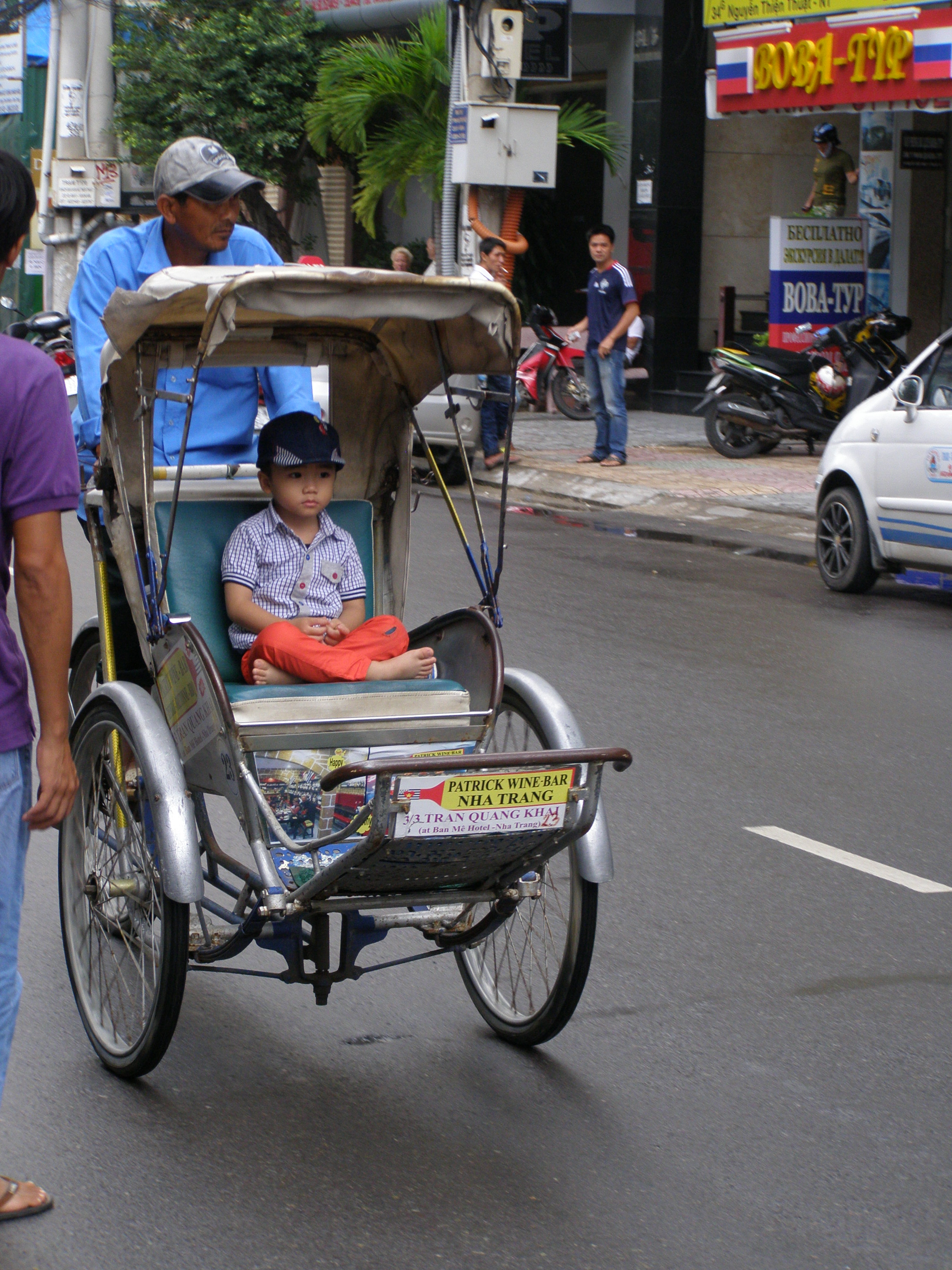
三輪車（ベトナム、2013年）
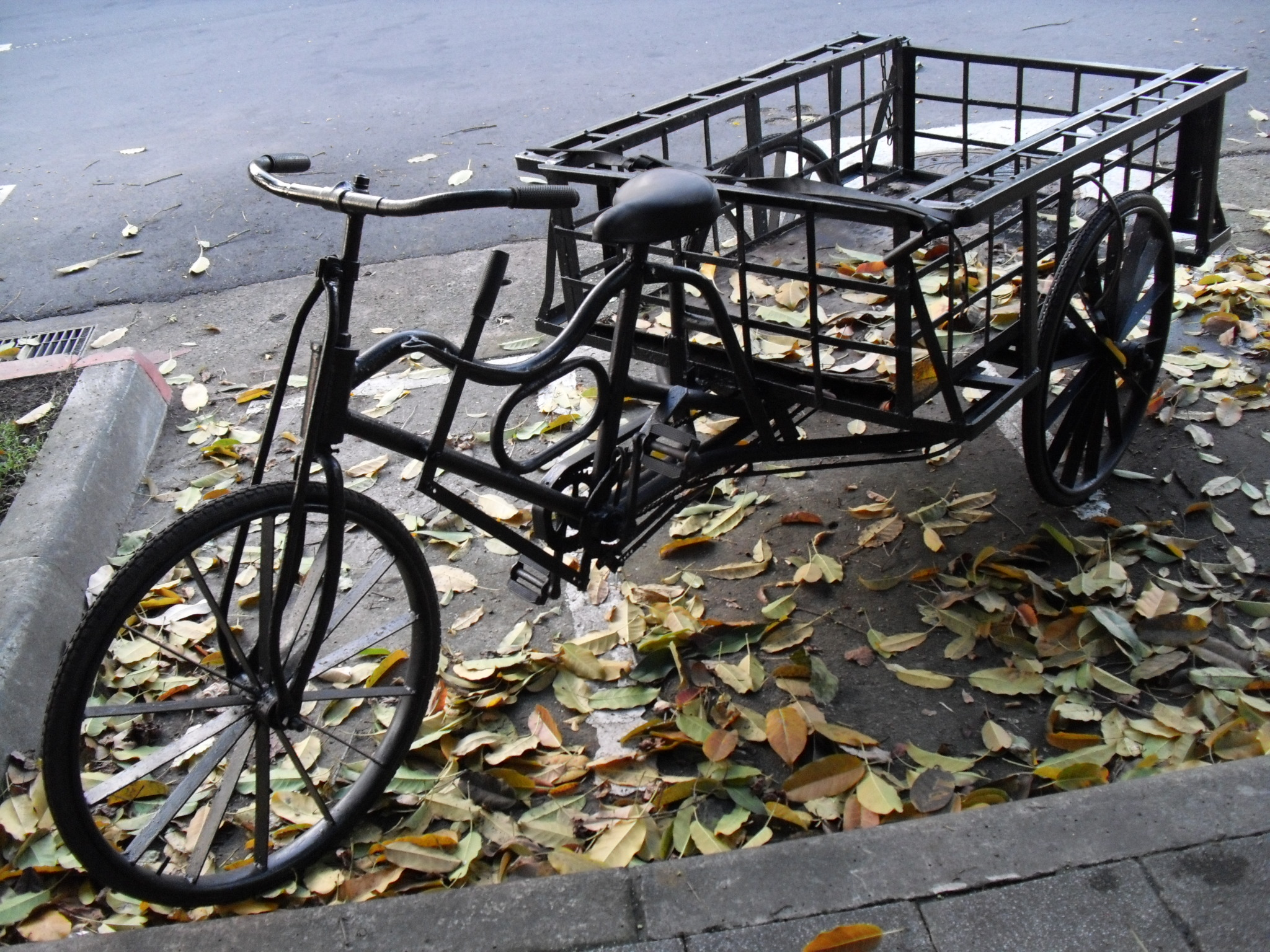
三輪車（台北市木柵路）
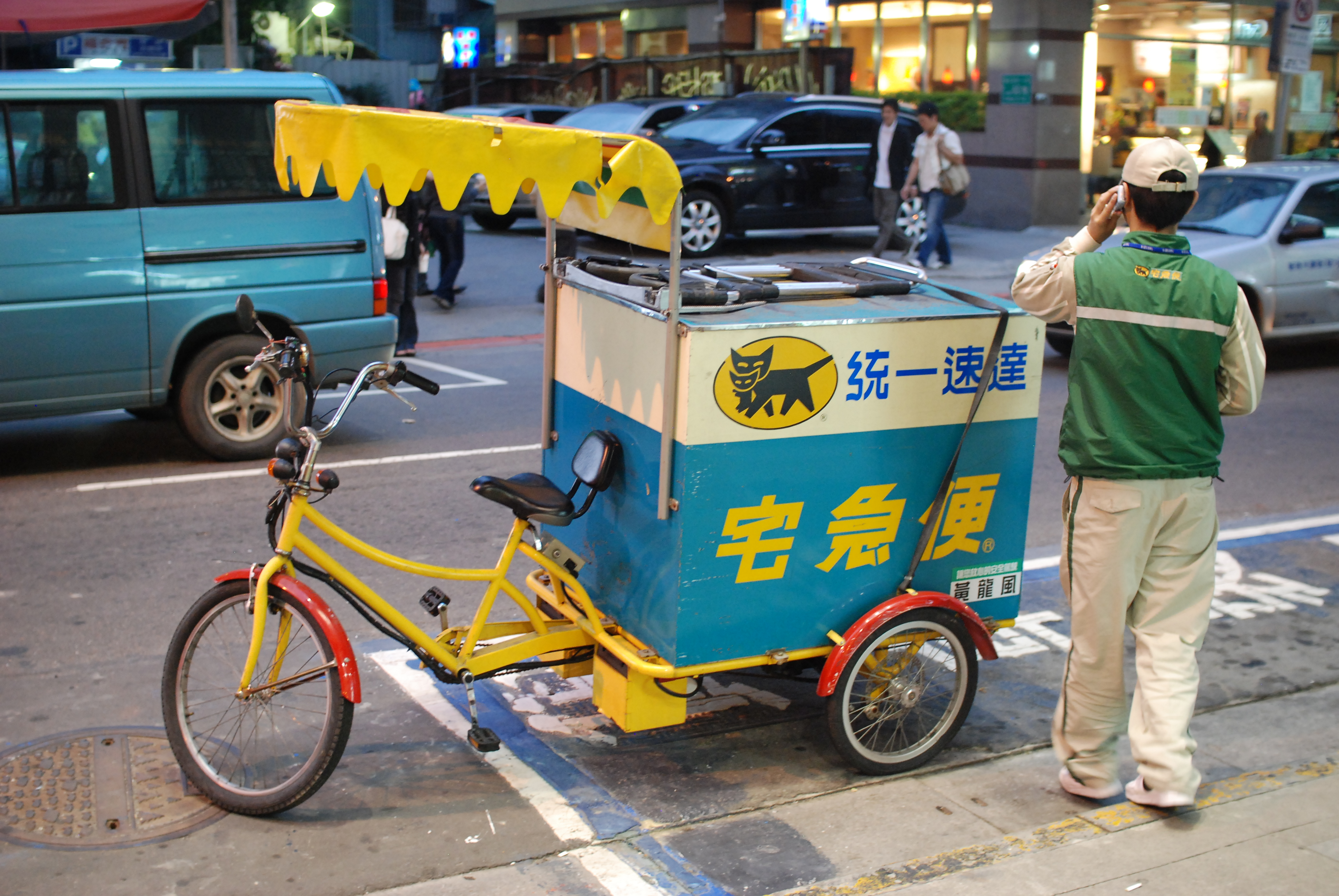
台湾の宅配便（ヤマト系列）の三輪車
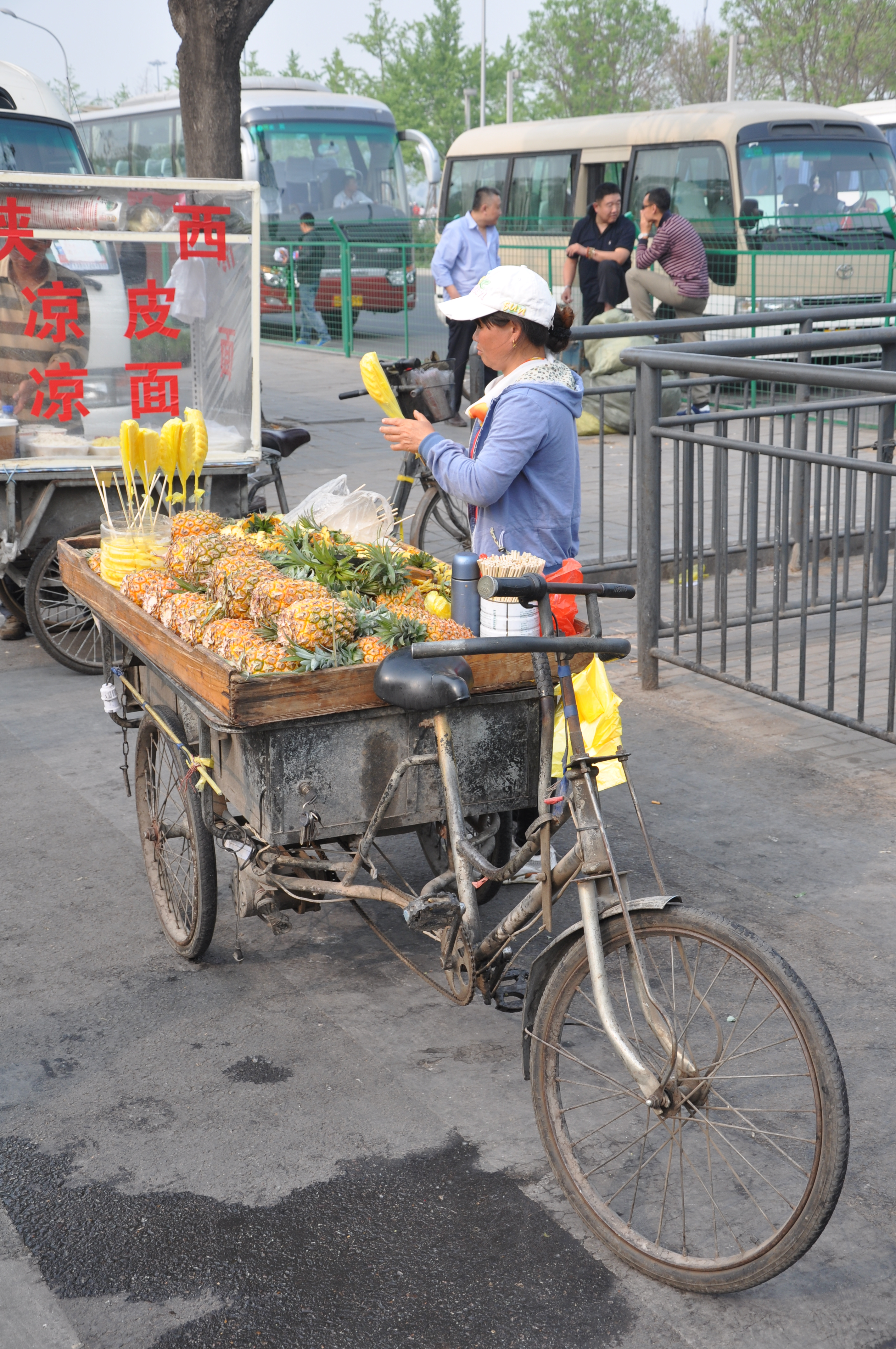
商品販売に使われている三輪車（中国、2014年）
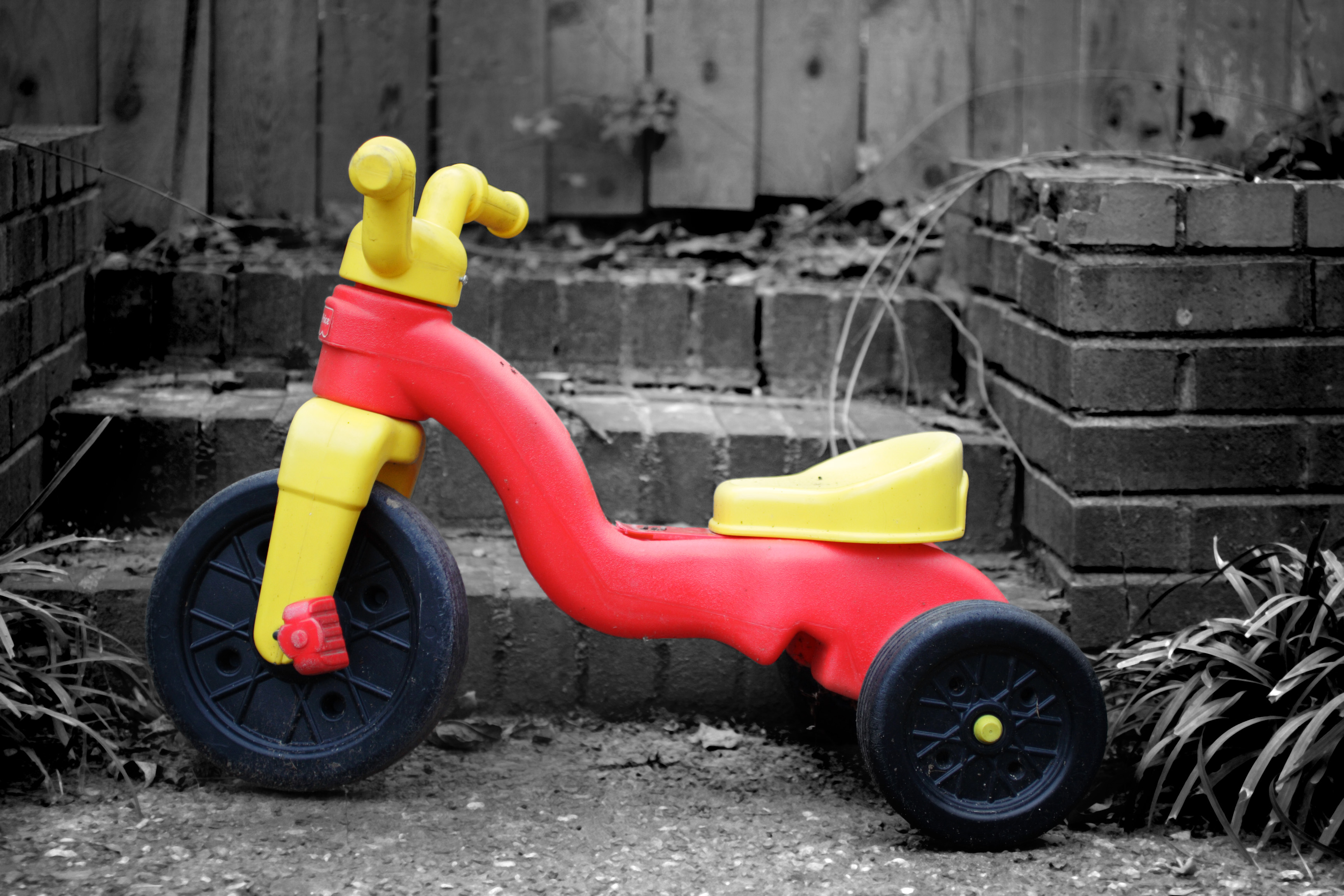
子供用三輪車（英語圏、2008年）
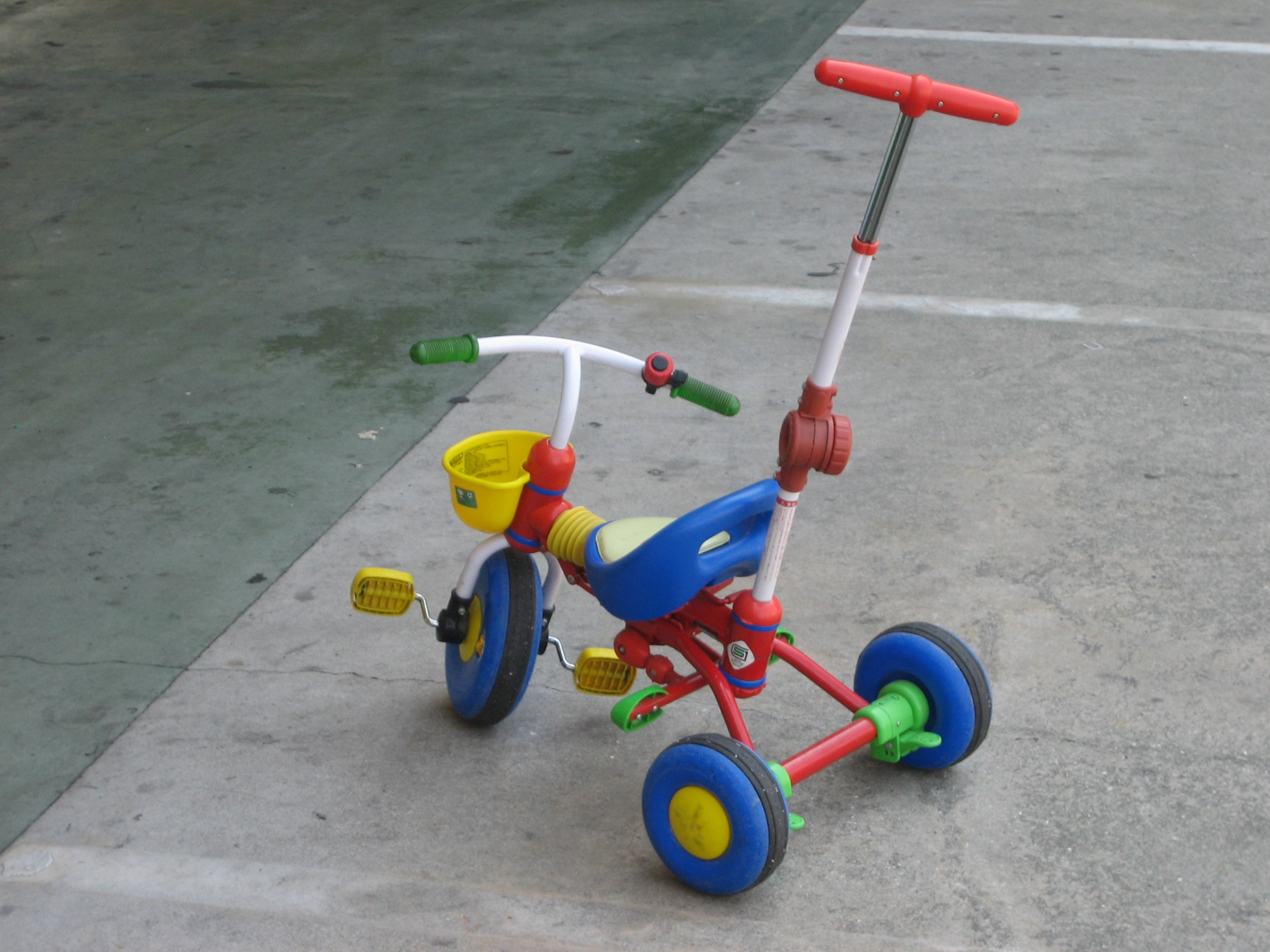
子供用三輪車（2010年、日本）
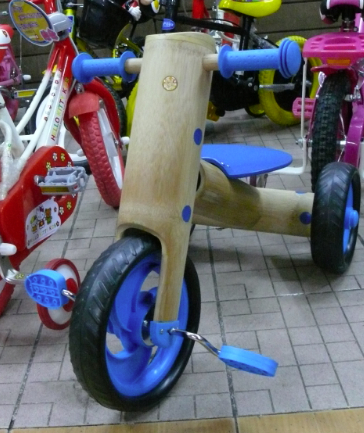
子供用三輪車。竹製。
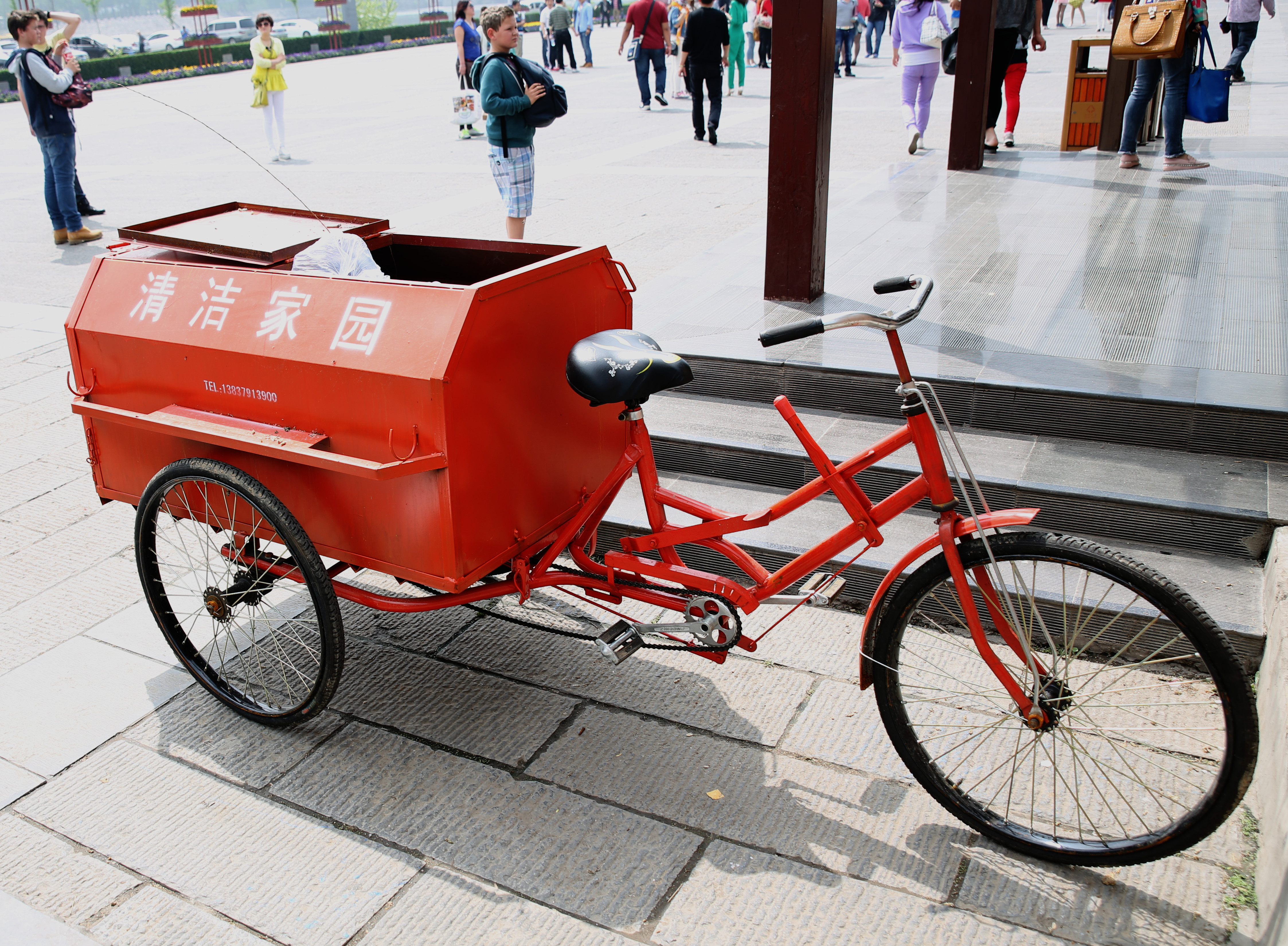
三輪車（中国洛陽市、2014年)ゴミ収集用。
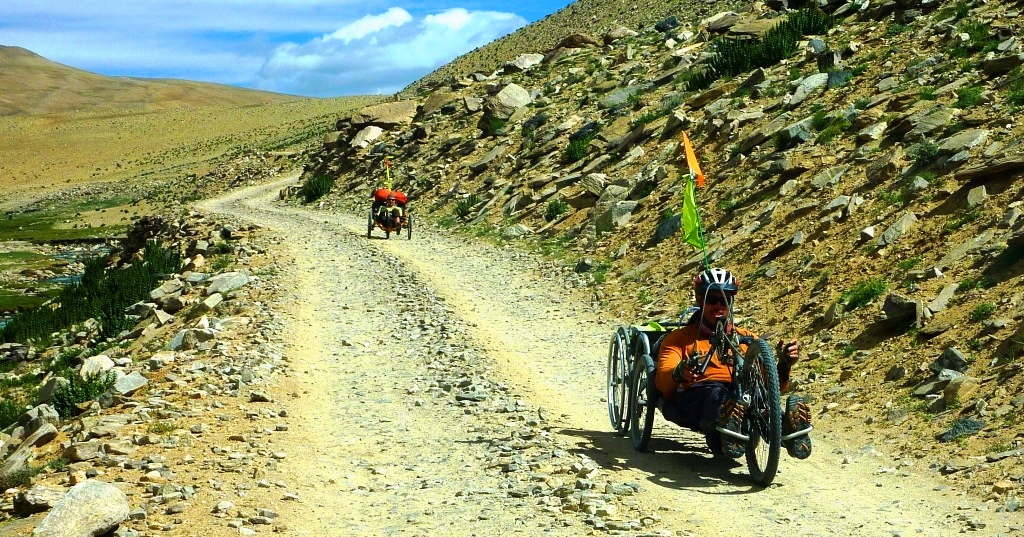
前輪1つ後輪2つ、低い姿勢のリカンベントでラダックをツーリングする人たち
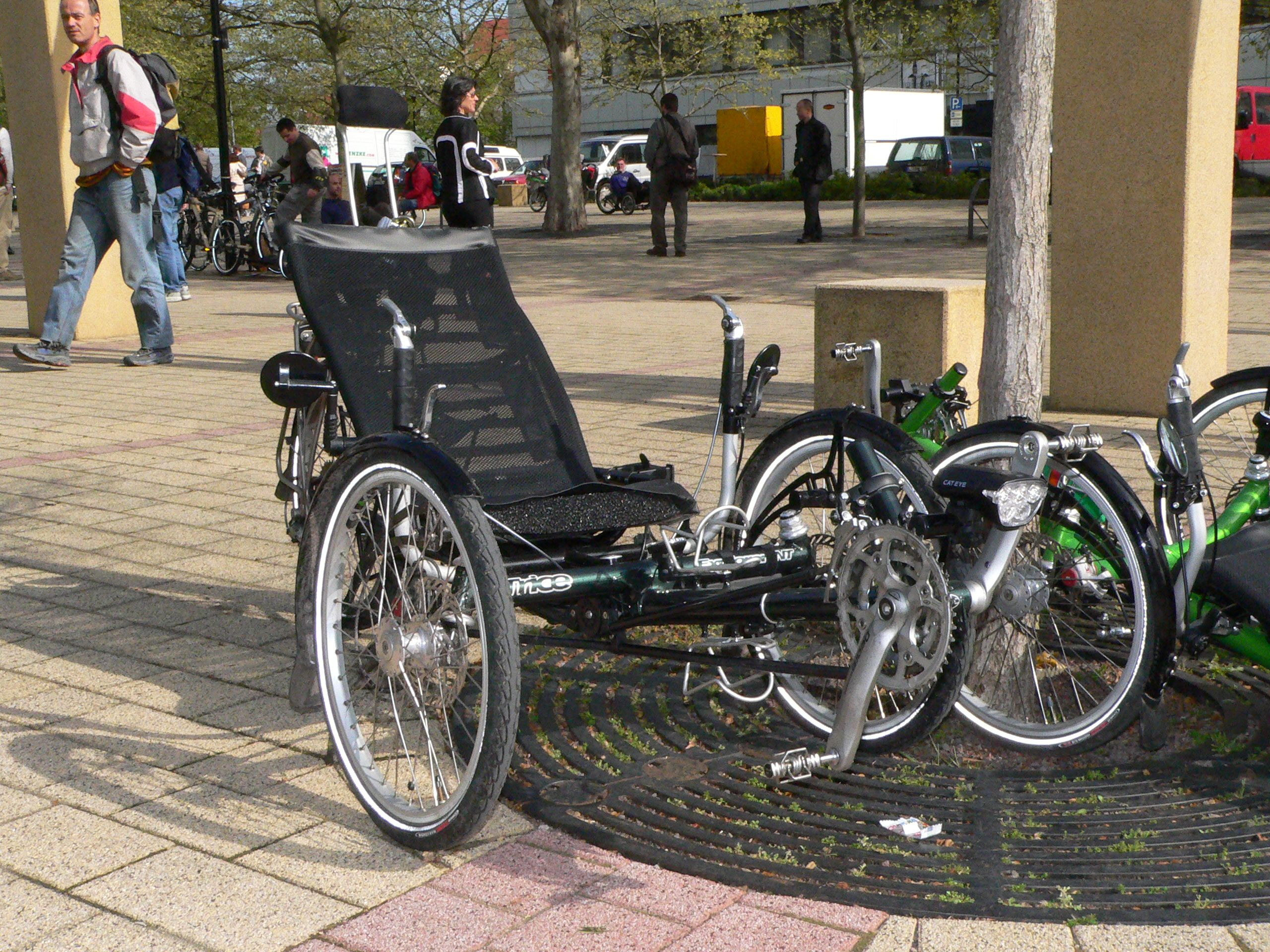
前輪が2つで後輪が1つで、低い姿勢で走るリカンベント三輪車

## 歴史
3輪の、記録に残る最初の使用は、1828年の三輪馬車。その後、ペダルつき、蒸気機関、内燃機関などが登場してからはそれを搭載するものも発達した。trike（トライク）という略称の使用は1883年に遡ることができる。
初期の時点から三輪車は大人用であり、大人用ペダル式三輪車は1868年から存在する。エンジン付きのものなどさまざまな三輪車が登場したわけである。
世界的に見ると、現在でも三輪車の大半は大人用である。

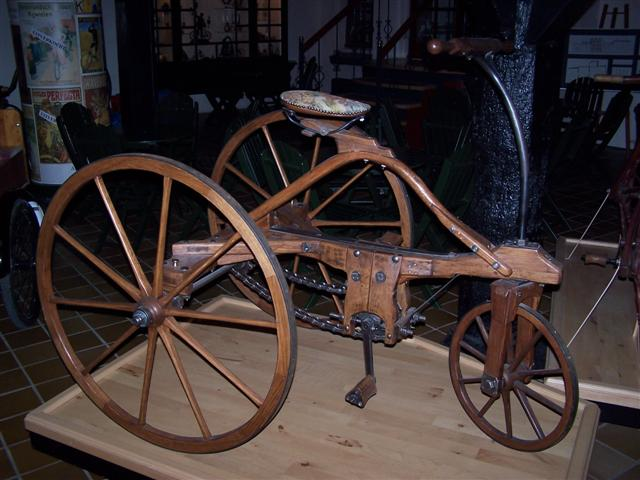
歴史的な三輪車
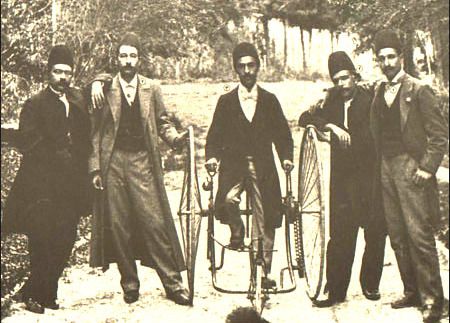
19世紀、イランの三輪車
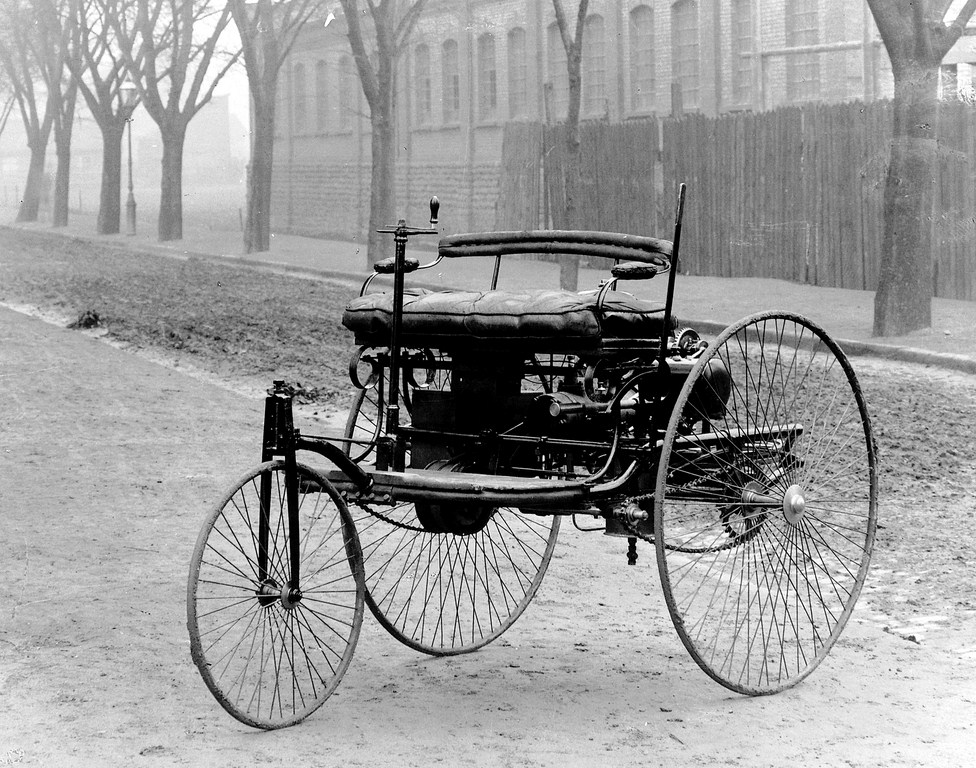
ベンツ・パテント・モトールヴァーゲン（1885年）。内燃機関で走る世界初の自動車。
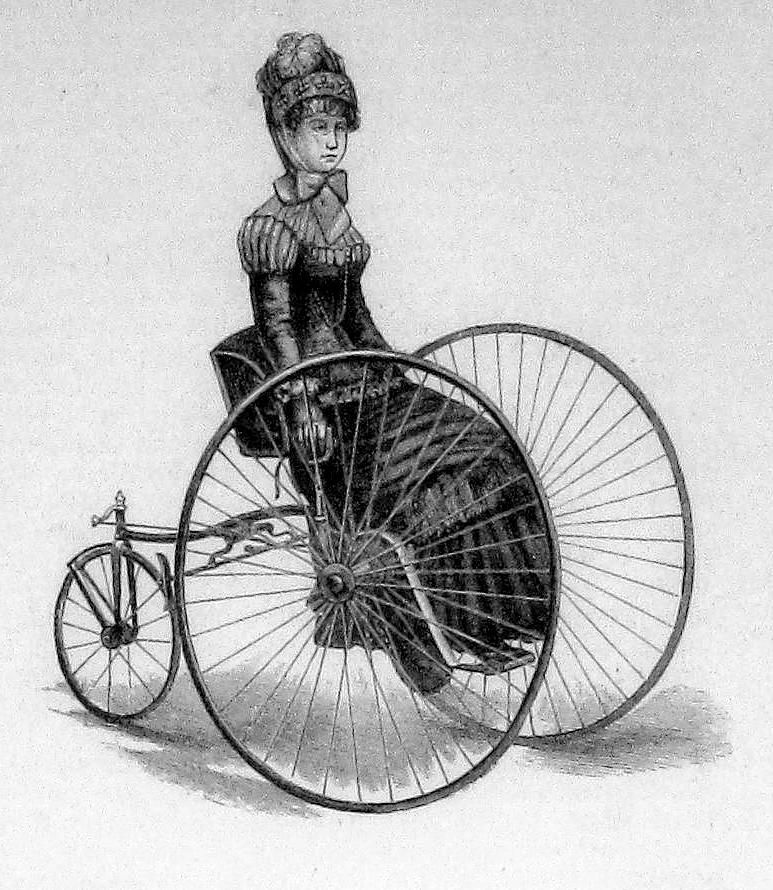
1886年の三輪車
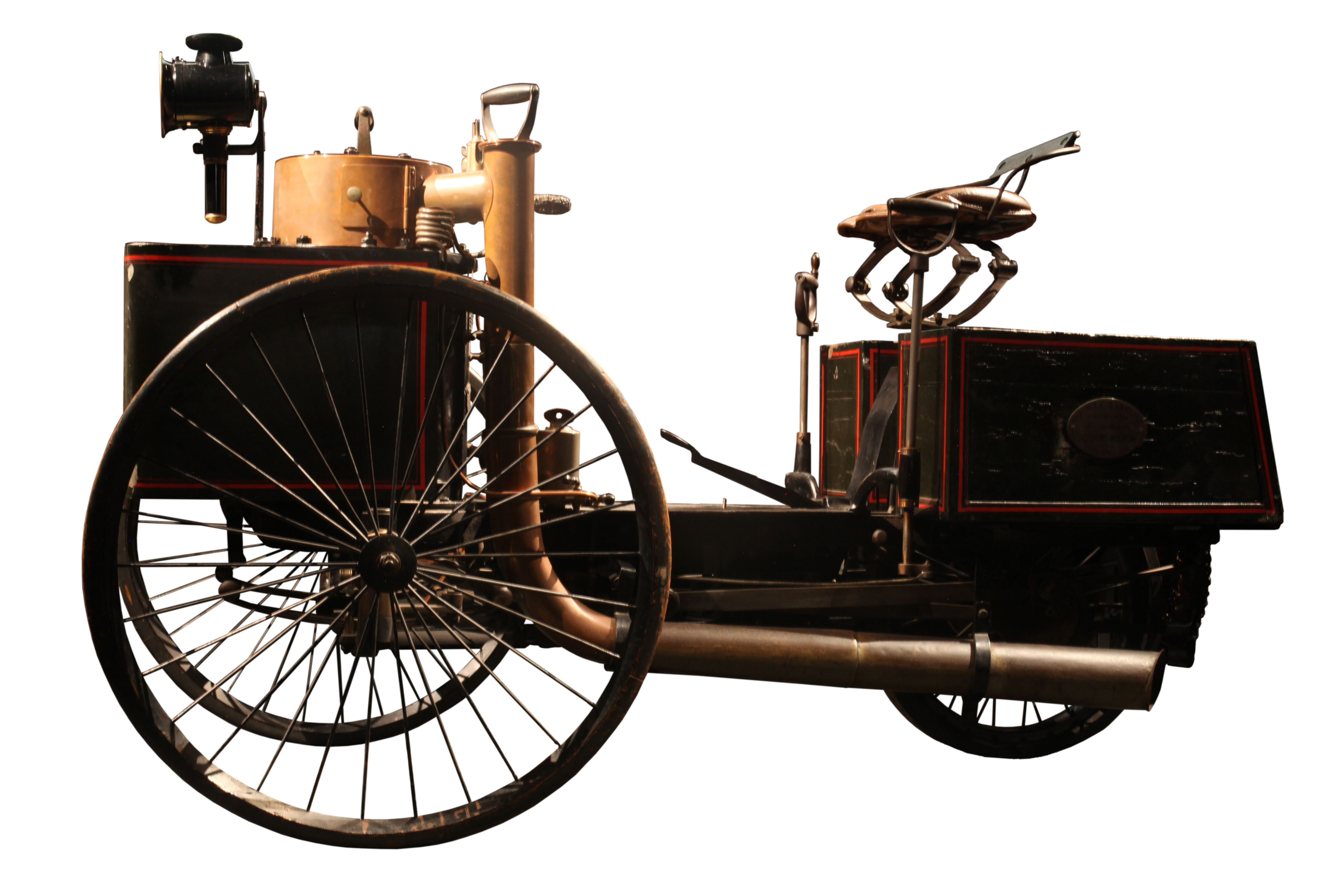
1888年の三輪車
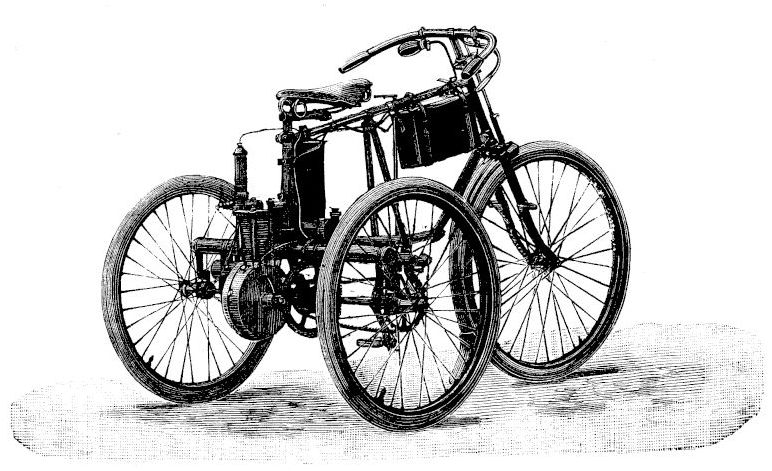
1895年の三輪車
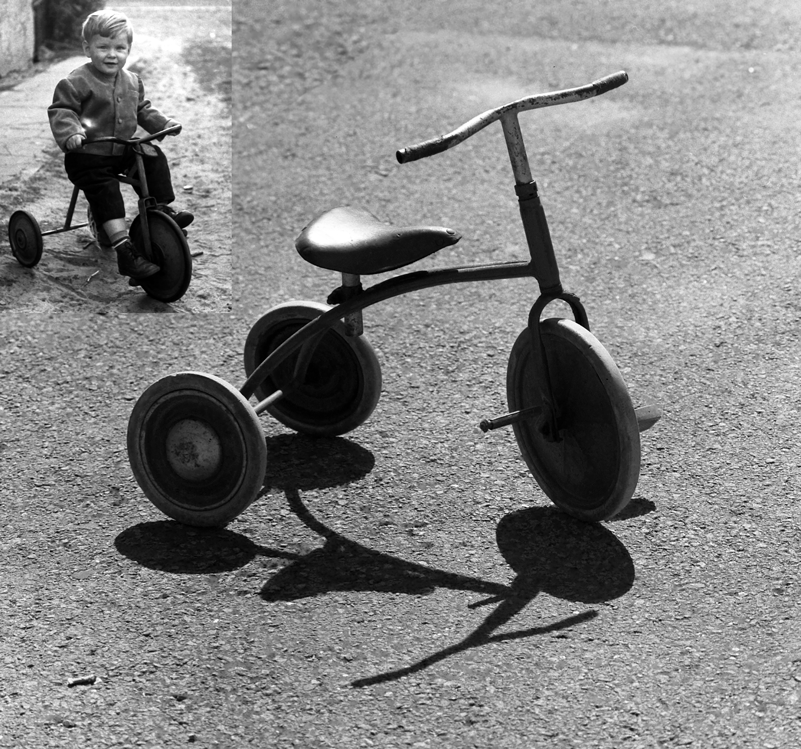
子供三輪車（1958年、ドイツ）

## エンジン付き

前1輪後2輪、屋根つき
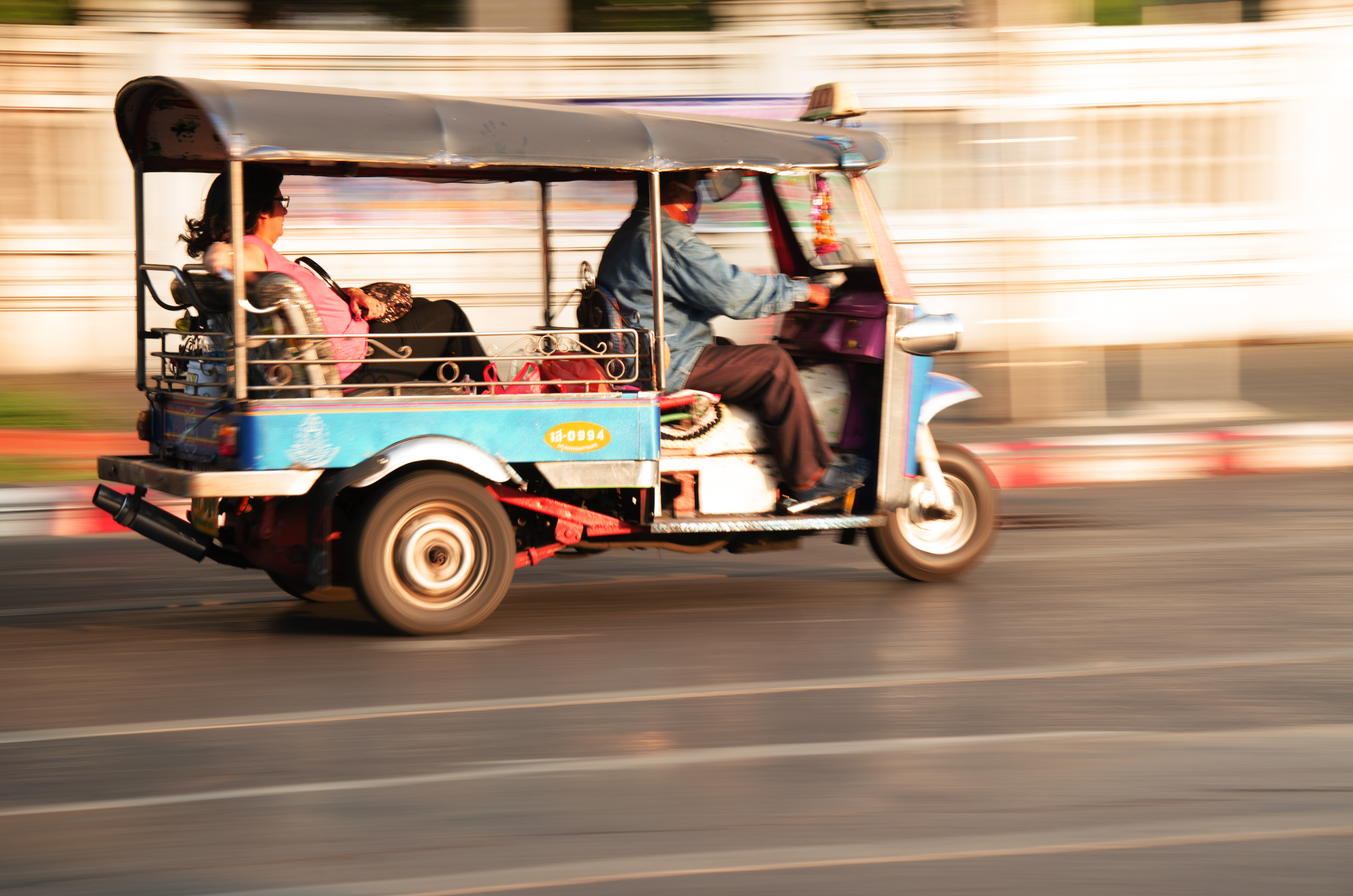
タイで観光客向けタクシーとしてさかんに利用されている三輪自動車。タイではトゥクトゥクと呼ばれている。
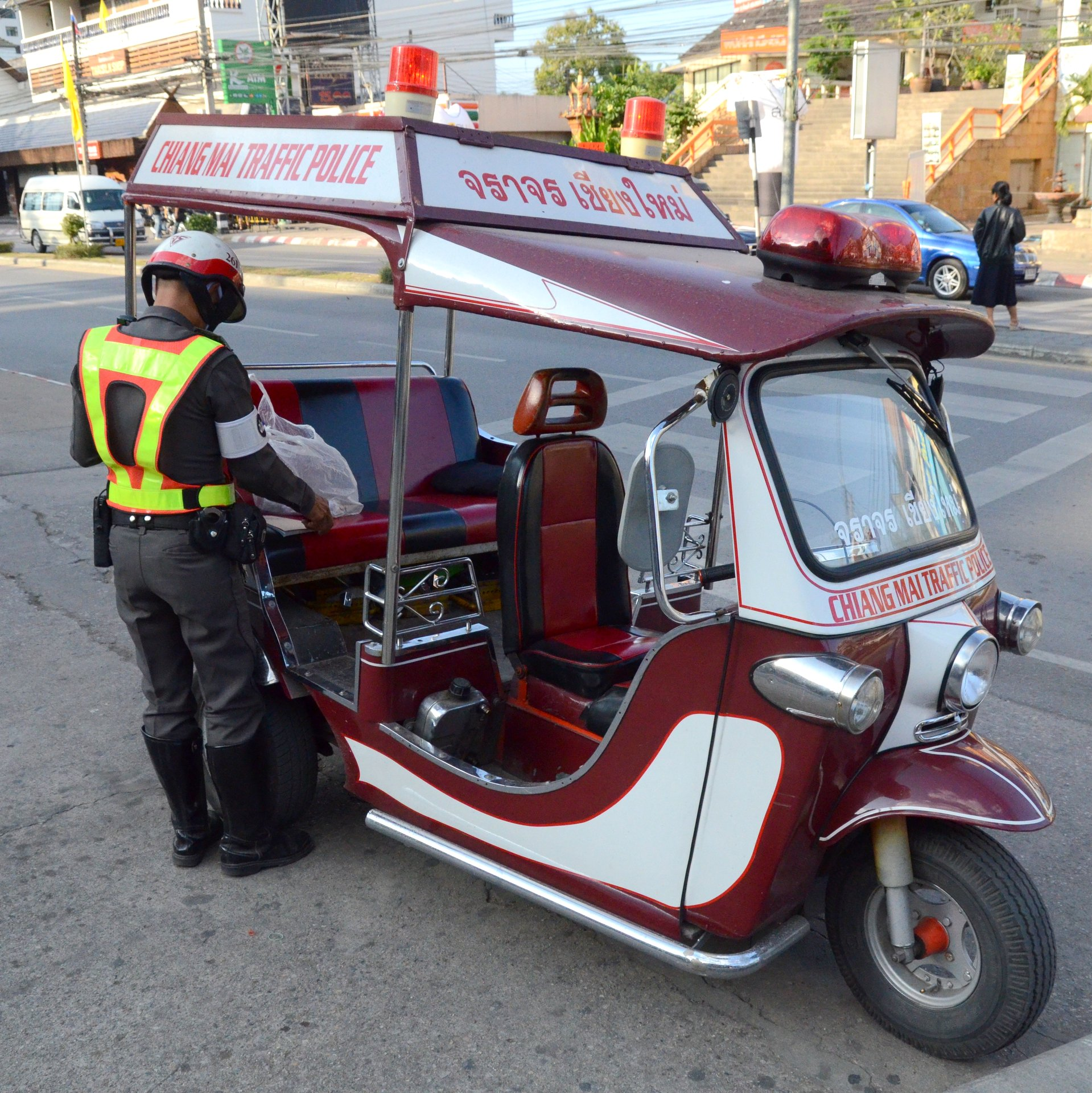
タイの交通警察の警察車両として使われている三輪自動車
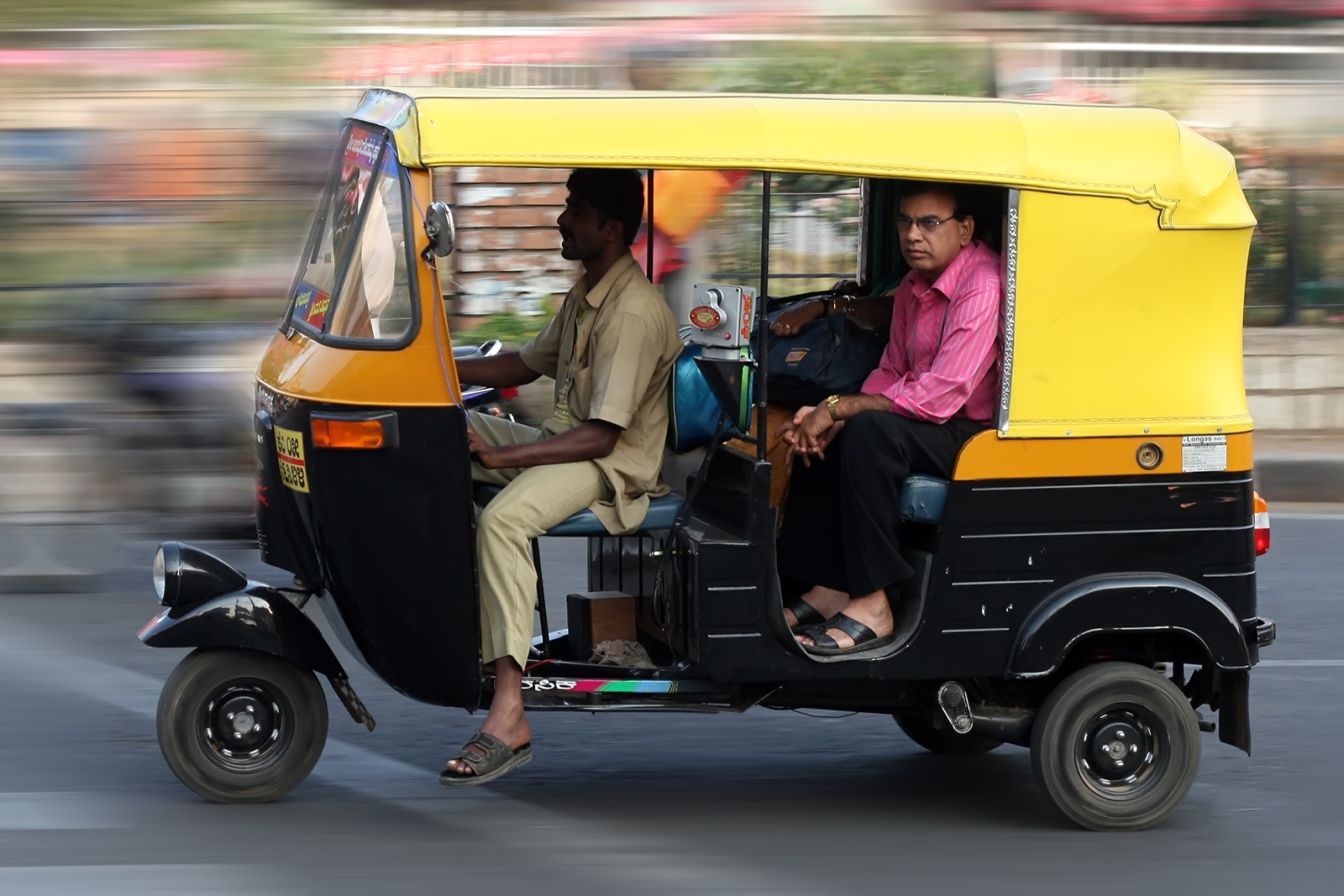
インドでタクシーとして利用されている三輪自動車
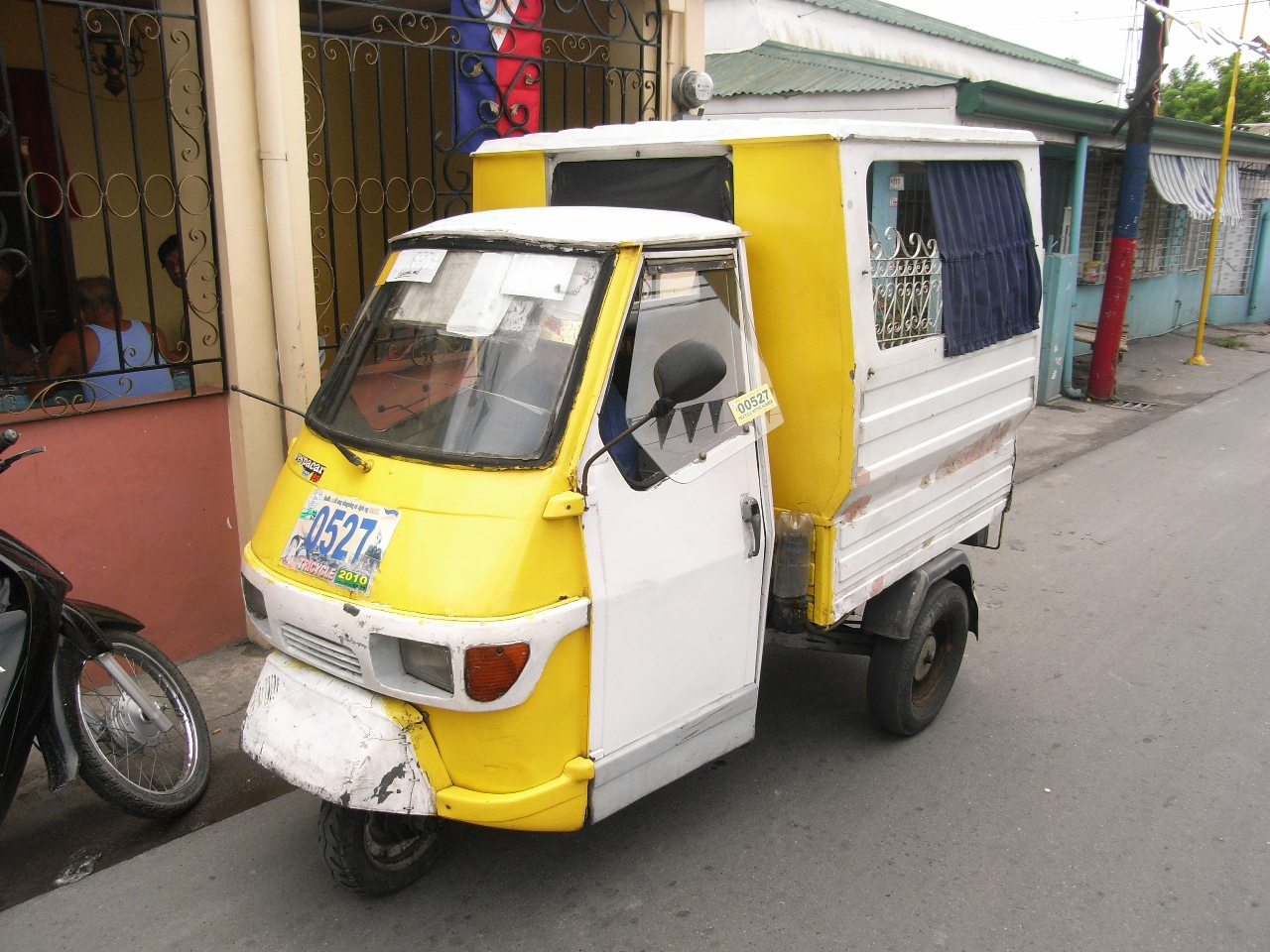
フィリピンのトライシクル
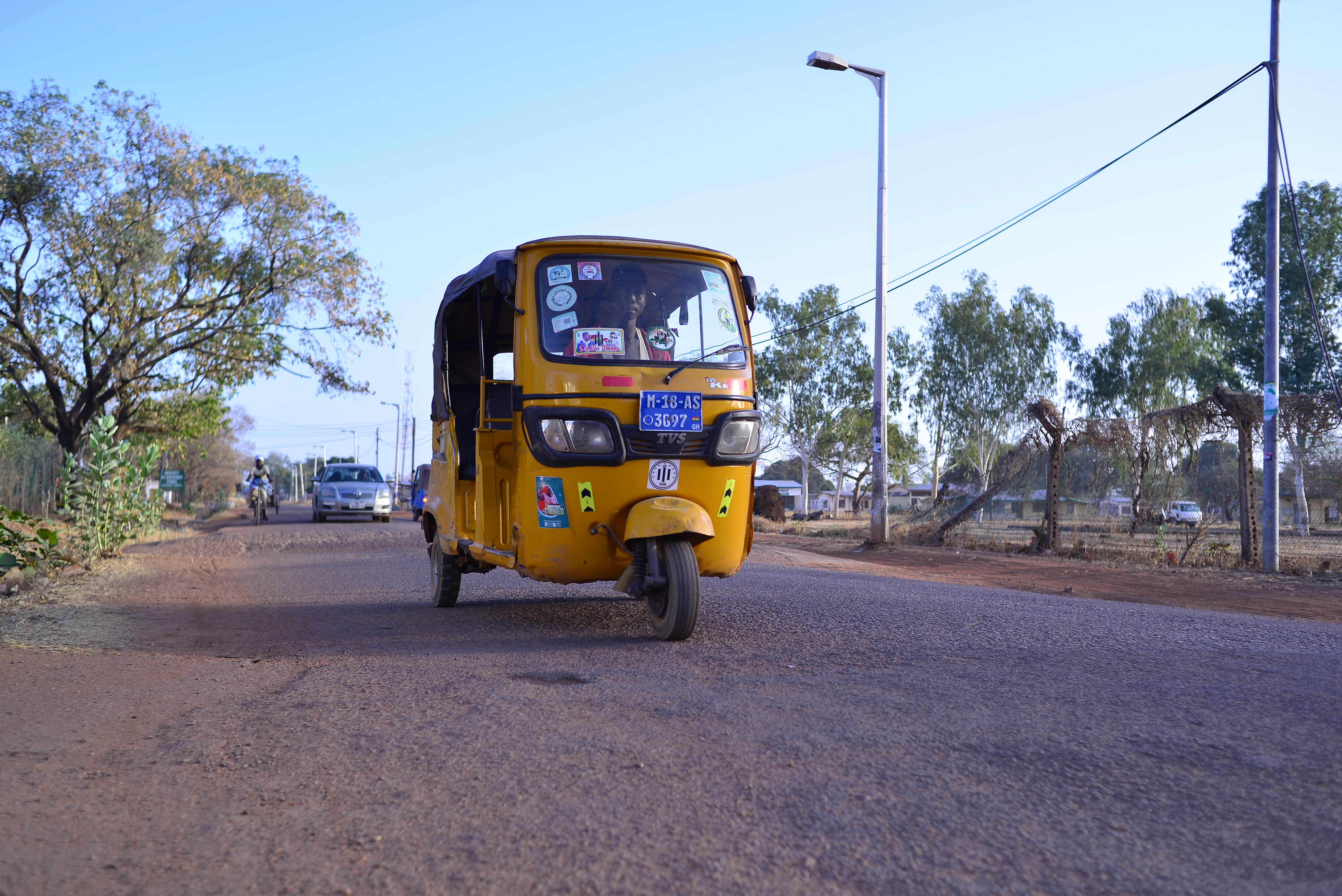
ガーナ北部でタクシーとして普及している三輪自動車(2020年）
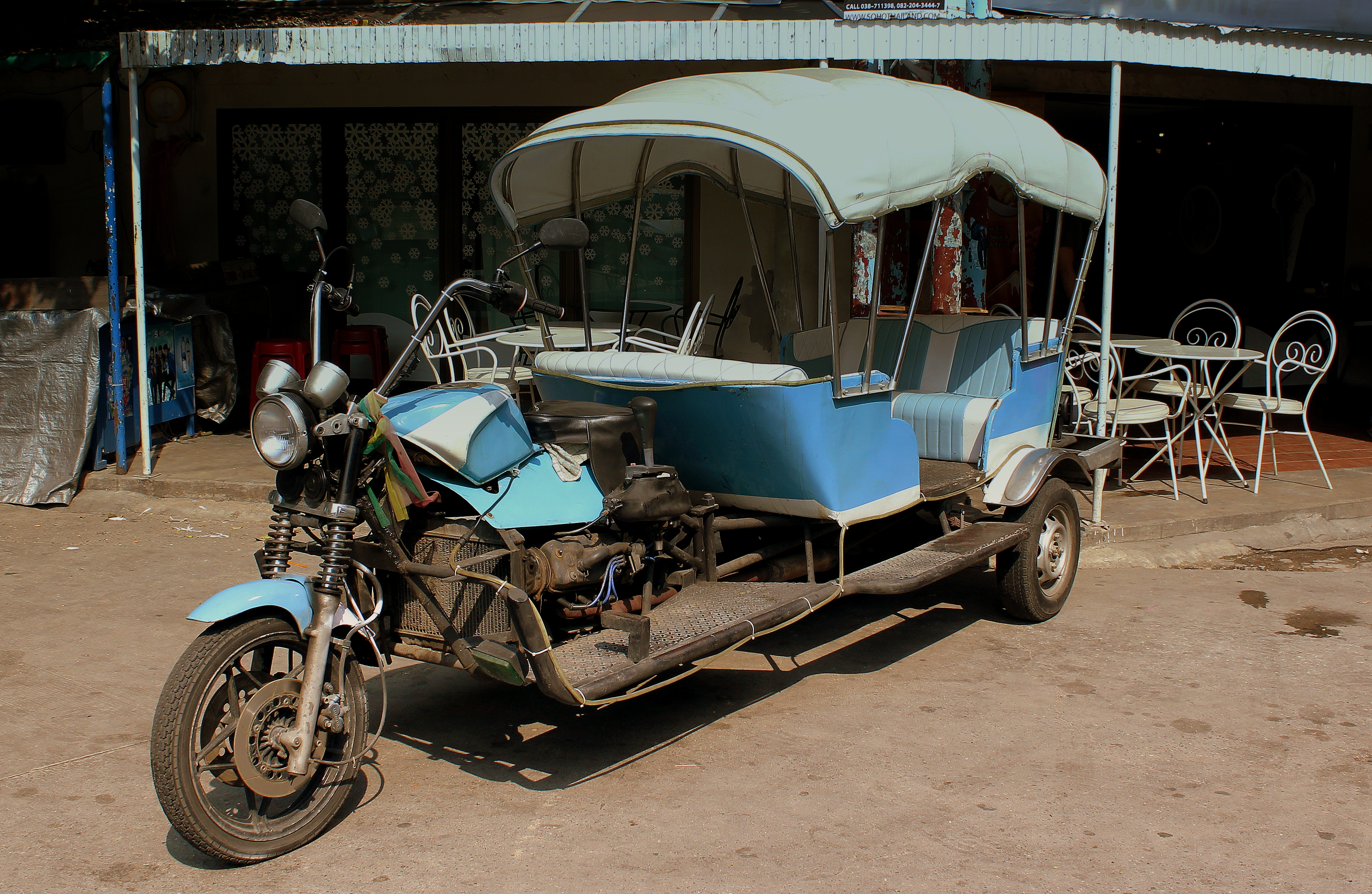
オートバイを改造したタイプ（タイ王国）

### オートバイ類

前一輪後二輪のオートバイ
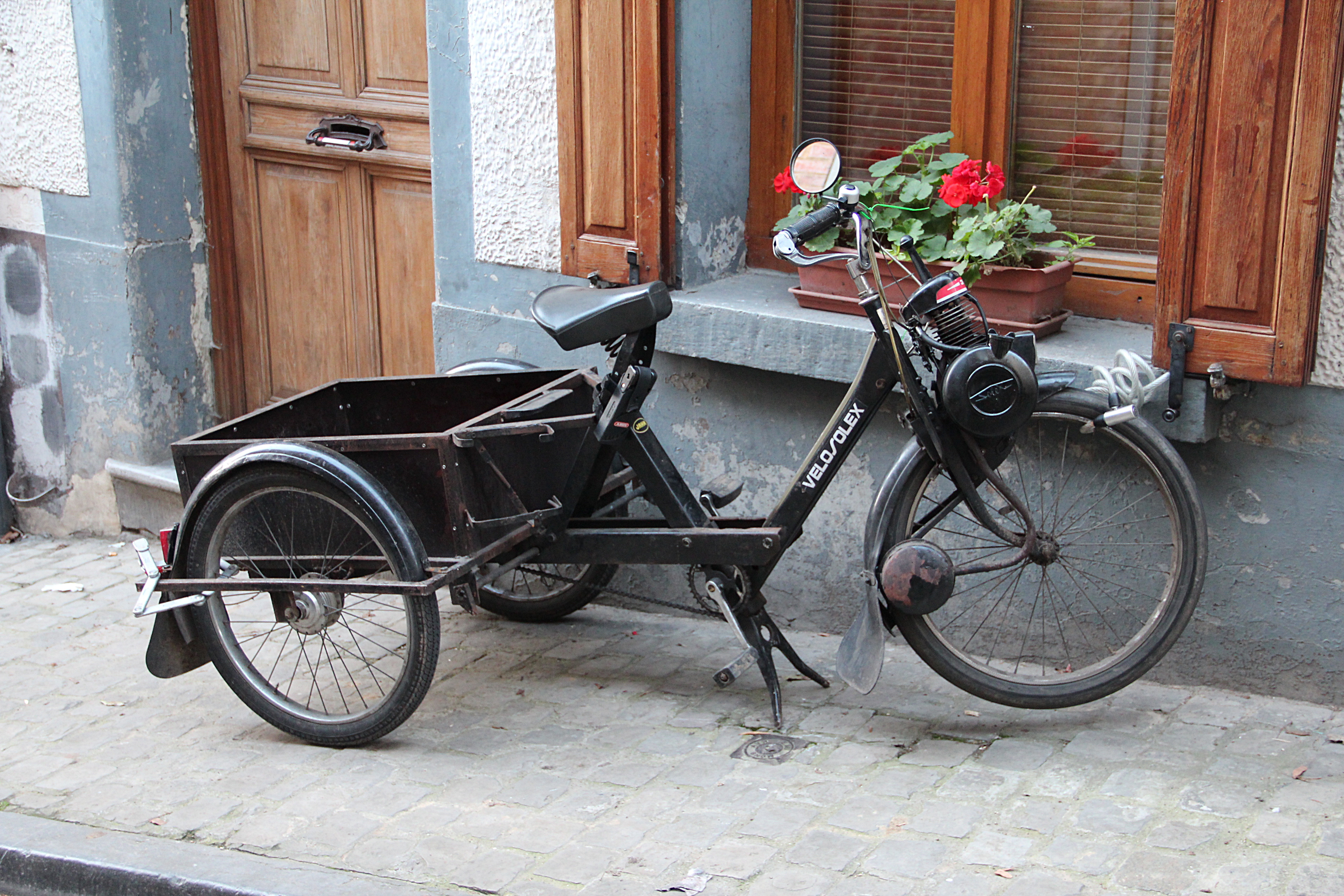
三輪車（フランス、現代）。モペット方式で、小型エンジンが前輪を直接駆動。
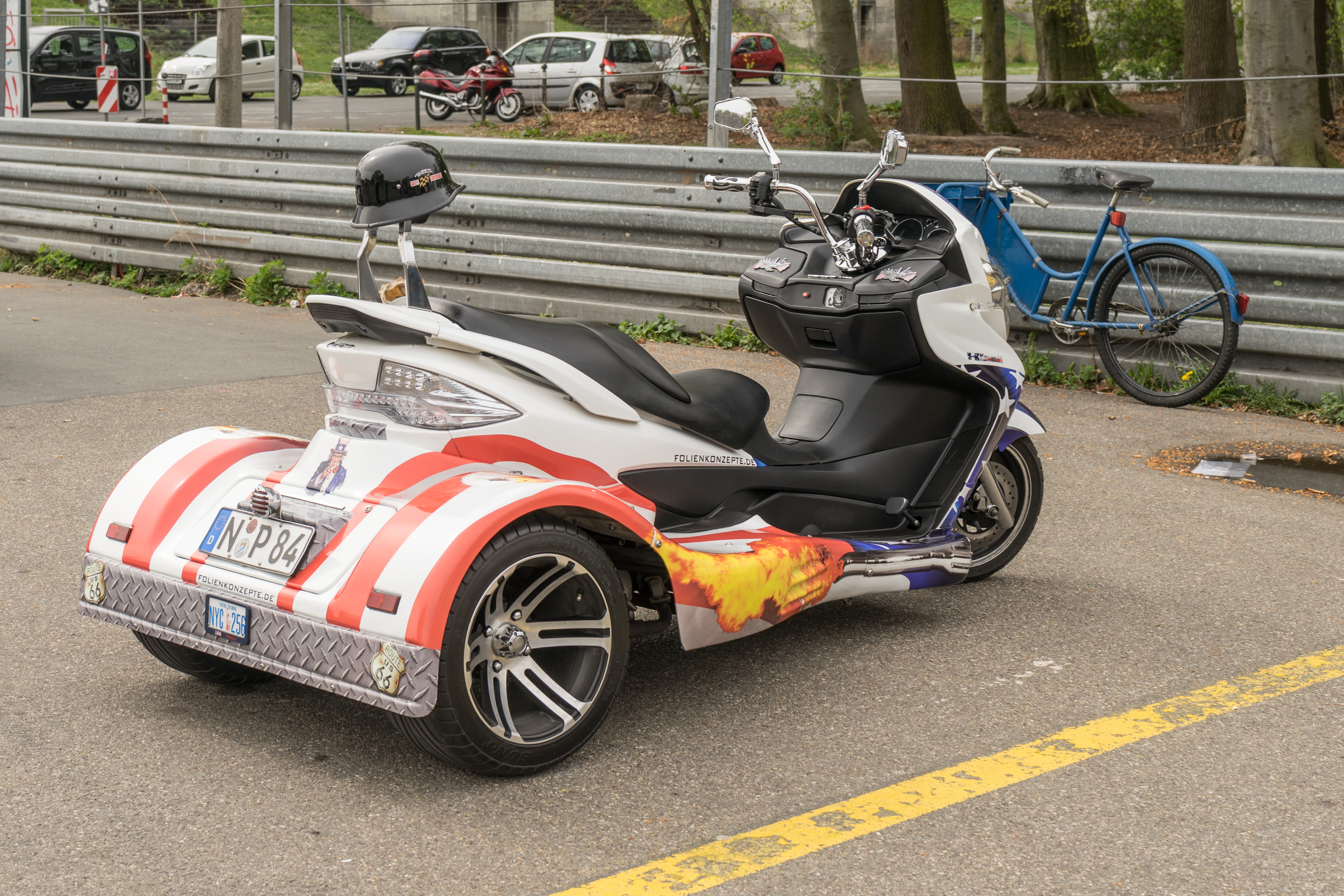
ドイツ、ニュルンベルク近くの街の三輪車（2015年）後輪駆動
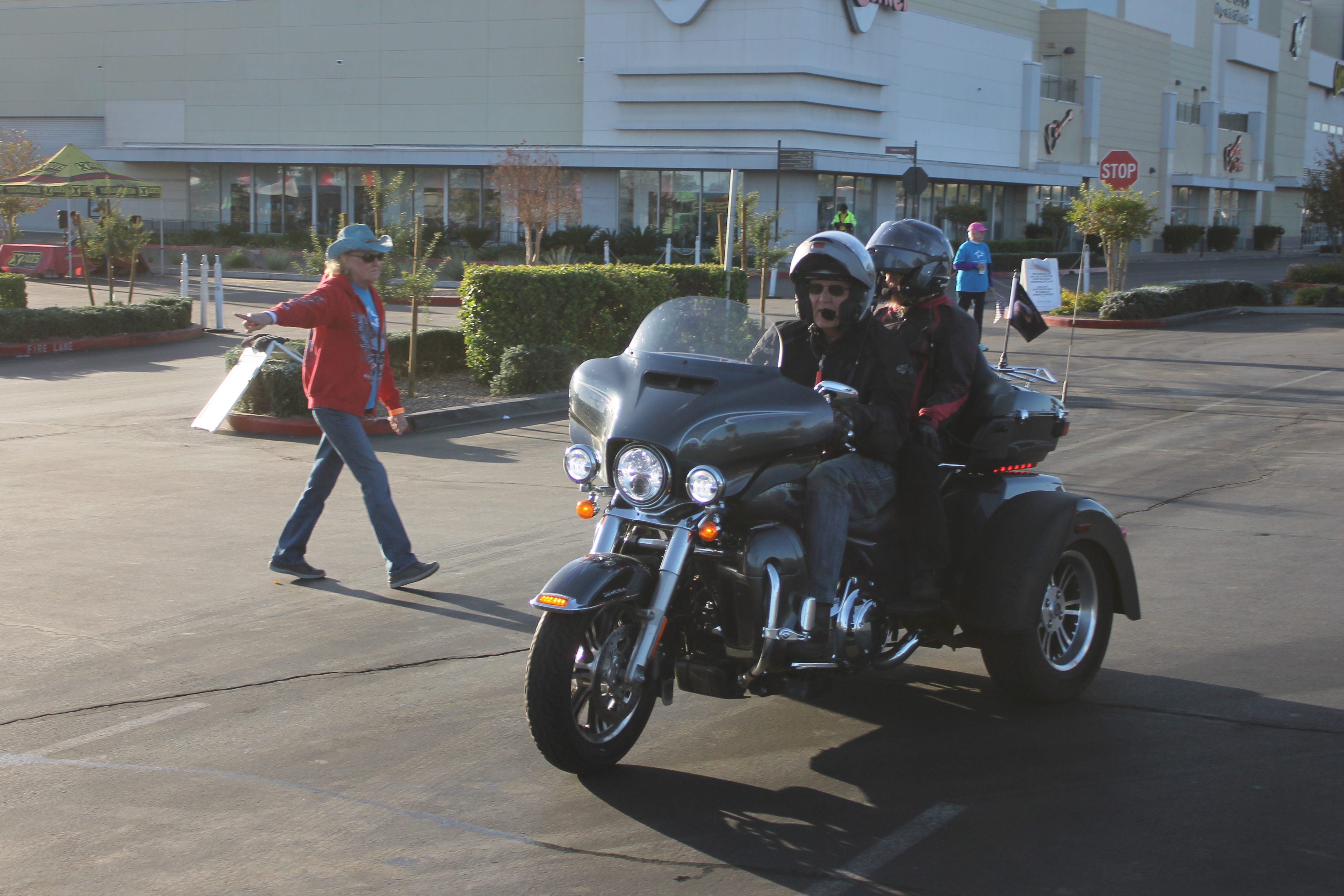
三輪車（米国、ラスベガス、2019年）後輪駆動

側車式
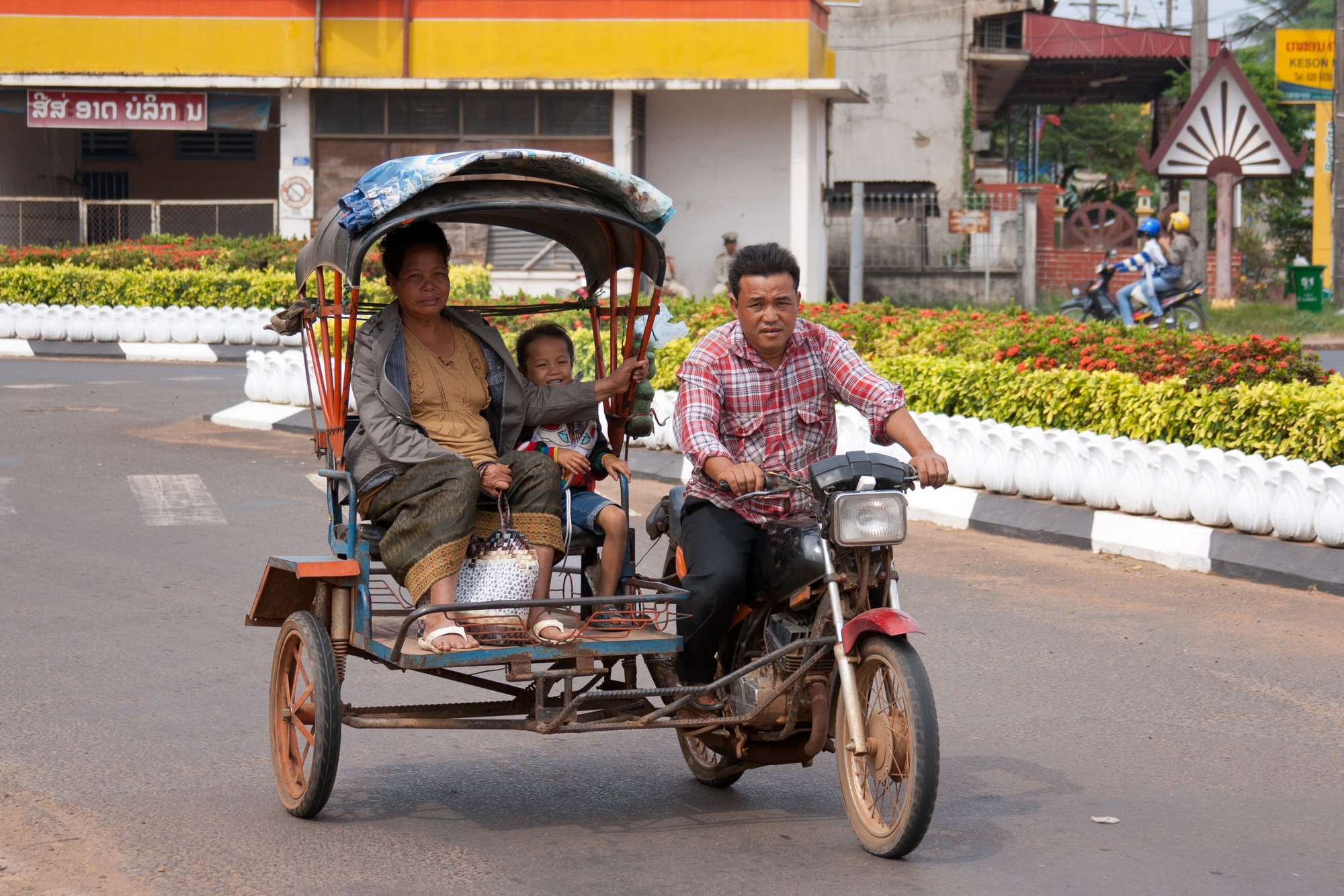
オートバイに側車をつけたタイプの三輪車

前二輪後一輪（かつ、左右に傾けられるタイプ）
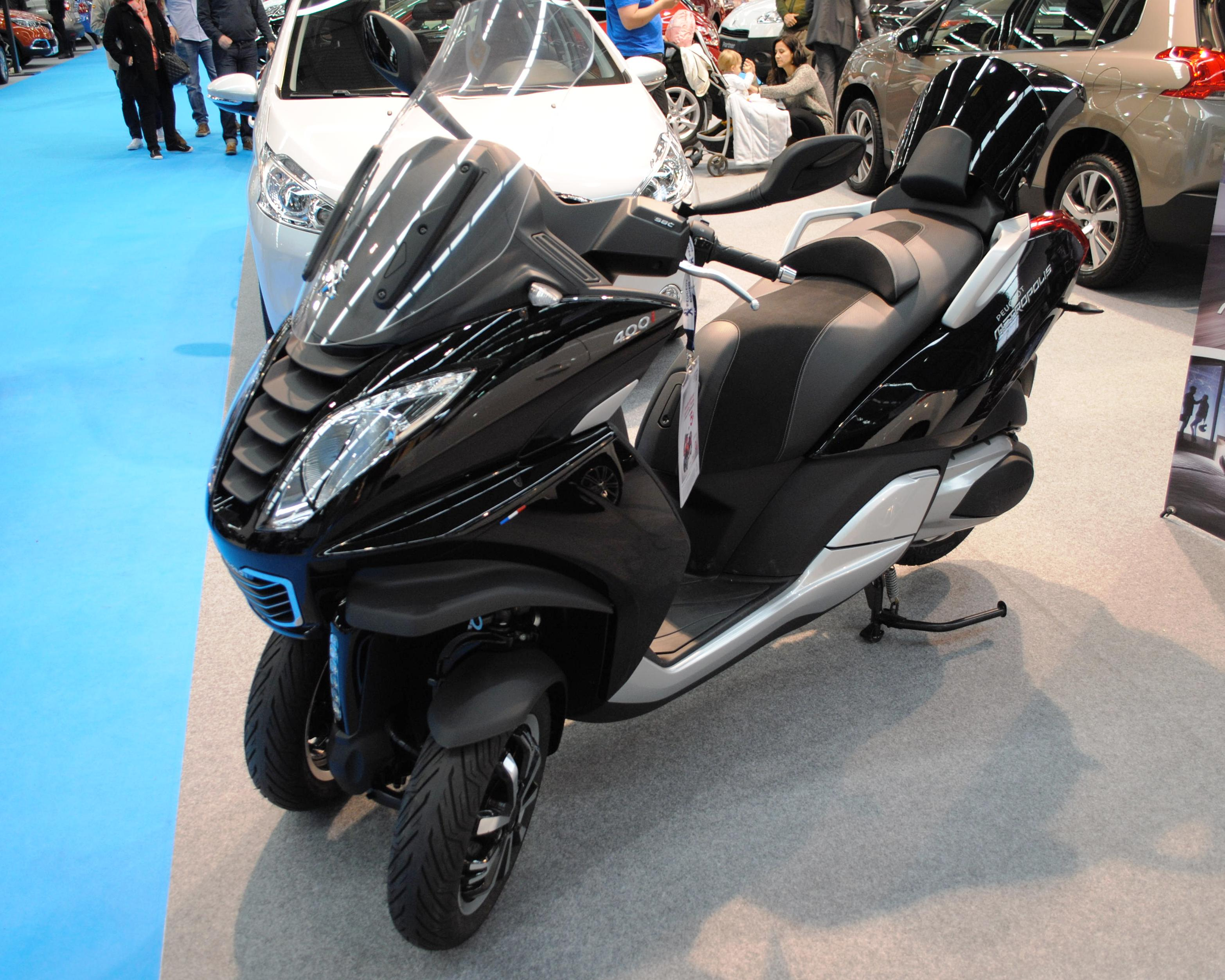
プジョー・メトロポリス400（英語版）（フランス）。前二輪後一輪で、後輪駆動。走行時に車体を左右に傾けることができる。
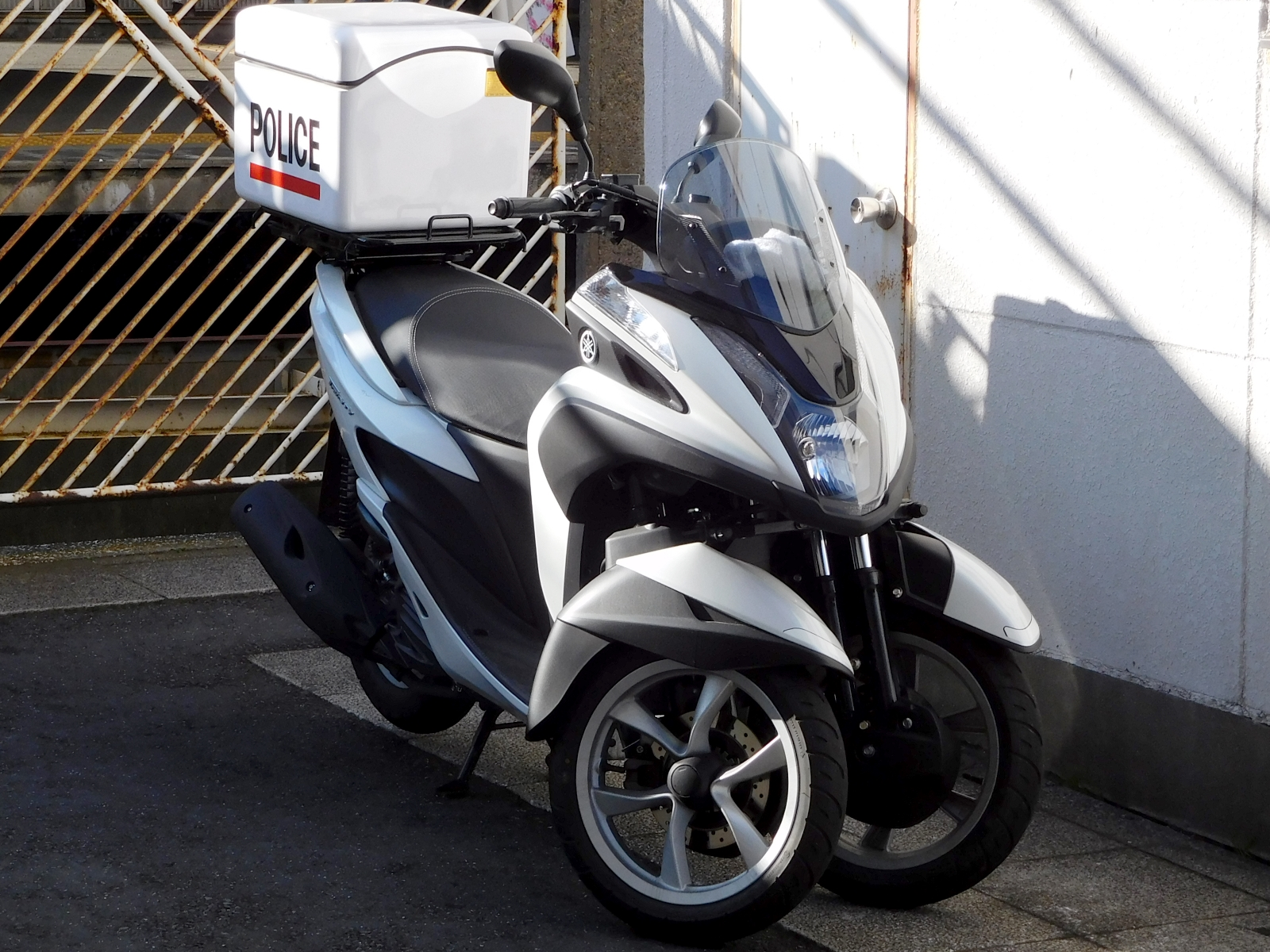
ヤマハ・トリシティ（日本、2017年）後輪駆動。走行時に車体を左右に傾けることができる。
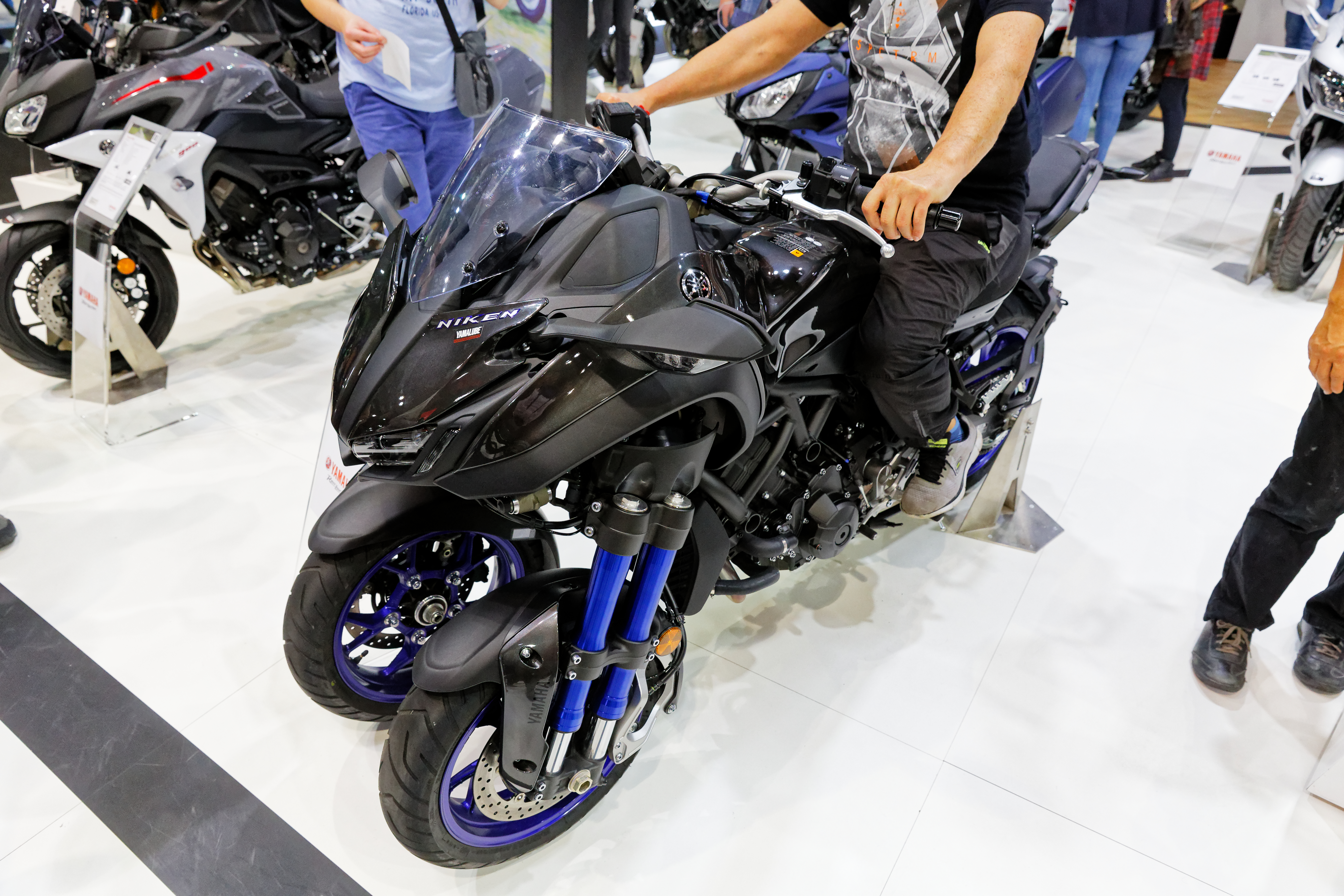
ヤマハ・NIKEN。845cc。いくつものコースで、オートバイとしてのコース記録をたたき出している。

前二輪後一輪（かつ、左右に傾けられないタイプ）
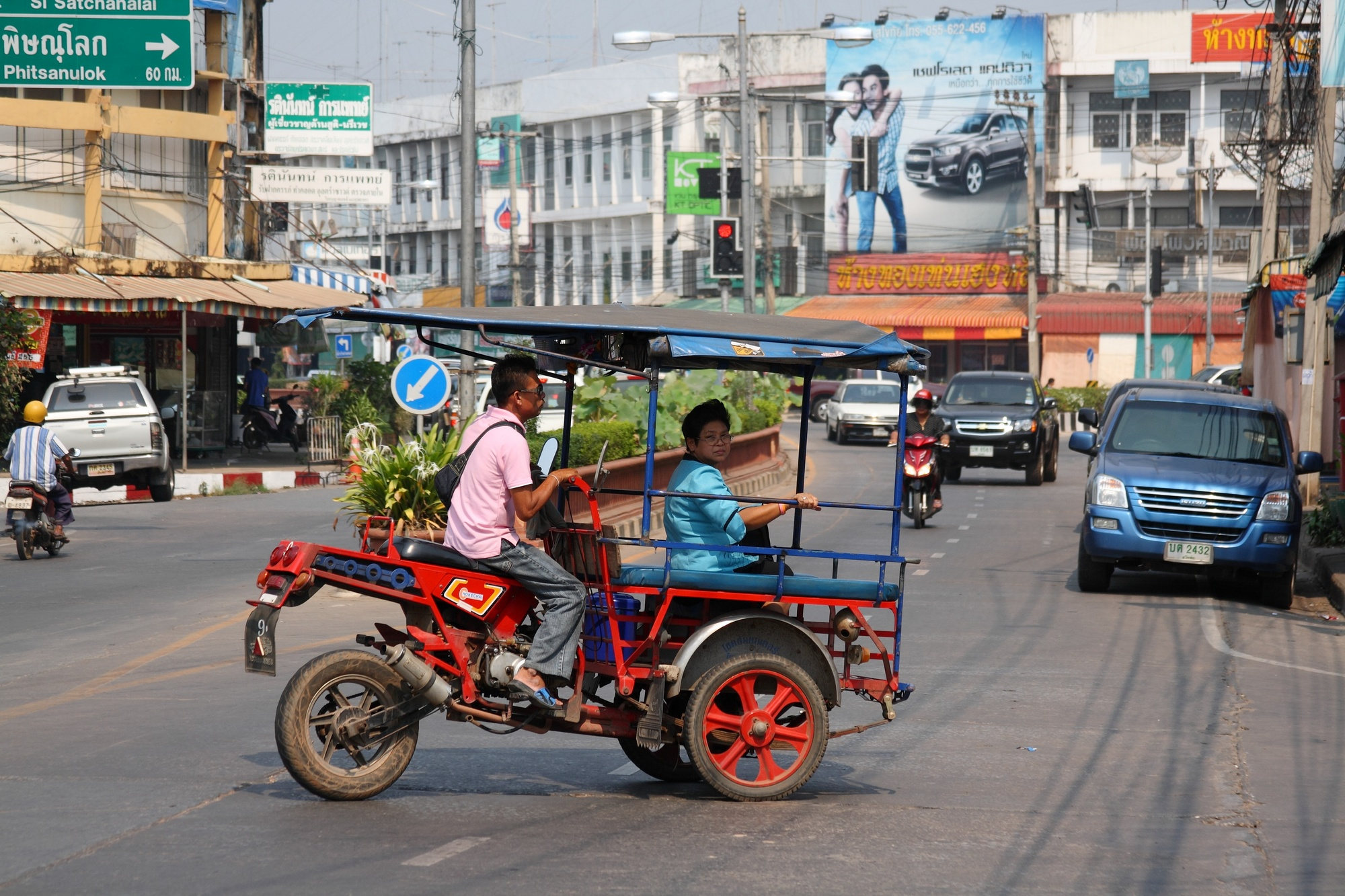
オートバイを改造したらしき三輪車（左右に傾けられない）
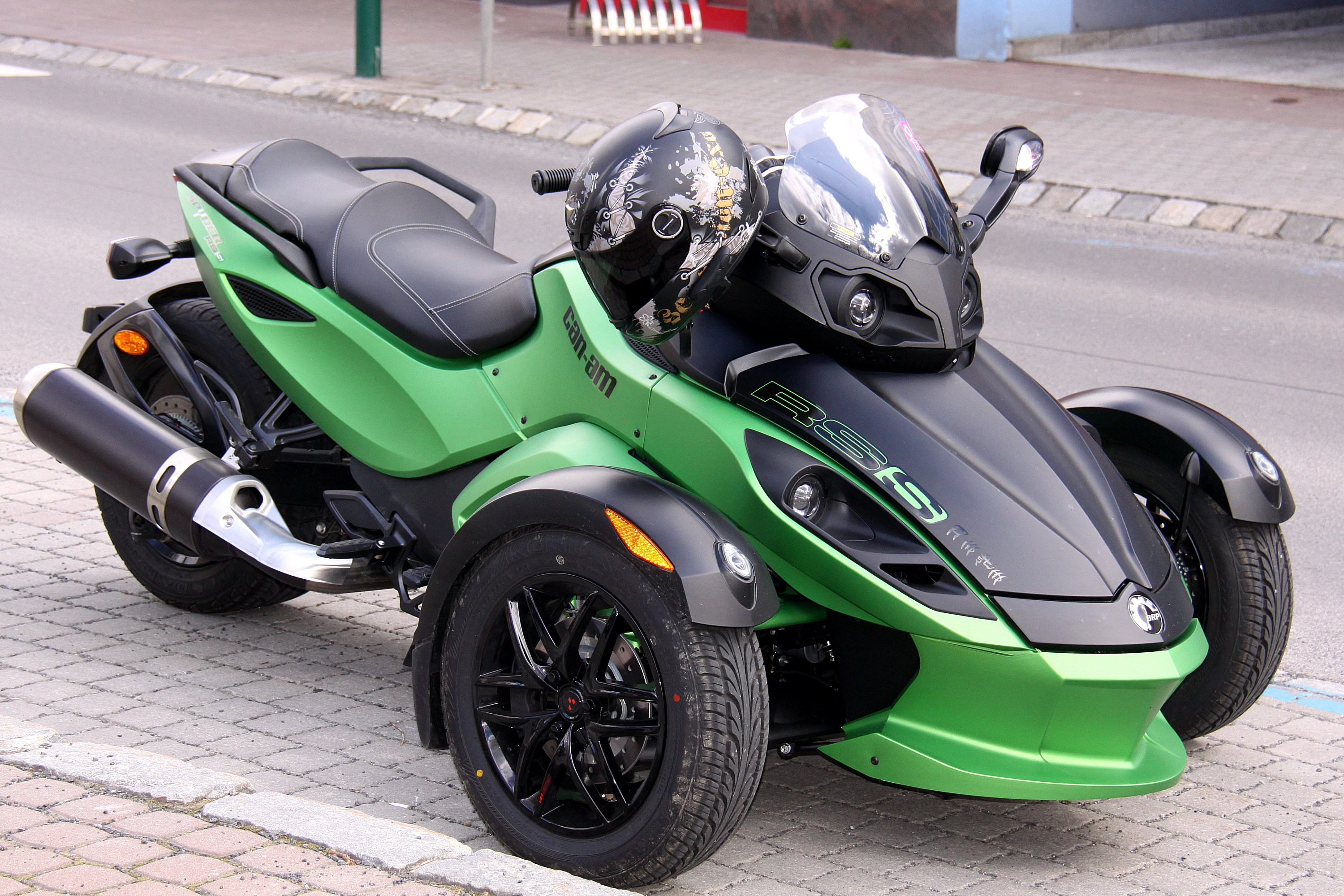
Can-Am Spyder。（左右に傾けられない）。

## ペダル式（脚こぎ式、手こぎ式）三輪車
前一輪、後二輪後ろの車輪の間に買い物かごなどをおく。フランスでもイスラエルでも、世界各地にある。
前二輪、後一輪ヨーロッパや東南アジアでは、前二輪の間に幅の広い運搬・乗車用装置をおくものが発達している。

前一輪後二輪タイプ
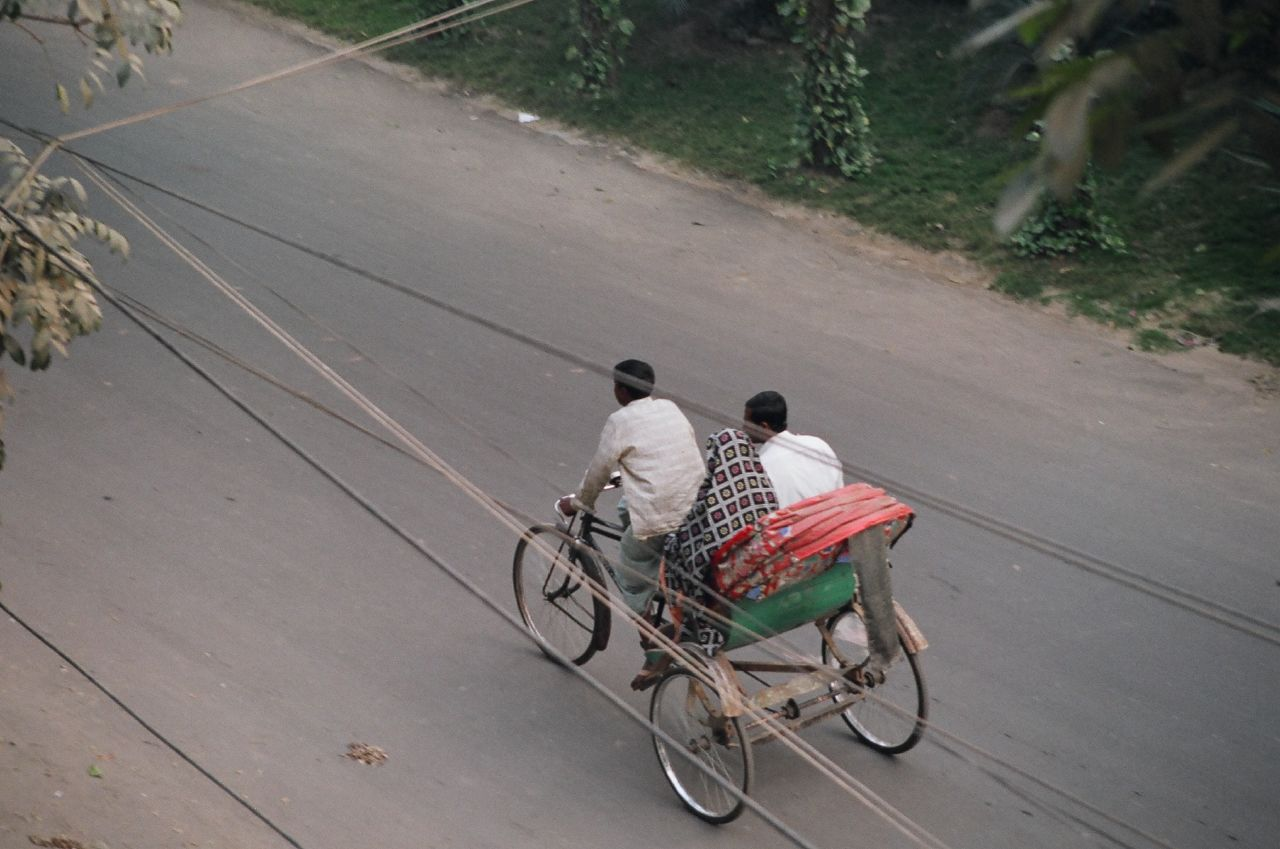
バングラデシュを走行する、脚こぎ式の三輪車（2005年）
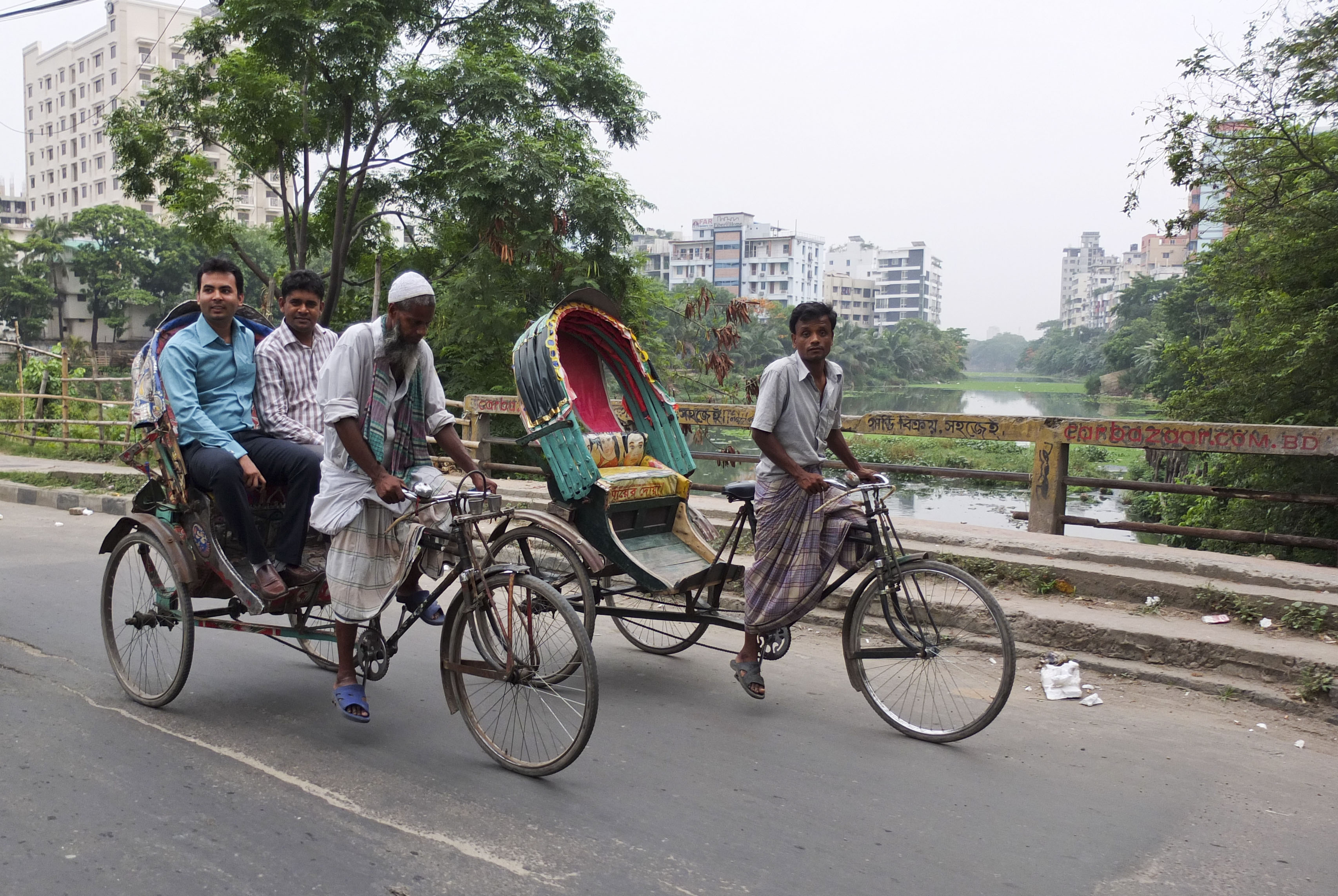
三輪車（バングラデシュ、ダッカ、2014年）
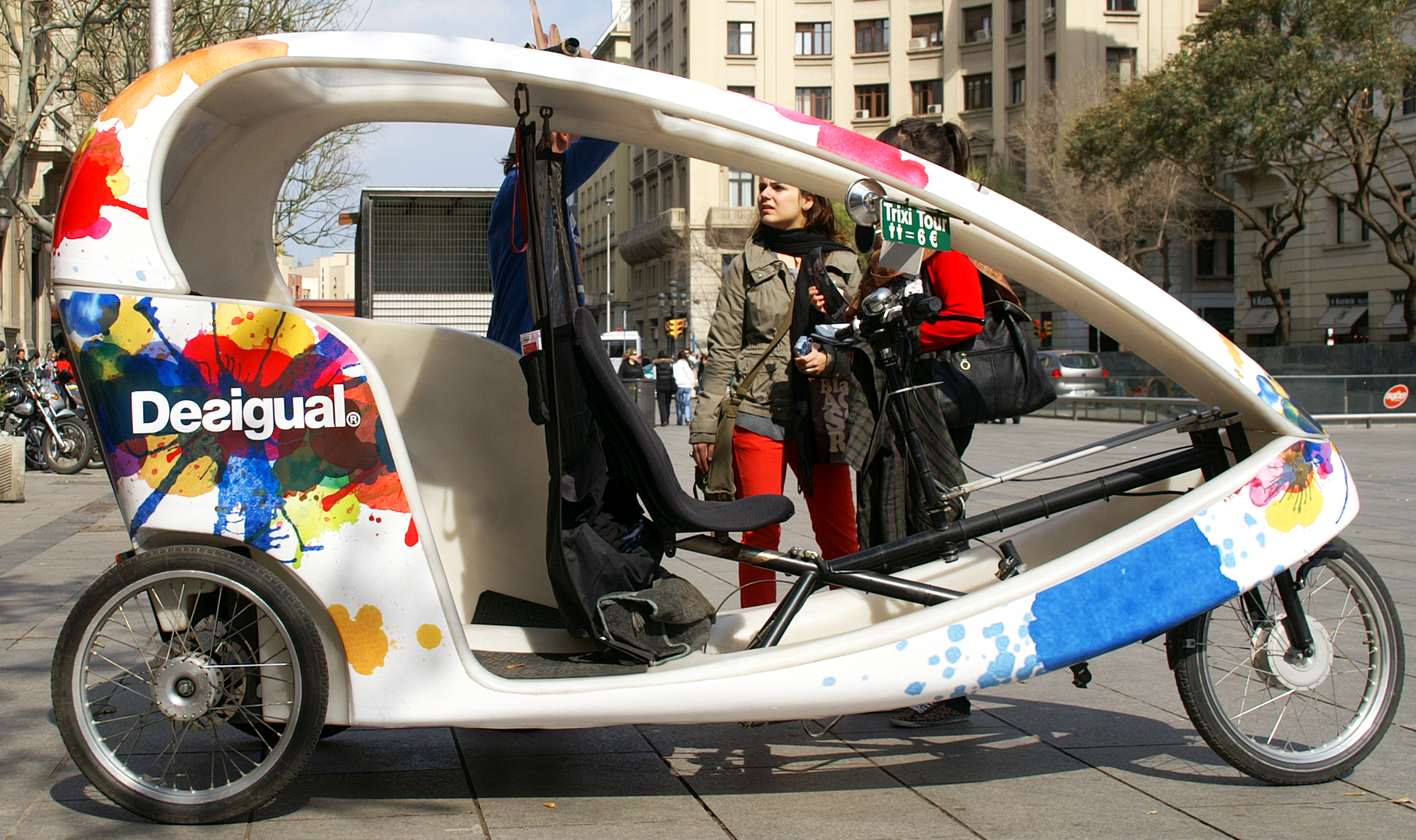
スペイン・バルセローナのベロ・タクシーに使われている三輪車
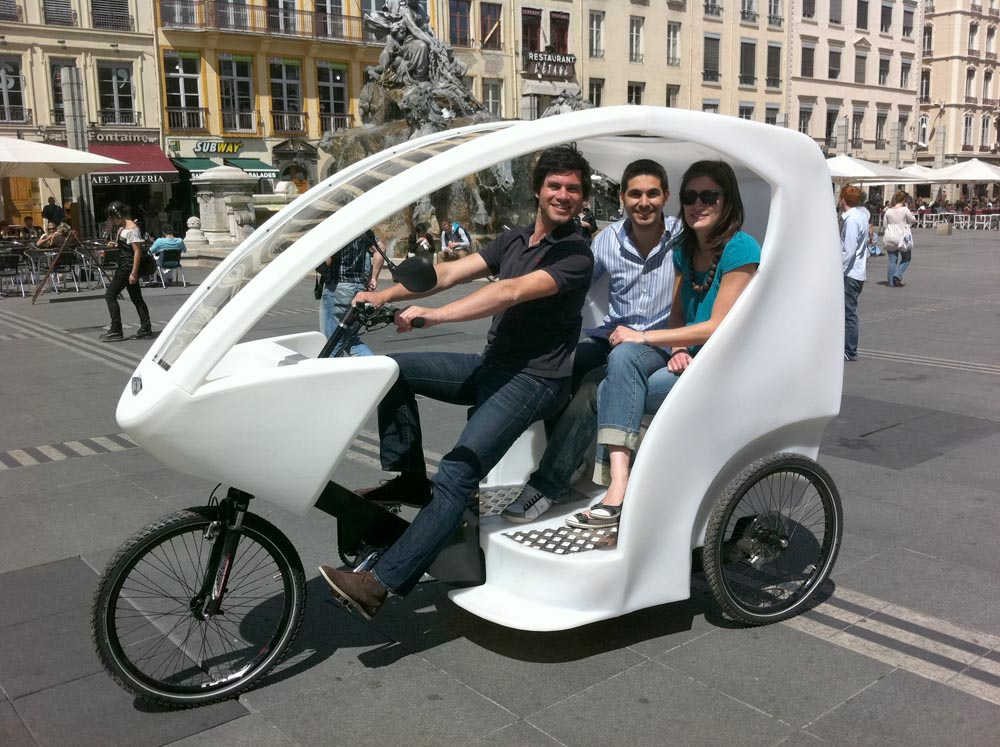
フランス・リヨンのベロ・タクシーに使われている三輪車
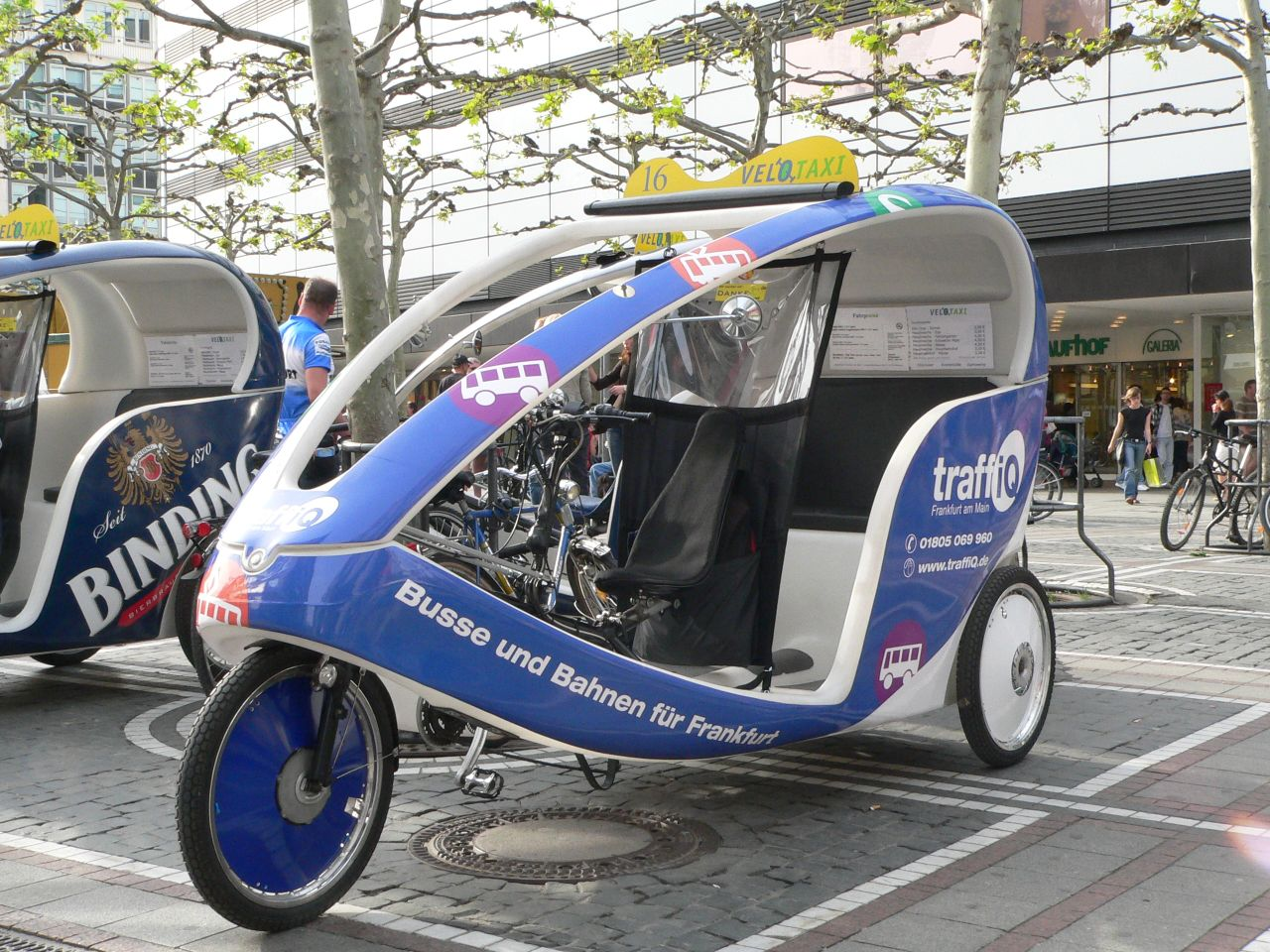
ドイツ、フランクフルト・アム・マインのベロ・タクシーに使われている三輪車
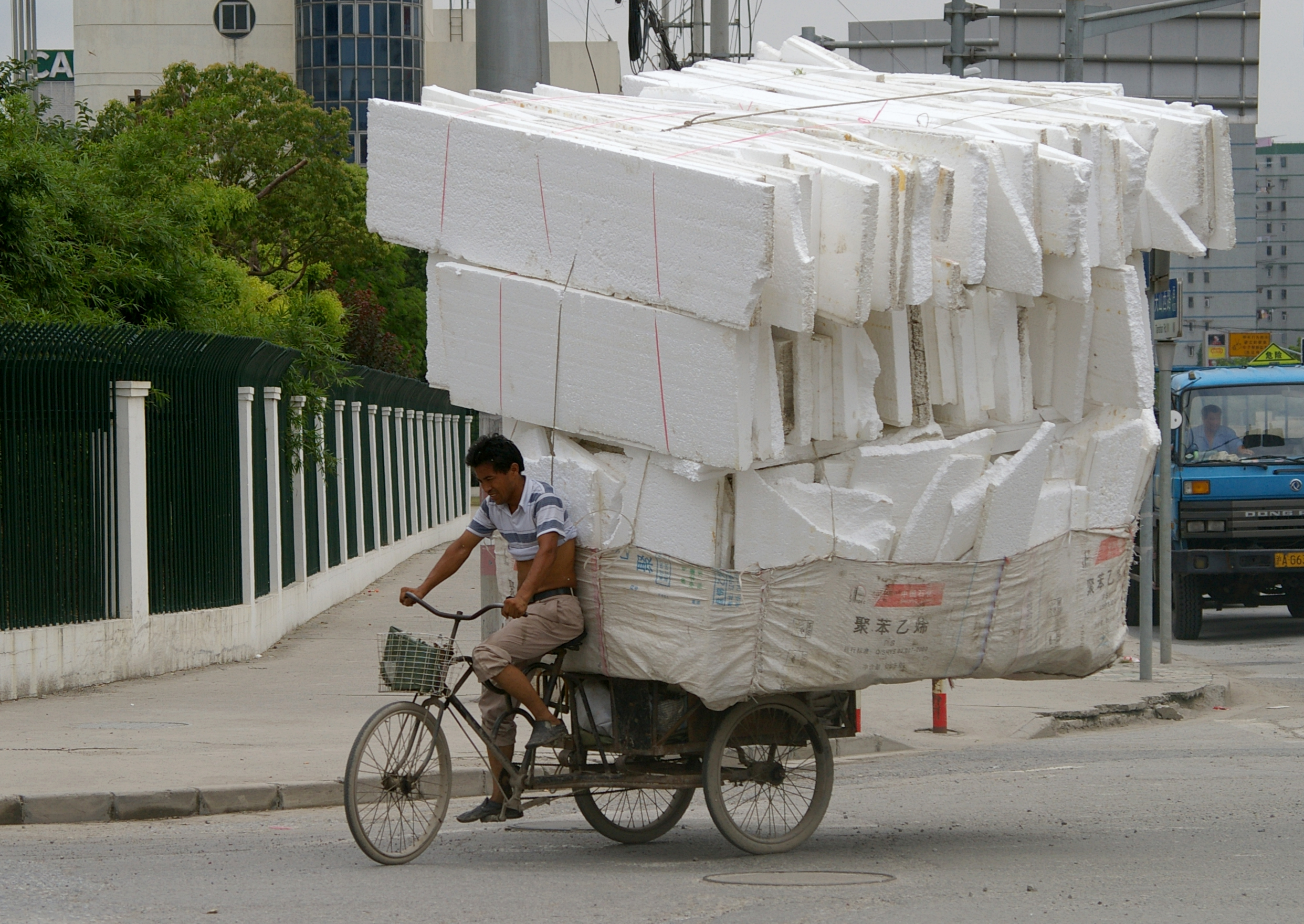
中国・上海で三輪車で荷物を運ぶ人
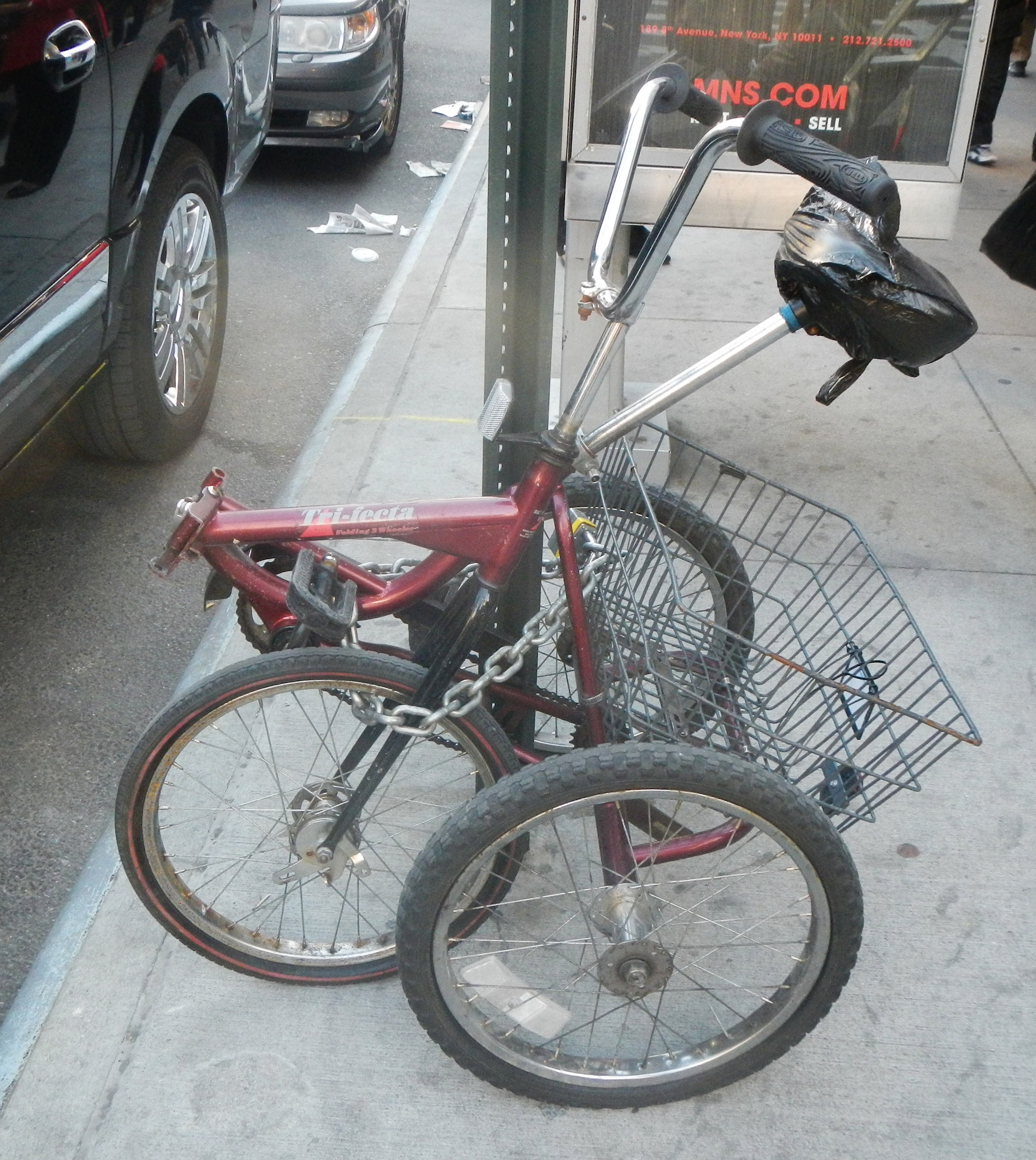
ペダル式三輪車。折りたたみ式。

前二輪後一輪タイプ
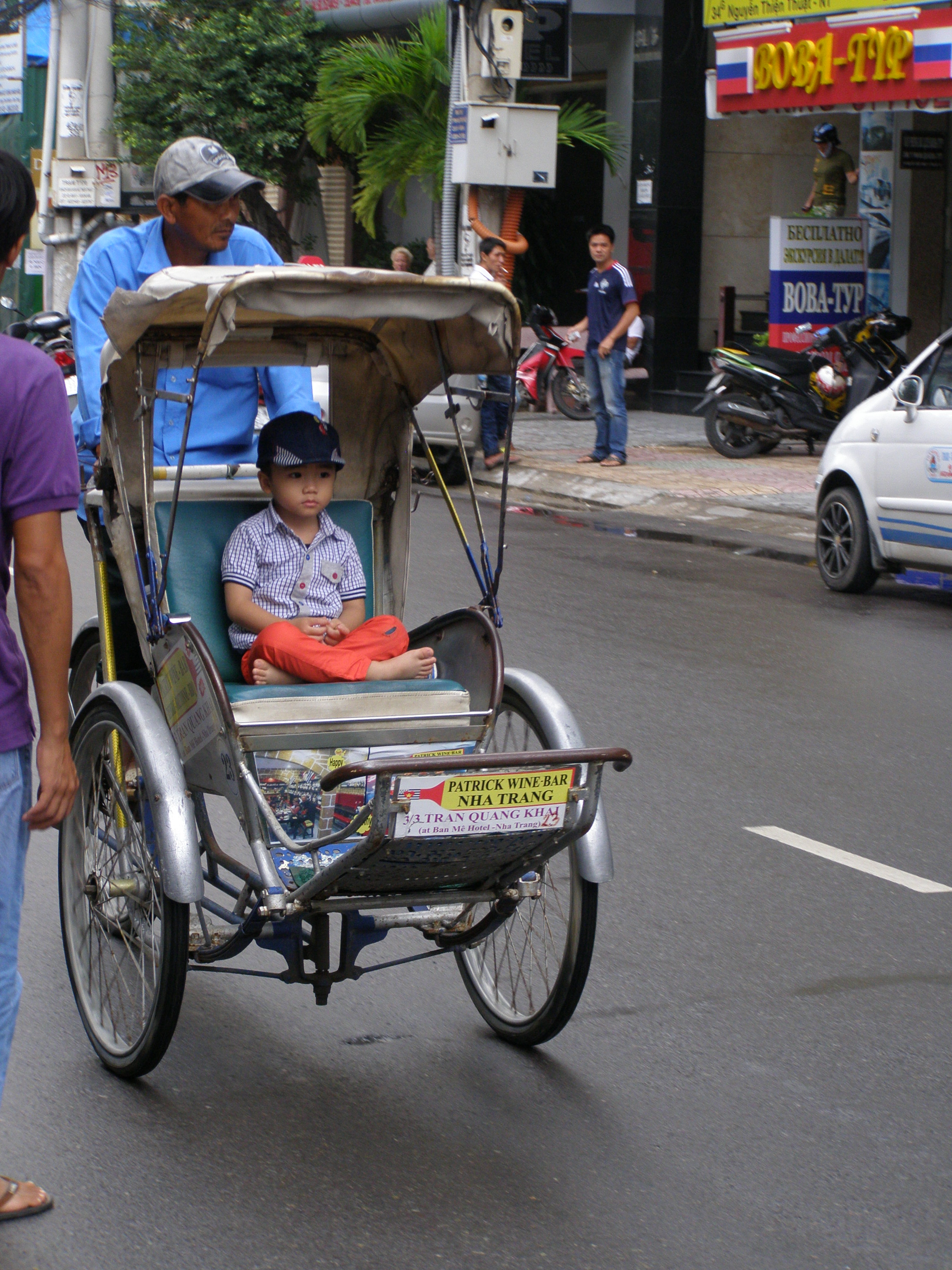
タクシーとして利用されている三輪車
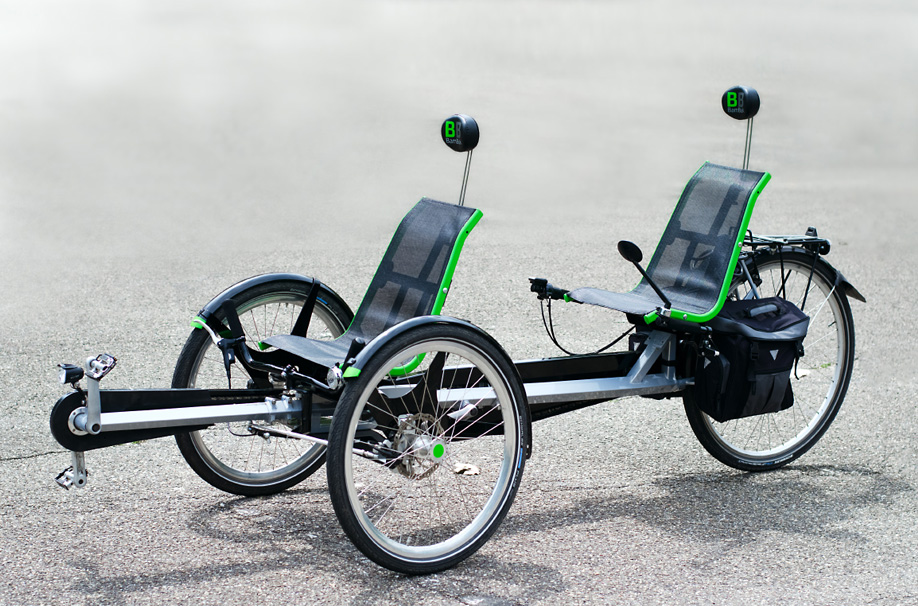
タンデム用
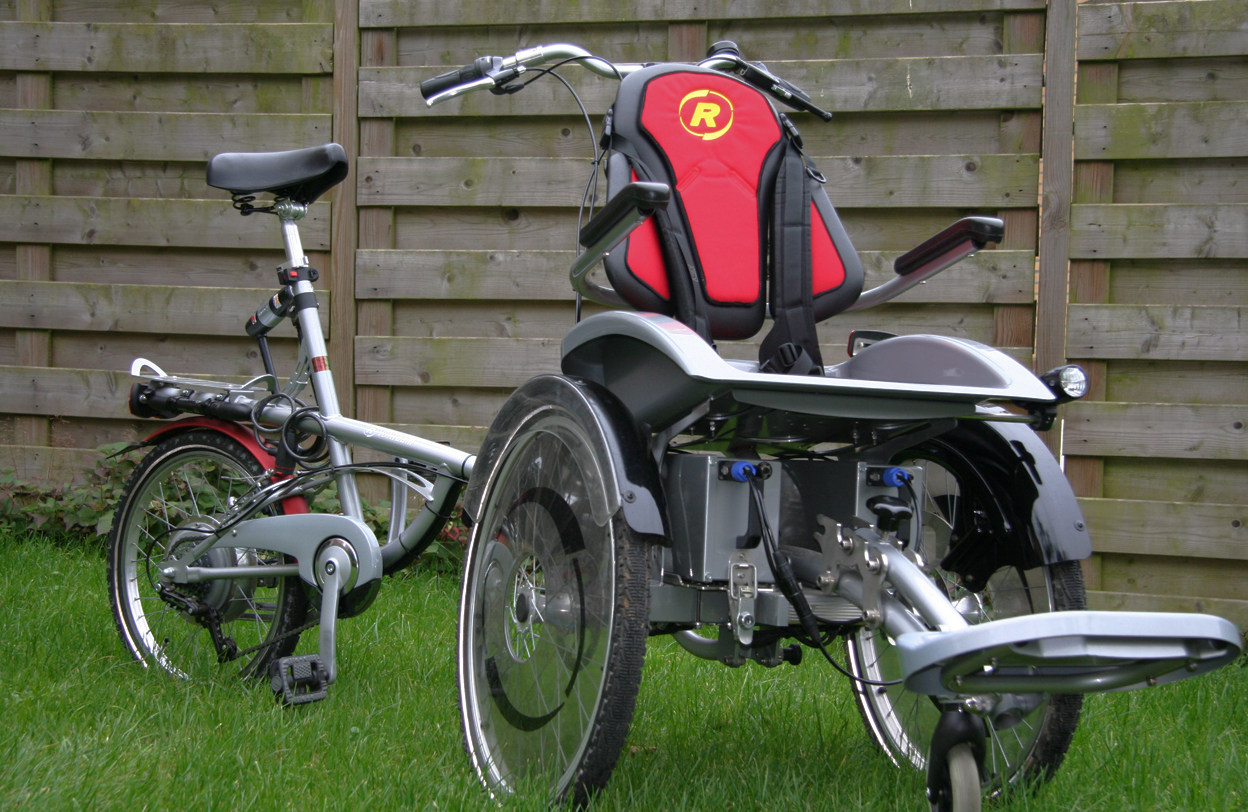
普段車いすに乗る人を前に乗せて走れる三輪車

各言語での呼び方はさまざま。タイ語では「サムロー」と呼ぶ。
フランス語ではtricycleあるいは短くtrikeと呼ぶ。
英語では人力を動力とするものも原動機を備えるものも共に trike と呼び、前後の文脈から区別するか、特に必要な場合は人力のものに Human-powered を付けて Human-powered-trike とするか、原動機を持つものに motor を付けて motor-trike とするなどして区別する。

### 特徴
長所
- 二輪車（以下、この記事でいう二輪車は、車輪を前後一列に並べたもの（Bike - Bicycle）を指す）は、停止時には乗員が地面に足を着くなどするか、スタンドを立てるなどして車体を支えなければ横倒しに倒れてしまう。またごく低速で走行する際には、倒れないようにバランスを取ることに技量を要する。これに対して、三輪のトライクは自立性を持つため、特に遅い速度で走る時は運転が容易である（ただし「決して転倒しない」ということではない）。
  - またこの自立性ゆえに、二輪車を運転することが困難な身体障害者が手軽に乗れる乗り物としても注目されている。パラリンピックでは重度および中度の脳性麻痺の選手が使用する（中度の場合二輪車の使用も可）。

- 二輪車よりも積載能力に優れており、四輪車よりも小動力で運行でき小回りの利く輸送機器である。
  - この特徴を生かして、運転席の他に座席を設けて乗客を乗せる自転車タクシー（輪タク）に用いられることがある。現在の日本国内では観光地などで少数のベロタクシーなどが運行されているのみであるが、日本国外では現在もよく見られる。また電動トライクが空港や大規模鉄道駅内において、旅客や従業員の移動に使用されることがある。

- 車体の構造が単純で開放的であるため、二輪車に準ずる（場合によっては上回る）開放感が得られる。

短所
- 停止時と低速時の自立性はあるが、カーブでの旋回時に遠心力を受けた際に、四輪車と比較して安定性の限界が低いものが多く、運転者の技量によっては横転事故を起こす恐れがある。特に前一輪後二輪のものは、旋回中にブレーキを働かせて減速しようとした場合、遠心力と慣性力の合成によって転倒しやすい性質がある。
- 二輪車に比べ車体が大きく重いため、機敏な動きが取り難く、狭隘な通路の通り抜けが困難。また動力の消費量も多い。
- 車体の構造が単純で開放的であるため、悪天候時や事故の際に乗員を保護する機能が脆弱。

### 前一輪後二輪
前輪直結のペダルを直接回す小児用の三輪車とは異なり、一般的な二輪自転車と似た構造で後輪をチェーンにより駆動させている。このさい後輪の片側だけを回す構造のものが多く、路面の状態によりスリップや走行不安定になることもあるため、後二輪に駆動力を分配するものも作られている（宮田工業 スカーフウィンディ など）。
イタリアのDi Blasi社では、車体をコンパクトに折り畳めるユニークな製品を作っている（Di Blasi製 TRICYCLE R31）。これにはスイング機構は付いていない。

### 前二輪後一輪

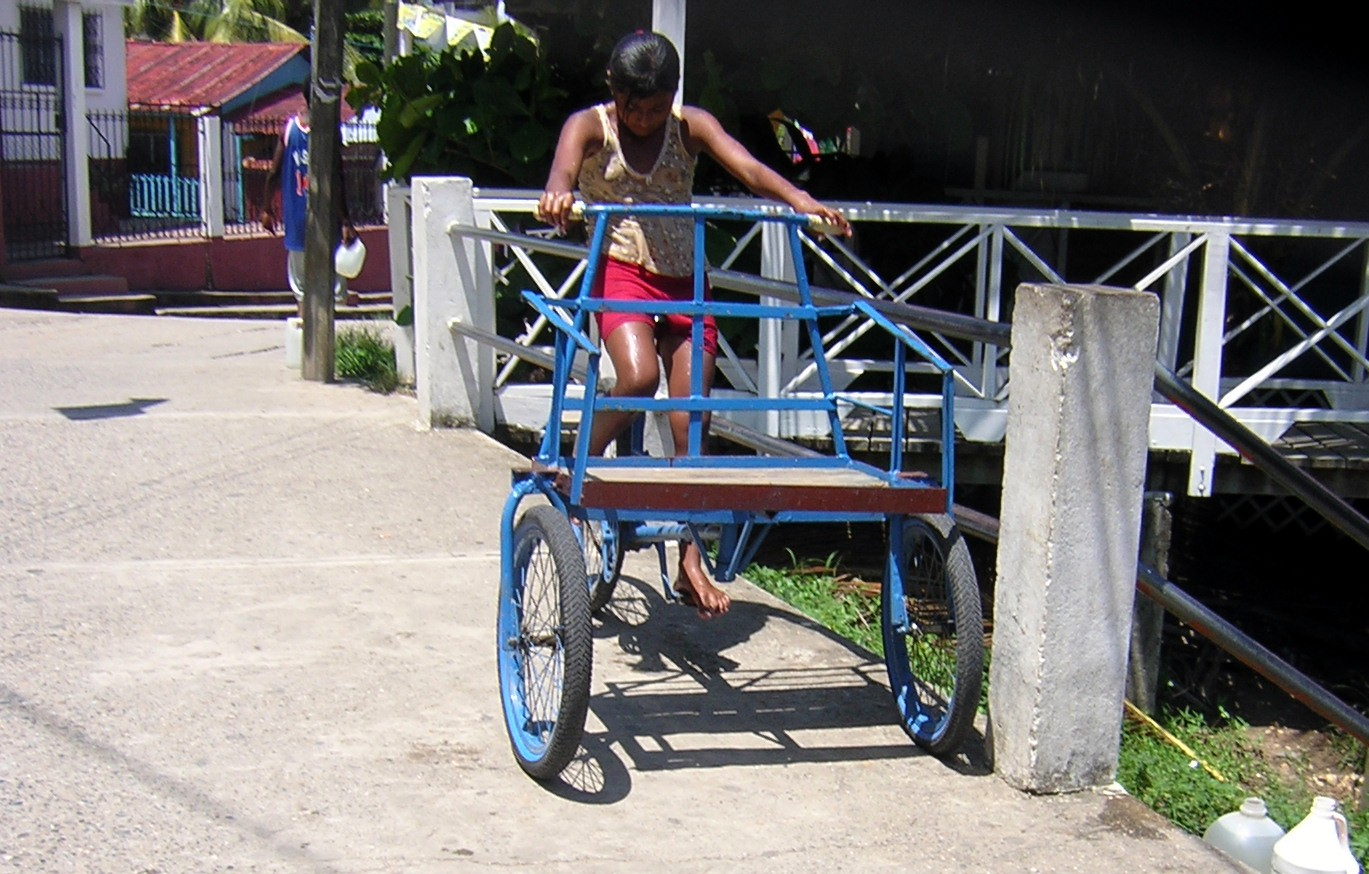
前方に大型の荷台が付いている三輪自転車

欧州諸国ではクリスチャニア・Zigo・nihora・JERNHESTEN等があり、目が届くことから子守に使用されることも多い。 そのほか諸外国では貨物運搬用のカーゴバイクのほか、自転車タクシーの一部にもこの形式が見られる。
前二輪型は車体のもっとも幅広い部分が運転者の視界の中に位置するため、後二輪型よりも車幅感覚がつかみ易い利点があり、これに着目したものも造られている（ブリヂストンサイクル ブリヂストン・ミンナ など）。これもカーブを曲がる時に車体が傾かずバランスが取れなくなる弱点があるが、前二輪に特殊なリンク機構などを加えて傾かせることを可能とし、普通の自転車に準ずる旋回性を与えた車両も存在する（アバンテク「trikeシリーズ」やランドウォーカー「ランドウォーカー」など）。
参考写真の様に前輪の幅を広く取ったものもあれば、車幅を取らず安定性のみを高める目的として、前二輪の横幅を一般的なシティサイクルとほぼ同じに詰めたものも存在する。

### リカンベントトライク
三輪式のリカンベントを指す。

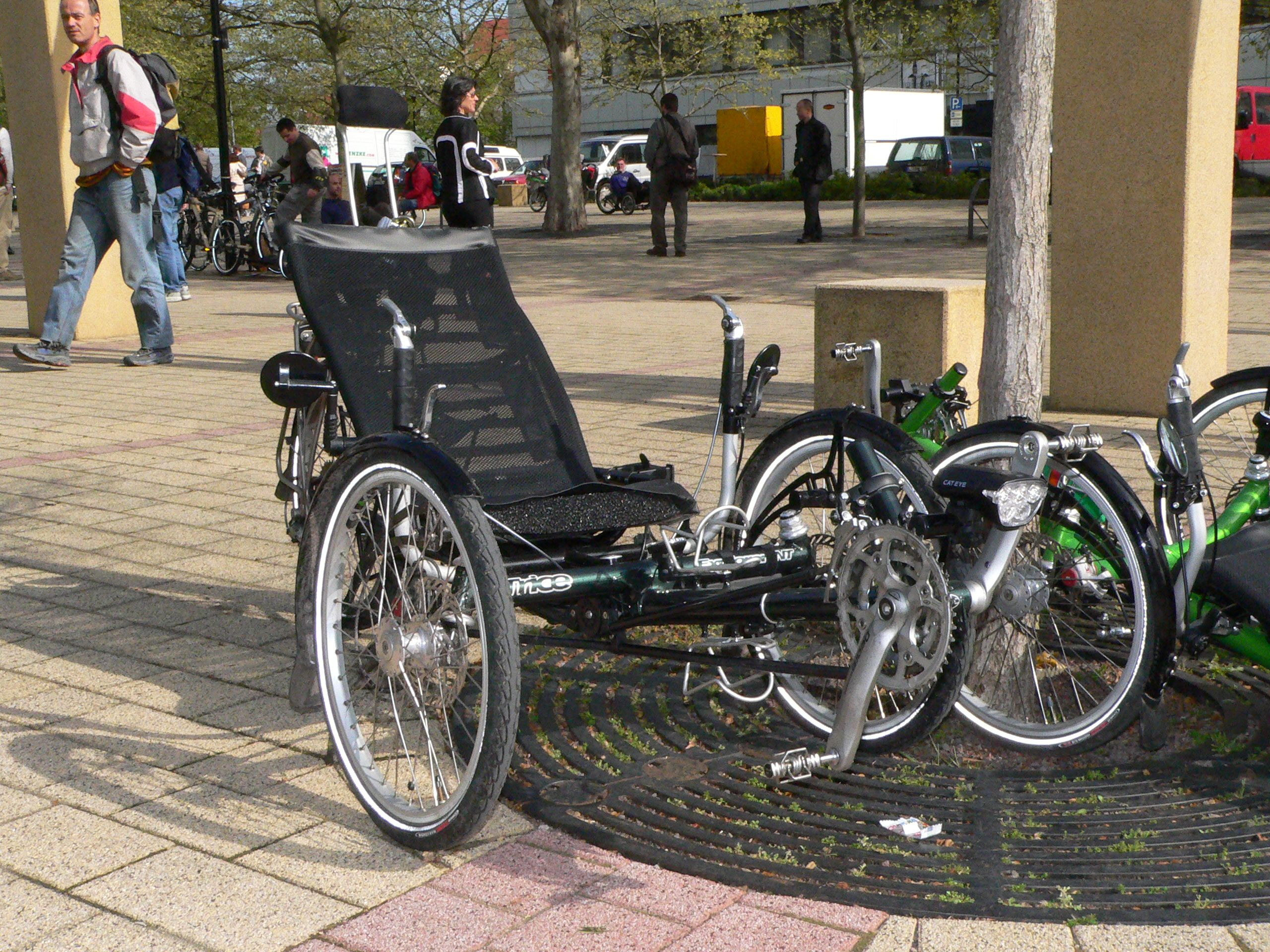
前二輪後一輪のリカンベントトライク（ICE社製）

欧米では、極端に車高を低くし、寝そべるような乗車姿勢とすることで重心位置を下げると同時に、左右輪の間隔（トレッド）を広く設定することで安定性を確保し、さらに低い車高にともなう前面投影面積の縮小による空気抵抗削減の効果もあわせて、高速走行を可能とするもの（リカンベントトライク）が作られており、熱心な愛好家がいる。

### 電動アシストタイプ
三輪の自転車は二輪のものより重量が重くなるため、電動アシスト自転車としての機能の恩恵が大きい。

### 障害者スポーツ用車いす

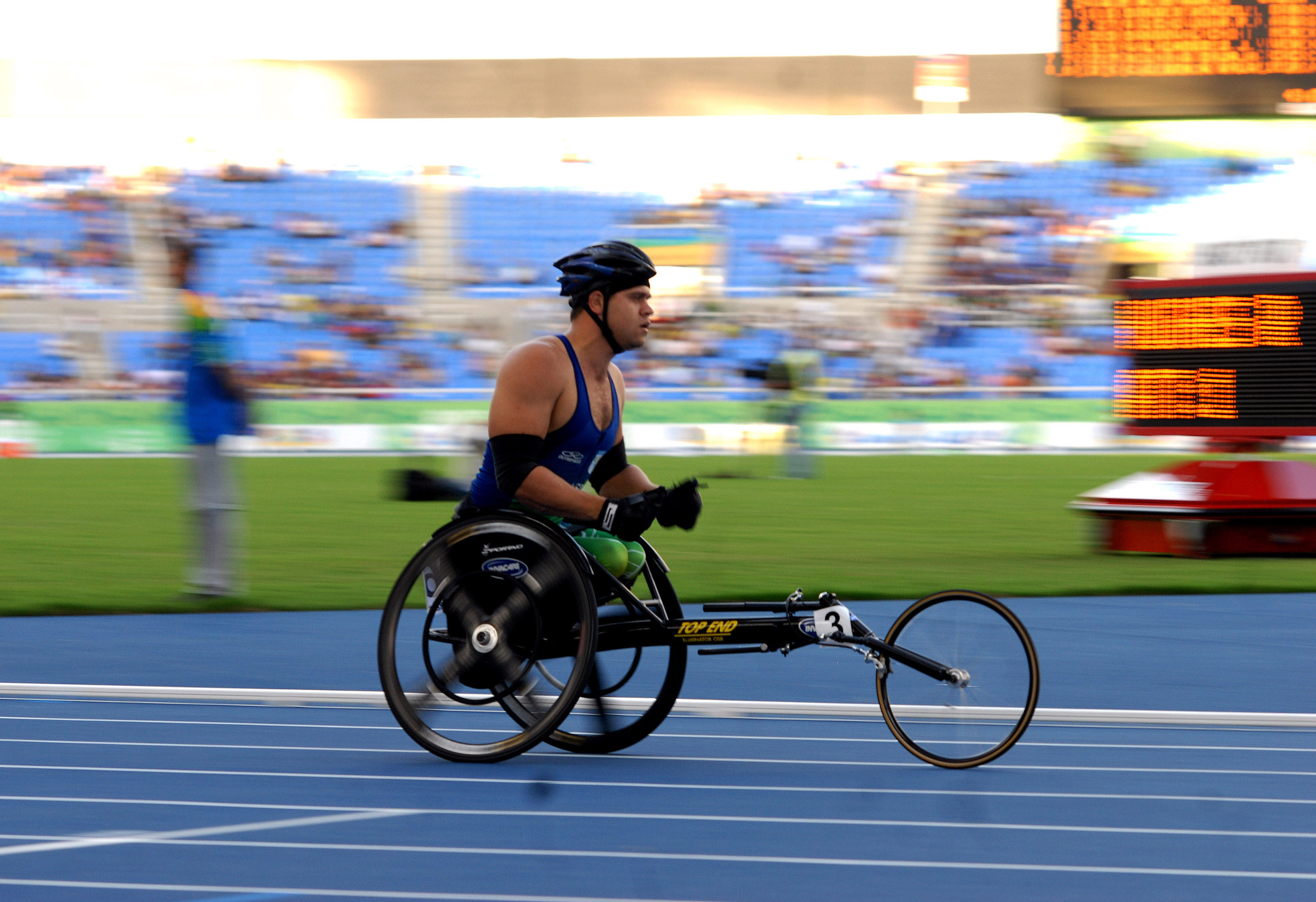
障害者スポーツ用車いす

障害者スポーツである車いす陸上競技では、前一輪、後二輪で、後輪を直接手で回す三輪車が使用されている。

### ハンドサイクル

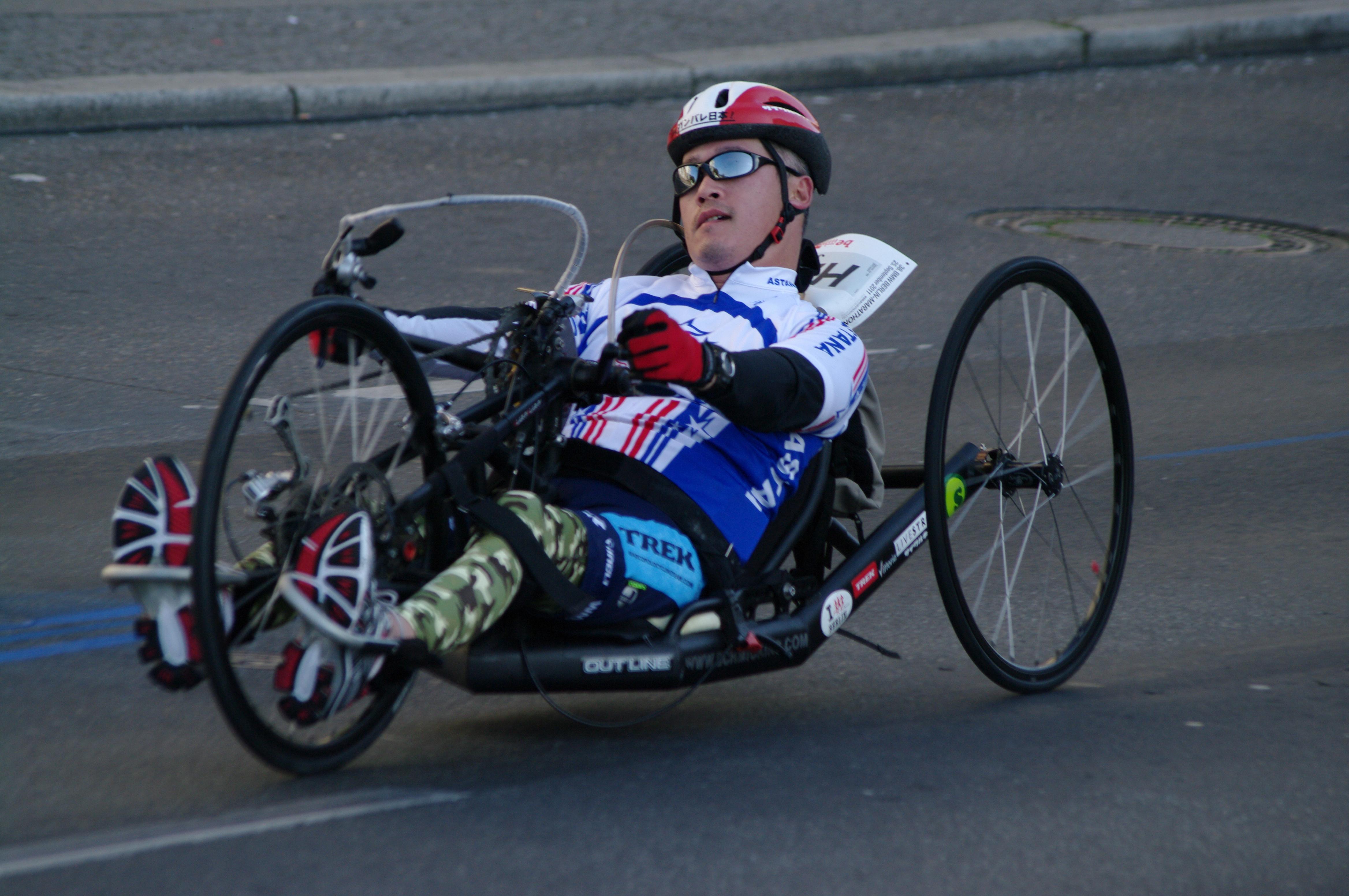
ハンドサイクルでの自転車競技

ハンドルをクランクとして回して駆動するハンドサイクルは基本的に三輪車の形態が多い。車輪構造は前一輪、後二輪のものが多いが、前二輪、後一輪のものも開発されている。

## 幼児用三輪車
子供三輪車、子供用三輪車、キッズ三輪車などと言う。
一般的にデルタタイプ。ペダルで前輪を直接駆動し、ステアリングも前輪。つまり後輪は空回りしているだけ。多くは自転車に乗ることを覚える前の幼児が使う。ここから、成長に応じて補助輪付き自転車、補助輪無し自転車とステップアップしていくのが一般的。
三つの車輪があることで、安定が良く、ほとんどバランス感覚を必要とせず簡単に乗りこなすことができる。ペダルが直結されている前輪の直径が小さいため、速度はあまり出ない。
平地での使用を想定しているためブレーキ装置を持たないものが多く、傾斜地では暴走の危険があるため、保護者は注意を払う必要がある。
保護者が立った姿勢のまま車体を押して移動させるための棒状のハンドルを取り付けることができるものがあり、それらの中にはそのハンドルを介して保護者が舵取りを行えるものもある。このようなタイプは玩具としての用途と乳母車に似た用途を兼ねているといえる。
近年は自動車などに載せての移動や収納スペースの節約のために、車体をコンパクトに折り畳むことができるものもある。

## 日本

### 自転車

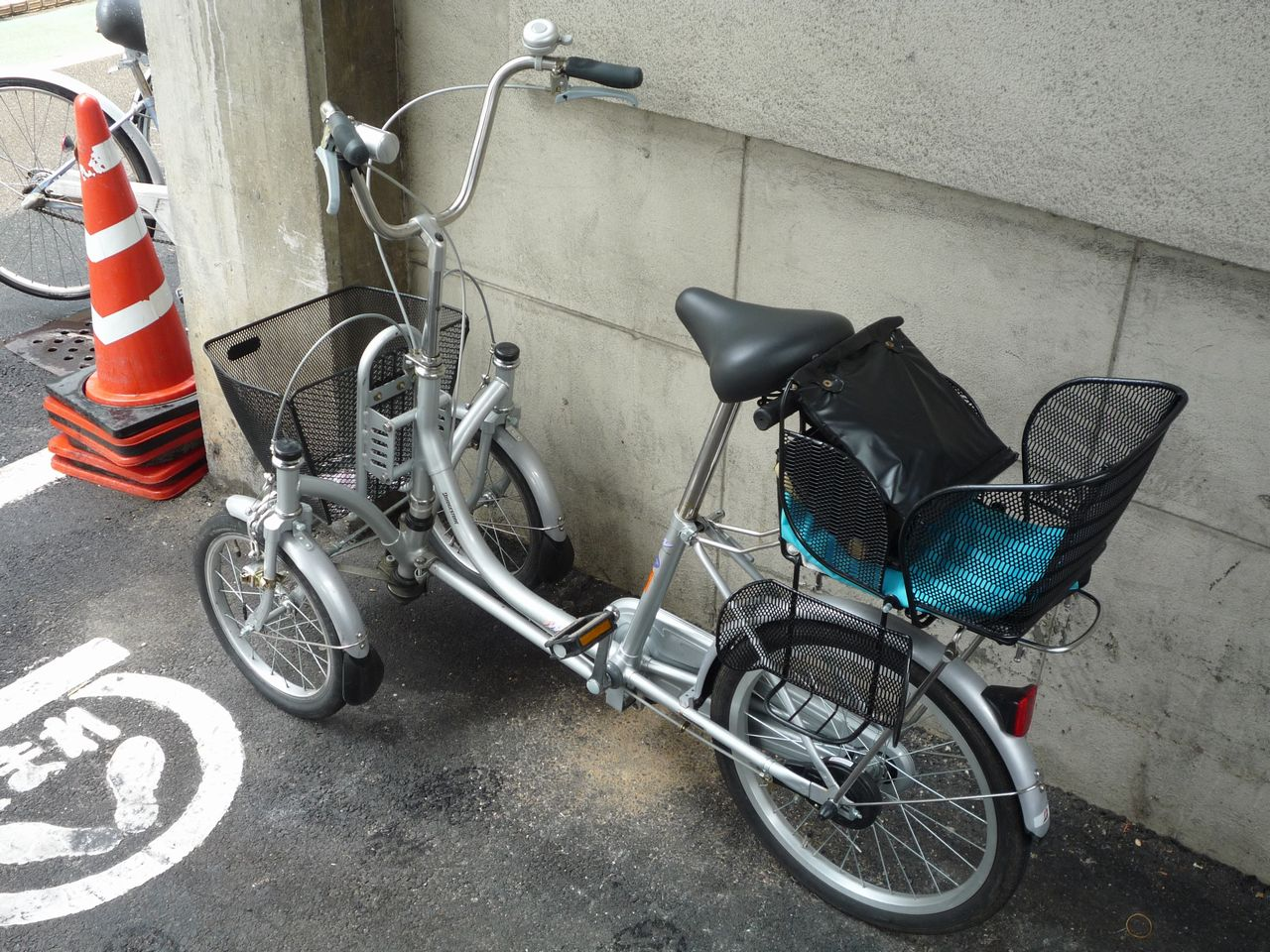
日本の三輪自転車 ブリヂストン・ミンナ

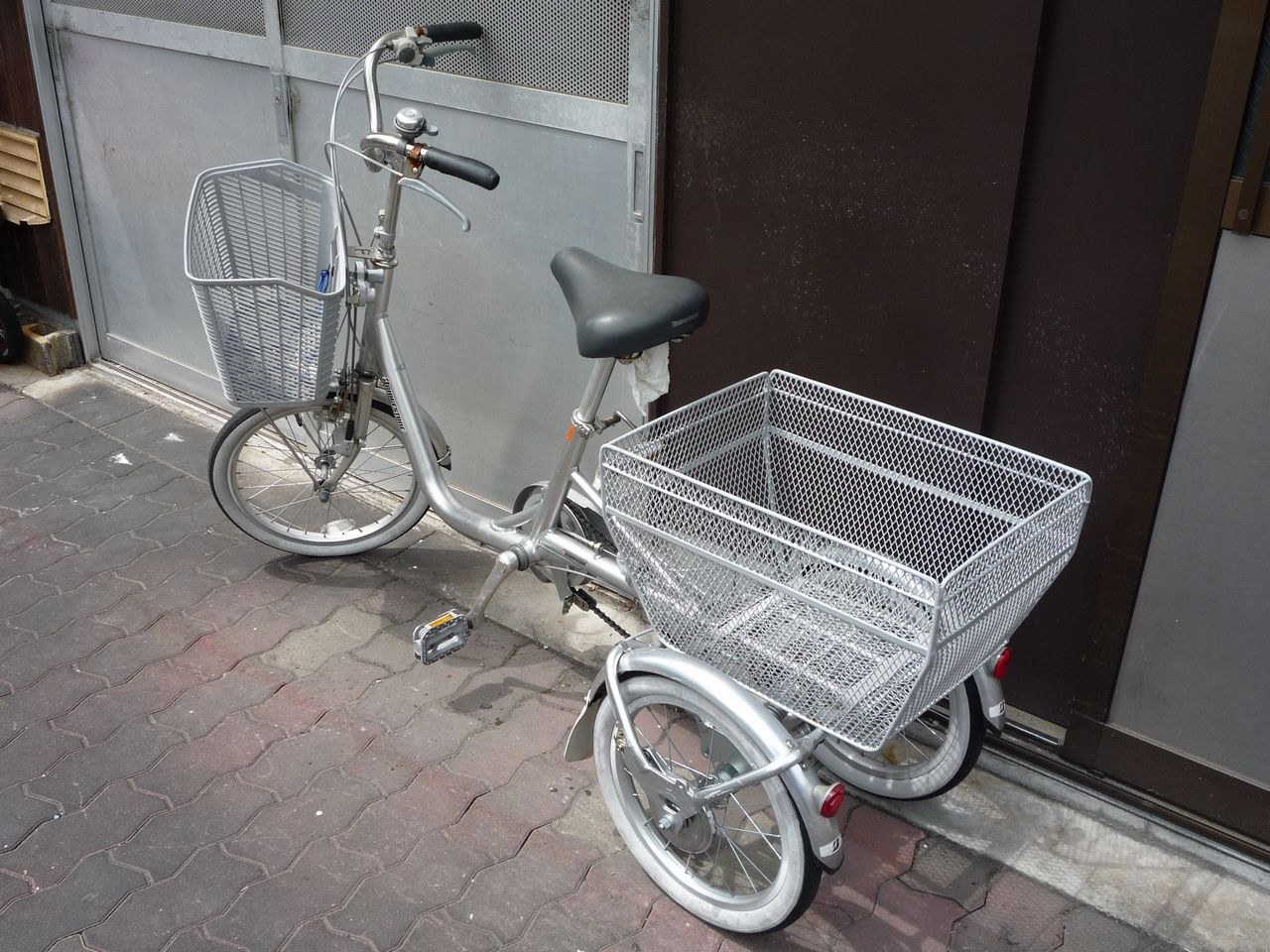
日本の典型的な三輪自転車 ブリヂストン・ワゴン

日本の場合、昔から作られているものは前一輪後二輪のものが多く、現在でも多数を占めている。これらは2本の後輪の間に大型の荷台もしくは荷乗せカゴを持つ、実用性を重視した製品がほとんどである。
日本においてスイング機構を持つ三輪自転車が発達したのは、狭く混雑した道路環境により車幅の広い自転車は使いにくいことや、普通自転車の規定に合致させることが利便性の面で有利であるため、車幅を広げることで安定性を確保する手法は避けられ、代わりに車体を傾けることで旋回安定性を確保する手法が求められたためである。
古くは前輪のハンドル部分しか曲げることが出来ず、旋回時の安定性が悪いという欠点があったが、1970年代前期頃から、前輪だけでなくフレーム主要部と後輪部分との間に「スイング機構」を追加して車体を傾けられるようにすることで、二輪車とも遜色ない旋回特性が得られ、なおかつ同機構に組み込まれたばねの復元力によって、ある程度の自立補助が得られるように改良されたものが主流となった。ただし、何らかの理由で自らバランスを取ることが困難なユーザーのために、あえてスイング機構を固定または動作制限してしまうオプションが選べる物が多い。この場合、上述の通り旋回時の安定性が低下するため、カーブに入る前に充分速度を落とさなければ横転事故に至る危険があることを、運転者は理解しておかなければならない。
この形式のものは、車体前半部の構造が二輪の自転車と同様であり、スイング機構によって操縦感覚も二輪車と似ているが、あくまでも三輪車であるため、後輪の通る軌跡が二輪車とは異なる。これを忘れて二輪車の感覚で走行した場合、内輪差により曲がり角の障害物に内側後輪を引っ掛けたり、あるいは乗り上げたり、段差や側溝に脱輪するなどして、激しく転倒し大事故に至る危険があることを、運転者は理解しておかなければならない。
1978年の道路交通法改正により、ペダルを脚でこぐタイプで、なおかつ基準を満たしたものは普通自転車扱いとなった。さらに2007年（平成19年）に道路交通法が改正され、自転車は原則的には歩道の走行が禁止となった（歩道走行はやむを得ない場合だけ、例外的に認められる）。三輪自転車も原則的に歩道の走行は不可。
日本の場合、前二輪後一輪タイプは、古くは小型の貨物自動車が普及する以前に、実用車の車体前半部を取り払い、代わりにリヤカーを前後逆に取り付けたような重量物運搬用自転車（フロントカー）もあったが、これは国内ではめったに見られなくなった。
欧米製の三輪自転車を輸入した場合は、欧米流に、そしておしゃれに「トライク」と呼んでいる場合がある。

#### 電動アシスト
2005年の愛・地球博では、場内タクシーとしてこのタイプのトライクが3種類活躍した。
- ヤマハ発動機製 PASワゴン
- ブリヂストンサイクル製 アシスタワゴン
- パナソニック サイクルテック製 かろやかライフEB
- アバンテク製 trike typeSE
- 豊田トライク[6]。

#### 幼児用
日本における幼児用三輪車の安全性を担保するものとして財団法人製品安全協会が定める安全基準があり、この基準に適合した製品にのみ「SGマーク」が表示される。

## 三輪車を用いた競技
オートバイの鈴鹿8時間耐久ロードレースを模した形での長時間耐久レースも各地で開催されている。その中で、継続して実施されている（た）ものを以下に記す。これらのレースにおいては、選手が長時間乗車できるよう、ルールによる制限は設けているものの、強度面などの理由もあり改造もしくはフルスクラッチでの新造を基本的に考慮するものとしていることが多い。
全日本8時間耐久三輪車レース（宮城県石巻市）
改造した市販車のみ参加可。無改造車による2時間耐久レースもあり。東日本大震災以後の開催については不明。
三輪車12時間耐久レース（東京・お台場）
上の全日本大会を模して行った。
WEC Japan（ウェック ジャパン、静岡県小山町（富士スピードウェイ）、元「3輪ワールドGP」）
（WECは「ワールド・エコロジカルカー・チャンピオンシップ」の略（自動車の耐久レースの世界選手権 World Endurance Championship、および過去に存在した WEC-JAPAN に掛けている））
複数カテゴリの混走レース。自称「富士スピードウェイの最遅カテゴリー」「無理すれば、誰でも出れる、世界選手権!」「三輪車や椅子による人力車レースの最高峰」。カテゴリGT3（グレートチューニング三輪車）が三輪車のカテゴリである。ルールから抜粋すると、前1輪駆動の3輪車で、クランク軸=車軸でなくともよい（チェン駆動等も可）が、比が1:1でなければならない。富士スピードウェイ付属施設の一つであるカートコースを使用する。5時間耐久。2009年に第1回が開催された。
南飛騨三輪8耐（岐阜県下呂市）
旧萩原町で実施され、別名「萩原8耐」。ルール（縦横高さ合計3m以内）に基づく手作り三輪車によるレース。1997年に第1回を開催した。2009年を最後に開催されていない。
全日本あいとう4時間耐久三輪車レース（滋賀県東近江市）
旧愛東町で毎年10月の第4日曜日に開催されている。最も歴史の古い三輪車レースである（2013年で26回目（2011年は中止））。2014年以降の開催は不明。
改造部門とノーマル部門の二つの部門がある。
1周350〜400mの特設サーキットを走行する。コースレイアウトは毎年変わる。
ロングストレート・連続ヘアピン・アップ&ダウン等テクニカルなコースレイアウトが特徴。
南丹サンサン祭4時間耐久三輪車レース（京都府南丹市）
毎年10月の「南丹サンサン祭」の際に実施されていた。規定内の自作車両を使用。サンサン祭自体は2009年に第1回が開催されている。参加企業のブログによると、2023年を最後に祭自体が終了した。
かつらぎ三輪車4時間耐久レース（和歌山県かつらぎ町）
規定に従った自作またはレンタル車両でのレース。第1回は1990年に開催された。第1回のみ4月の実施で、第2回以降は毎年11月に実施されていた。2018年の第30回を最後に終了。
養父市三輪車4時間耐久レース（兵庫県養父市）
2013年に第1回を開催。主催者が用意した車両を使う「レンタルクラス」と、規定内の改造車・市販車・自作車のいずれでもエントリー可能な「オリジナルクラス」がある。2019年の第7回までは開催が確認できるが、2020年以降は不明。
遠賀町三輪車4時間耐久レース（福岡県遠賀町）
2017年で16回を数えていた。2019年の第18回までの開催が確認できるが、2021年度にコロナ禍での市のイベント事業見直しにより「当初の目的を一定程度果たした」として廃止が決定された。